# Leiden
Leiden (uitspraakⓘ) is een stad en gemeente in het noordwesten van de Nederlandse provincie Zuid-Holland. De Oude Rijn stroomt door Leiden voordat deze, even verderop, in zee uitmondt. Leiden wordt ook wel 'de Sleutelstad' genoemd, een verwijzing naar de sleutels in het stadswapen.
Dankzij de lakennijverheid behoorde Leiden van de late Middeleeuwen tot in de 17e eeuw tot de grootste steden van de Noordelijke Nederlanden. De huidige gemeente Leiden telt 130.108 inwoners (22 november 2024) maar het compacte, aan elkaar vast gebouwde stedelijk gebied van Leiden – met Oegstgeest, Voorschoten, Leiderdorp en Zoeterwoude – telt 215.602 inwoners. De door het CBS gedefinieerde stedelijke agglomeratie omvat bovendien Katwijk waarmee de Leidse agglomeratie 282.207 inwoners telt. Het stadsgewest Leiden omvat ook Teylingen en Noordwijk en heeft in totaal 365.913 inwoners. Daarmee hoort het stedelijk gebied van Leiden tot de tien grootste agglomeraties in het land.
Leiden trekt jaarlijks duizenden toeristen en bezoekers, voornamelijk door haar internationaal bekende musea en de oude, sinds 2000 sterk gerenoveerde binnenstad met grachten, monumentale bouwwerken en hofjes. Tot de belangrijkste musea behoren Naturalis, het Rijksmuseum van Oudheden en Museum Boerhaave. Leiden kent een rijk cultureel erfgoed; onder andere Rembrandt van Rijn, Lucas van Leyden en Jan Steen werden er geboren en opgeleid. Een verdere versterking van de aantrekkelijkheid van de Leidse binnenstad is het Singelpark, een 6,5 km lange wandelroute met nieuwe bruggen en parken.
Leiden is al eeuwen een typische studentenstad; het heeft de oudste universiteit van Nederland, opgericht in 1575. Het motto van Leiden is Stad van Ontdekkingen, verwijzend naar het grote aantal wetenschappelijke ontdekkingen in deze stad. Het grotendeels uit de universiteit en in het bijzonder uit het LUMC voortgekomen BioScience Park heeft Leiden na decennia economische neergang een enorme impuls gegeven, waardoor de stad in 2021 sociaal-economisch tot de sterkste steden van het land hoort. In 2021 verkrijgt het Romeinse deel van Leiden, Park Matilo, als onderdeel van de Romeinse Limes de status van UNESCO Werelderfgoed.

## Naamgeving
De naam Leithon komt voor het eerst voor in de goederenlijst van de Utrechtse Sint Maartenskerk die is opgesteld tussen 777 en 866. De oude spelling was Leyden. Een populaire maar onjuiste verklaring voor de naam Leiden is dat deze is afgeleid van de Romeinse nederzetting Lugdunum Batavorum. In werkelijkheid lag die nederzetting niet ter hoogte van Leiden, maar bij Katwijk. Bij Leiden lag Matilo. Deze verklaring gaat terug tot 1500, toen in de renaissance een hernieuwde interesse ontstond voor de Romeinse tijd.
Later onderzoek op taalkundig gebied bracht het inzicht dat de naam is afgeleid van een Oudnederlands sterk naamwoord leitha dat als gevolg van afslijting van inflexie lede werd in het Middelnederlands. Inmiddels is men gewend een scherp onderscheid te maken tussen natuurlijke en gegraven waterlopen – die laatste noemen we kanalen. In werkelijkheid is het verschil gradueel. Al in de middeleeuwen is er veel veranderd aan de loop van rivieren, bijvoorbeeld door bochten af te snijden om de afwatering of de scheepvaart te vergemakkelijken. Een samenvattende benaming voor zulke deels of geheel gegraven dan wel vergraven waterlopen is het woord lede, dat oorspronkelijk dezelfde stam heeft als het meervoud onvoltooide tijd van 'leiden', in de betekenis van 'gaan', als in (water)gang. Dit 'lede' vinden we in meer plaatsnamen terug: Leerdam (‘dam in de lede’), Haarlemmerliede ('lede richting Haarlem'), Schipluiden ('met schepen bevaren lede') en bijvoorbeeld Westerlee ('westelijk gelegen lede').
Verbogen in datief pluralis verkrijgt men van leitha dan leithon, en wordt de betekenis dus aan de (datief) + wateren (meervoud). Deze betekenis past in de situatie van het oude Leiden dat niet aan een enkele rivier of watering lag, maar aan de linkeroever van de Rijn, tegenover de plaats waar de Mare uitmondt in de Rijn, die van oost naar west vloeit, terwijl de Mare de waterweg naar het Noorden vormt.

## Wapen en vlag

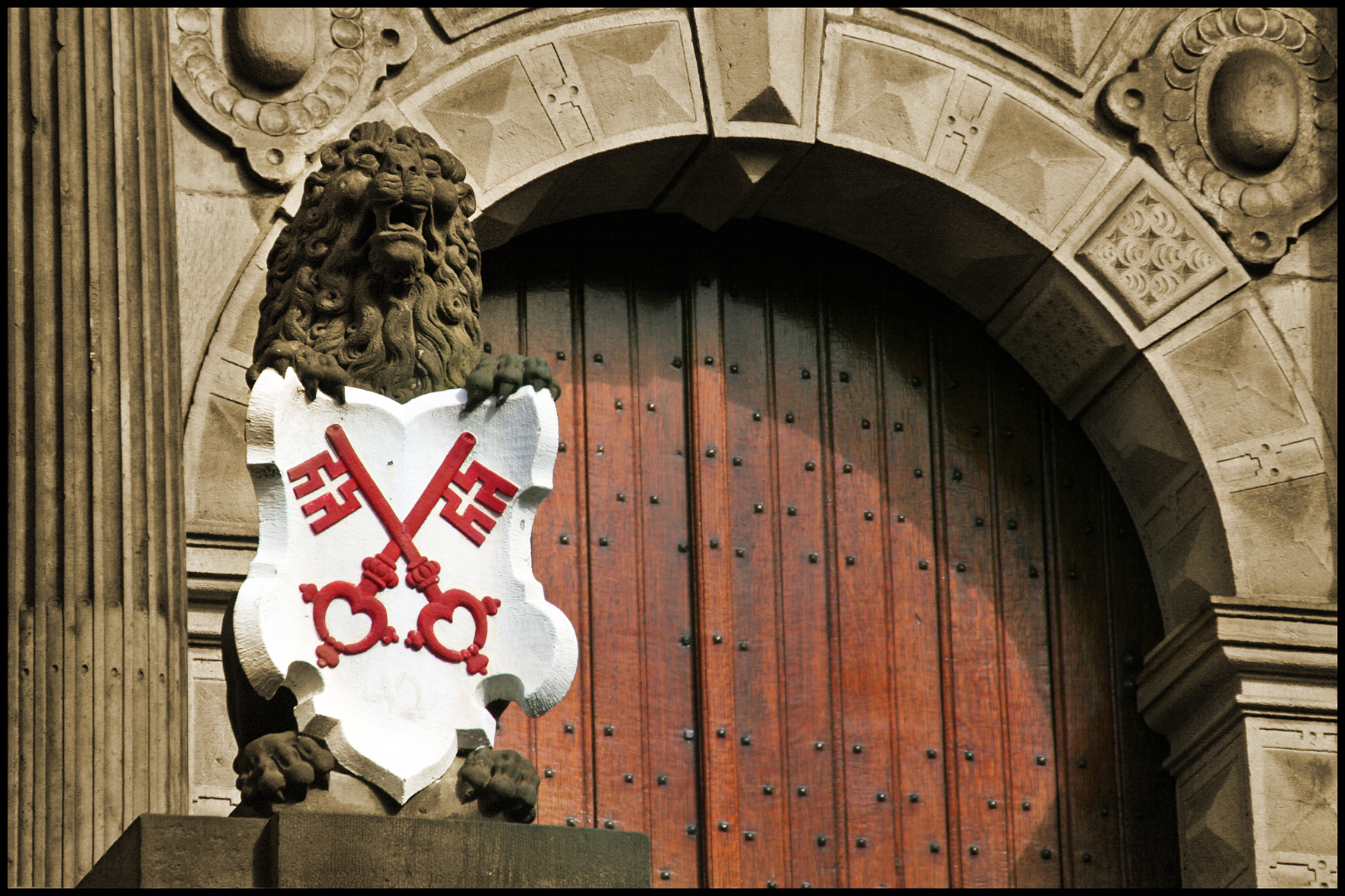
Het stadswapen, voor het stadhuis van Leiden

Het Leidse stadswapen bestaat uit een wit of zilveren schild met twee gekruiste rode sleutels. Het wapen verwijst naar Sint Pieter, de schutspatroon van de stad en naamgever van de voornaamste kerk, de Pieterskerk. Petrus zou van Jezus de sleutels van de hemel hebben ontvangen en is daarmee in de opvatting van de Rooms-Katholieke Kerk de grondlegger van het pausdom, dat wil zeggen dat hij, na de hemelvaart van Jezus, diens plaatsbekleder (niet: plaatsvervanger) was op aarde, evenals de daarop volgende pausen. Vandaar dat vergelijkbare sleutels als die van Leiden voorkomen in het wapenschild van het Vaticaan.
Het officiële wapen van Leiden werd bij Koninklijk Besluit van 25 januari 1950 vastgelegd. De schildhouder is een strijdbare, rode leeuw op een vestingmuur met de Latijnse wapenspreuk "Haec libertatis ergo" (Dit omwille van de vrijheid), dat verwijst naar de tijd van het Nederlandse verzet tegen de Spanjaarden in de zestiende eeuw. De linkerklauw van de leeuw rust op het schild. In zijn rechterklauw bevindt zich een opgeheven, zilveren zwaard met gouden gevest.
De vlag van Leiden, met de verhouding 3:2, bestaat uit drie gelijke horizontale banen in de kleuren rood-wit-rood. Aan de kant van de vlaggenstok bevindt zich een witte cirkel met daarin de twee gekruiste rode sleutels uit het wapen. De vlag is in 1949 vastgesteld door de gemeenteraad.

## Geschiedenis
De stad ontstond als dijkdorp aan de zuidzijde tegenover een kunstmatige heuvel aan de samenvloeiing van de Oude en de Nieuwe Rijn. In de oudste vermelding daarvan, omstreeks 860, werd het toenmalige dorp Leithon genoemd. In de op deze heuvel gelegen burcht zetelde aanvankelijk een leenman van de bisschop van Utrecht, maar de burcht kwam omstreeks 1100 in handen van de graaf van Holland. De gunstig gelegen nederzetting kreeg in 1266 bevestiging van de reeds eerder verleende stadsrechten en ontwikkelde zich met haar bloeiende lakennijverheid tot een van de grootste steden van het graafschap Holland. In 1389, toen de bevolking tot ongeveer 4000 was gegroeid, moest de stad worden uitgebreid met het stadsdeel tussen Rapenburg (tevoren de zuidrand van de stad) en de Witte Singel.
Tijdens de Hoekse en Kabeljauwse twisten werd Leiden verschillende malen belegerd, zo werd de stad
in 1420 veroverd door hertog Jan van Beieren en in 1481 door keizer Maximiliaan.
Op 1 maart 1512 stortte de ruim 100 meter hoge toren van de Pieterskerk in bij een storm. De toren, een van de hoogste van Nederland, werd nimmer herbouwd.
Ondanks al deze perikelen was Leiden in 1514 uitgegroeid tot ruimschoots de grootste stad van Holland, met zo’n 14.000 inwoners. Nadien trad stagnatie in door onder meer concurrentie van de plattelandsnijverheid, die goedkopere textiel leverde dan de Leidse gilden.

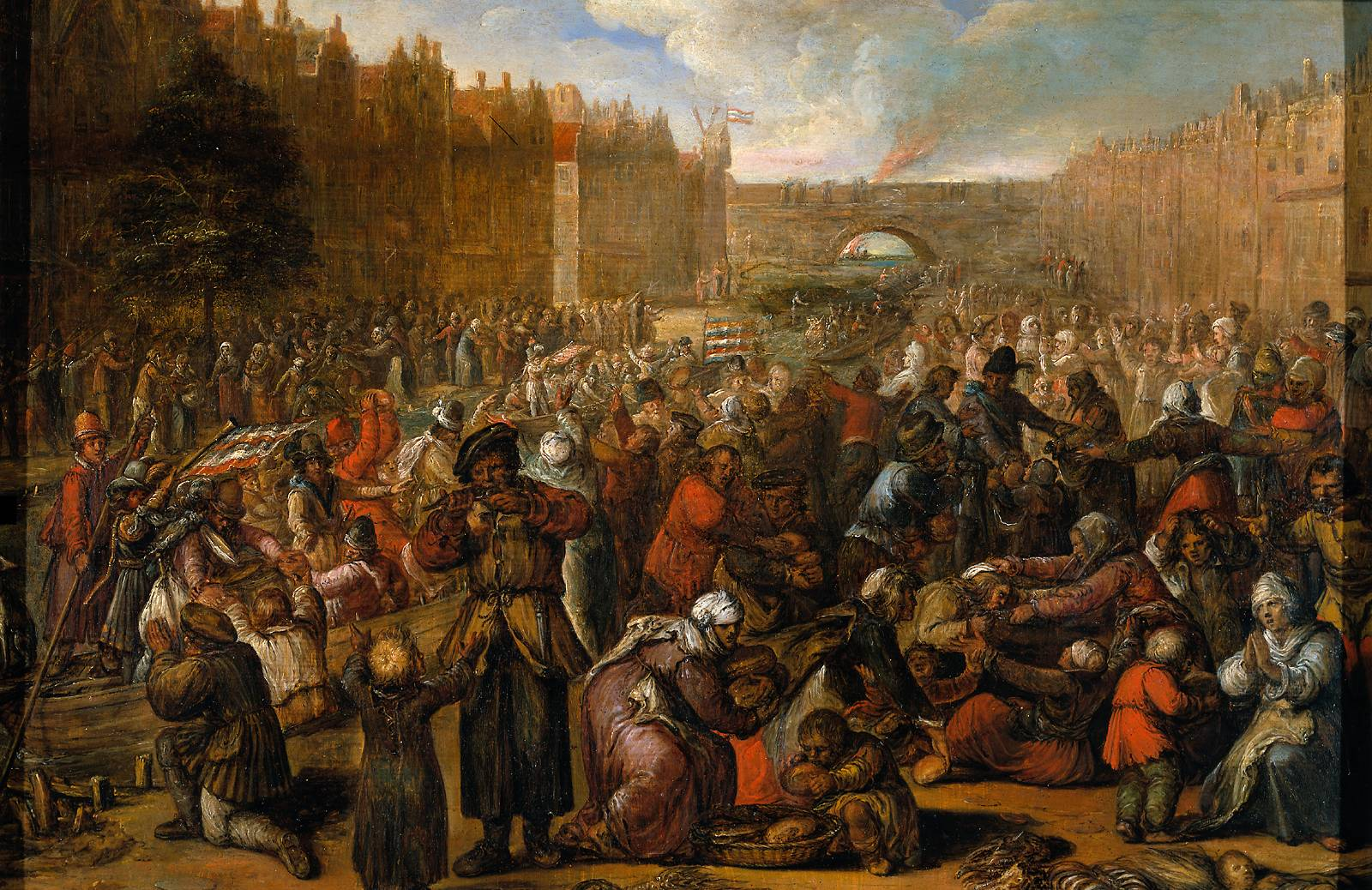
Leidens ontzet door Otto van Veen

In 1572 koos de stad de zijde van de anti-Spaanse opstand. De Spaanse landvoogd Requesens belegerde in 1574 de stad. Van de 15.000 inwoners verloor tijdens het beleg ongeveer een derde deel het leven. Nadat het beleg was afgeslagen – het Leidens ontzet van 3 oktober 1574 – kreeg de stad in 1575 met de Universiteit Leiden de eerste universiteit van Nederland. De in vele bronnen gegeven verklaring dat stadhouder Willem van Oranje hiermee zijn erkentelijkheid aan de Leidenaren betuigde is enigszins twijfelachtig. Willem had namelijk een politiek/bestuurlijke reden voor de oprichting van een universiteit: de behoefte aan goed opgeleide getrouwen. De universiteit voert als motto Praesidium Libertatis, dat 'bolwerk van de vrijheid' betekent.
In de 17e eeuw kwam de stad opnieuw tot grote bloei, dankzij de impuls die vluchtelingen uit de Zuidelijke Nederlanden gaven aan de lakennijverheid met hun kennis van nieuwe technieken voor het maken van lichter laken. De stad was in 1622 gegroeid tot 45.000 inwoners en omstreeks 1670 werd zelfs een aantal van tegen de 70.000 bereikt. In de Gouden Eeuw was Leiden op Amsterdam na de grootste stad van Nederland. De bevolkingsgroei maakte aanleg van nieuwe grachten en singels noodzakelijk. Het huidige centrum van Leiden, herkenbaar aan het singelpatroon, werd in 1659 voltooid.
In de 18e eeuw raakte de textielnijverheid in verval, door protectionistische maatregelen in Frankrijk en de lonen, die vanwege de kosten van levensonderhoud in het gewest Holland relatief hoog moesten zijn. Het gevolg was een gestadige daling van het inwonertal van Leiden, dat eind 18e eeuw tot 30.000 was gedaald en omstreeks 1815 een dieptepunt van 27.000 zou bereiken.

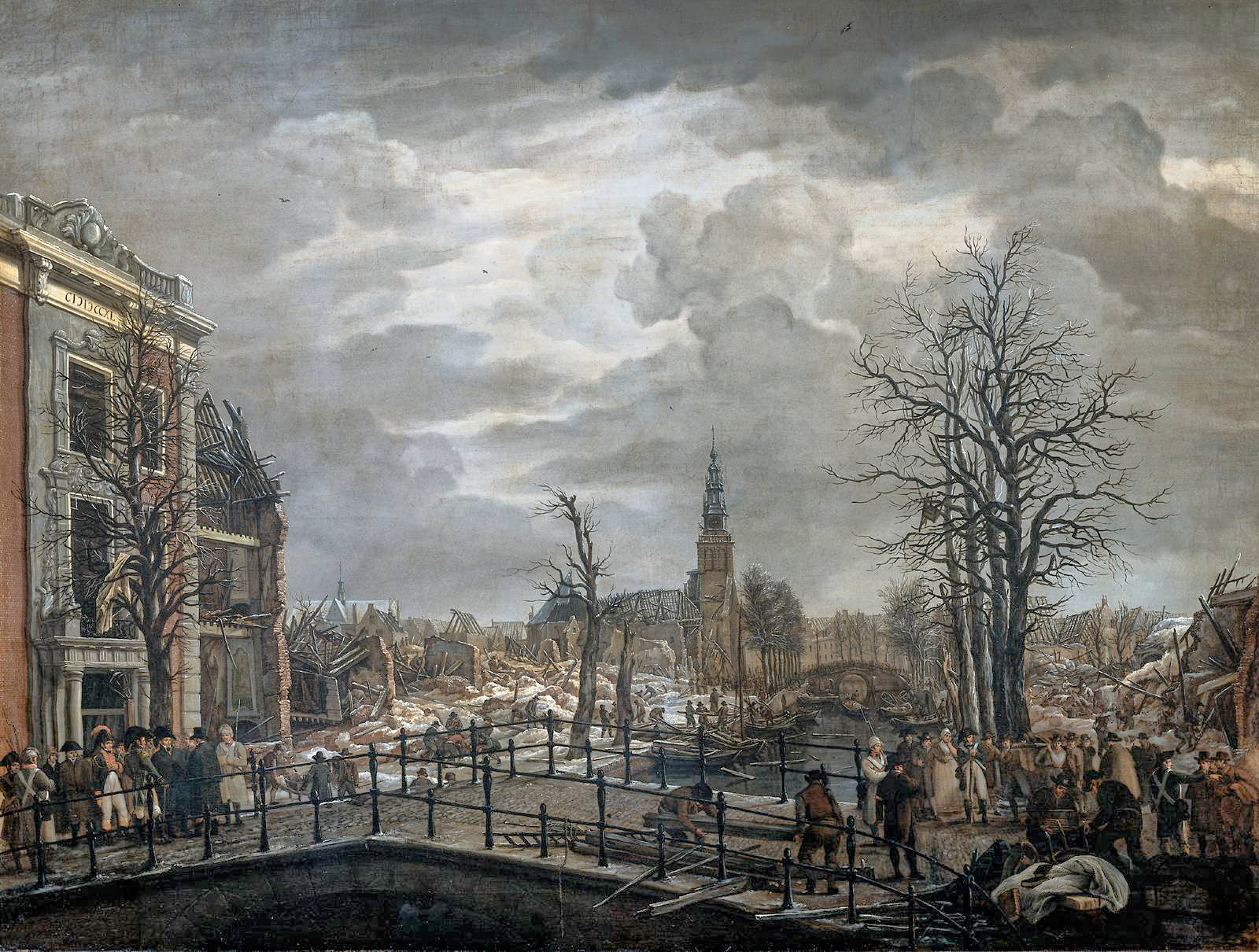
Het Steenschuur met de Heilige Lodewijkkerk na de Leidse buskruitramp van 1807, geschilderd door Carel Lodewijk Hansen

Op 12 januari 1807 vond de Leidse buskruitramp plaats, waarbij ongeveer 150 burgers om het leven kwamen. Koning Lodewijk Napoleon bezocht persoonlijk de stad om de hulp aan de slachtoffers te coördineren. Op de plaats van de door de ontploffing veroorzaakte "ruïne" werden later het Van der Werfpark, het Kamerlingh Onnes Laboratorium en het (nu voormalige) Rijksmuseum van Natuurlijke Historie (voorganger van Naturalis) aangelegd.
In 1842 werd de voor Leiden zeer belangrijke spoorlijn naar Haarlem in gebruik genomen. In 1866 werd de stad getroffen door de laatste grote epidemie (cholera). Deze leidde in 1868 tot de start van de bouw van het nieuwe Academisch Ziekenhuis, het huidige Museum voor Volkenkunde. In 1883 werd niet alleen Leiden, maar ook de rest van Nederland, opgeschrikt door het nieuws van de arrestatie van Maria Swanenburg, bijgenaamd Goeie Mie, een gifmengster die in enkele jaren tijd minstens 27 slachtoffers had gemaakt. Mede dankzij de spoorlijn was in de 19e eeuw enige verbetering opgetreden in de desolate sociaal-economische situatie, maar het aantal inwoners was omstreeks 1900 nog steeds niet ver boven de 50.000 opgeklommen. Pas in 1896 begon Leiden zich uit te breiden buiten de 17e-eeuwse singels.
In het vierde kwartaal van de 19e eeuw is er sprake van een grote vooruitgang in de Nederlandse wetenschap, zozeer dat men deze periode als de Tweede Gouden Eeuw aanduidt. Leiden speelde in deze vooruitgang de hoofdrol: Johannes van der Waals, Hendrik Lorentz, Heike Kamerlingh Onnes, Pieter Zeeman, zie Leiden Stad van Ontdekkingen. Welhaast als een 'voorteken' van de naderende Tweede Gouden Eeuw wordt door Frederik Kaiser in 1861 een compleet nieuwe Sterrenwacht gebouwd, de oudste nog bestaande universitaire sterrenwacht ter wereld, nu een van de iconische bouwwerken van Leiden. De Leidse Sterrewacht wordt de bakermat van baanbrekende astronomische ontdekkingen (Willem De Sitter, Jan Oort, Henk van de Hulst), Albert Einstein (toen bijzonder hoogleraar in Leiden) ontwierp samen met De Sitter het -op de net ontwikkelde algemene relativiteitstheorie gebaseerde- Einstein-De Sitter heelal (1932).

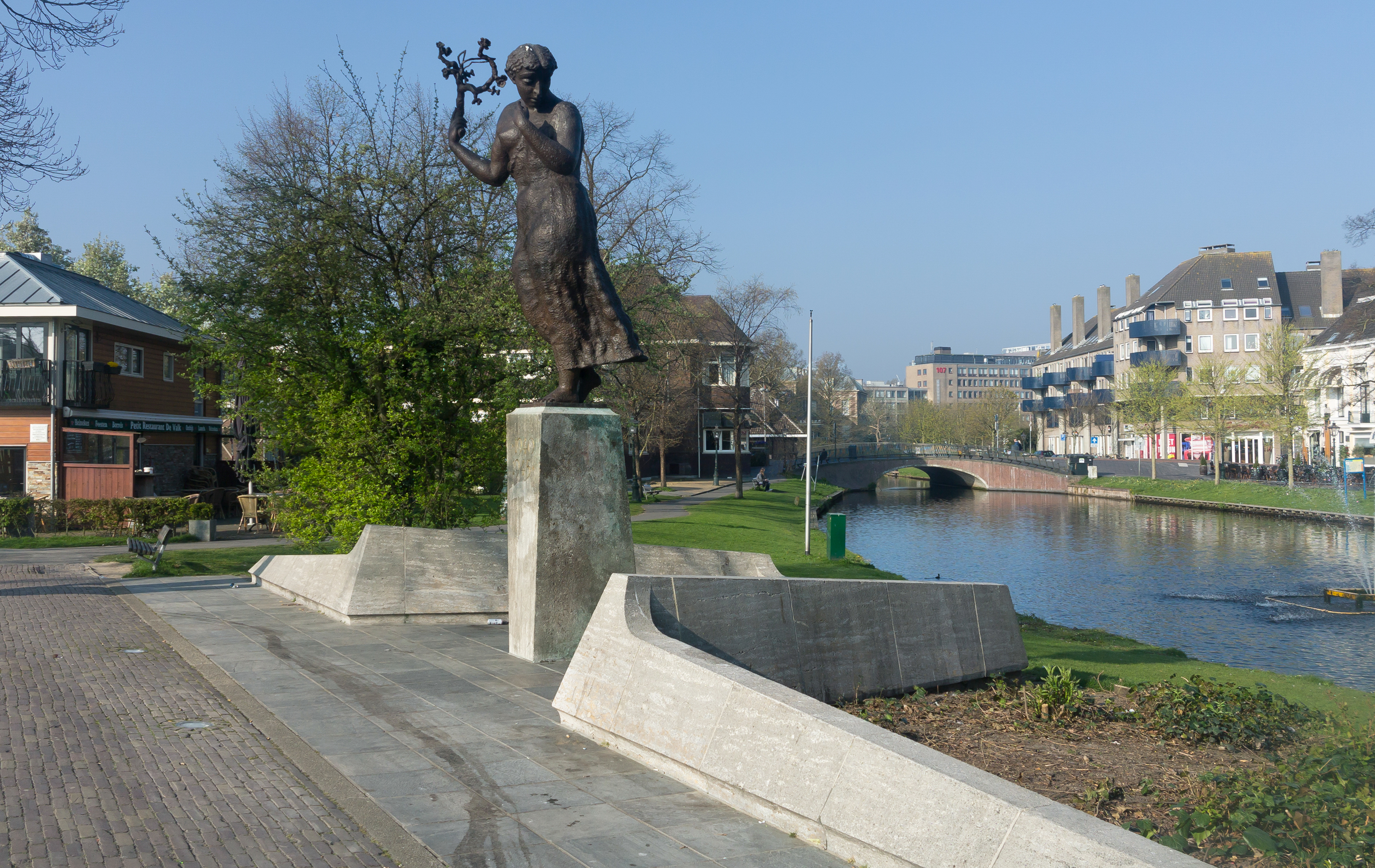
Het Bevrijdingsmonument in Leiden

Tijdens de Tweede Wereldoorlog werd Leiden zwaar getroffen door geallieerde bombardementen. De omgeving van het station en de Marewijk (tegenwoordig de omgeving van het Schuttersveld en de Schipholweg) werden vrijwel geheel met de grond gelijk gemaakt. Het historische centrum bleef gespaard.
Het huidige Leiden profileert zich vooral als een centrum van wetenschappelijke kennis en nieuwe technologie. Daarnaast speelt ook het toerisme een steeds belangrijkere rol in deze historische vestingstad.
Leiden heeft een eigen canon. De Leidse Canon vertelt de geschiedenis van Leiden aan de hand van 35 belangrijke historische onderwerpen.

## Demografie
Anno 2021 heeft 67,8% van de Leidse bevolking twee ouders die in Nederland zijn geboren. 16,9% heeft ten minste één ouder die in een "niet westers land" is geboren, en 15,2% heeft ten minste één ouder die in een "westers land" is geboren.

## Geografie

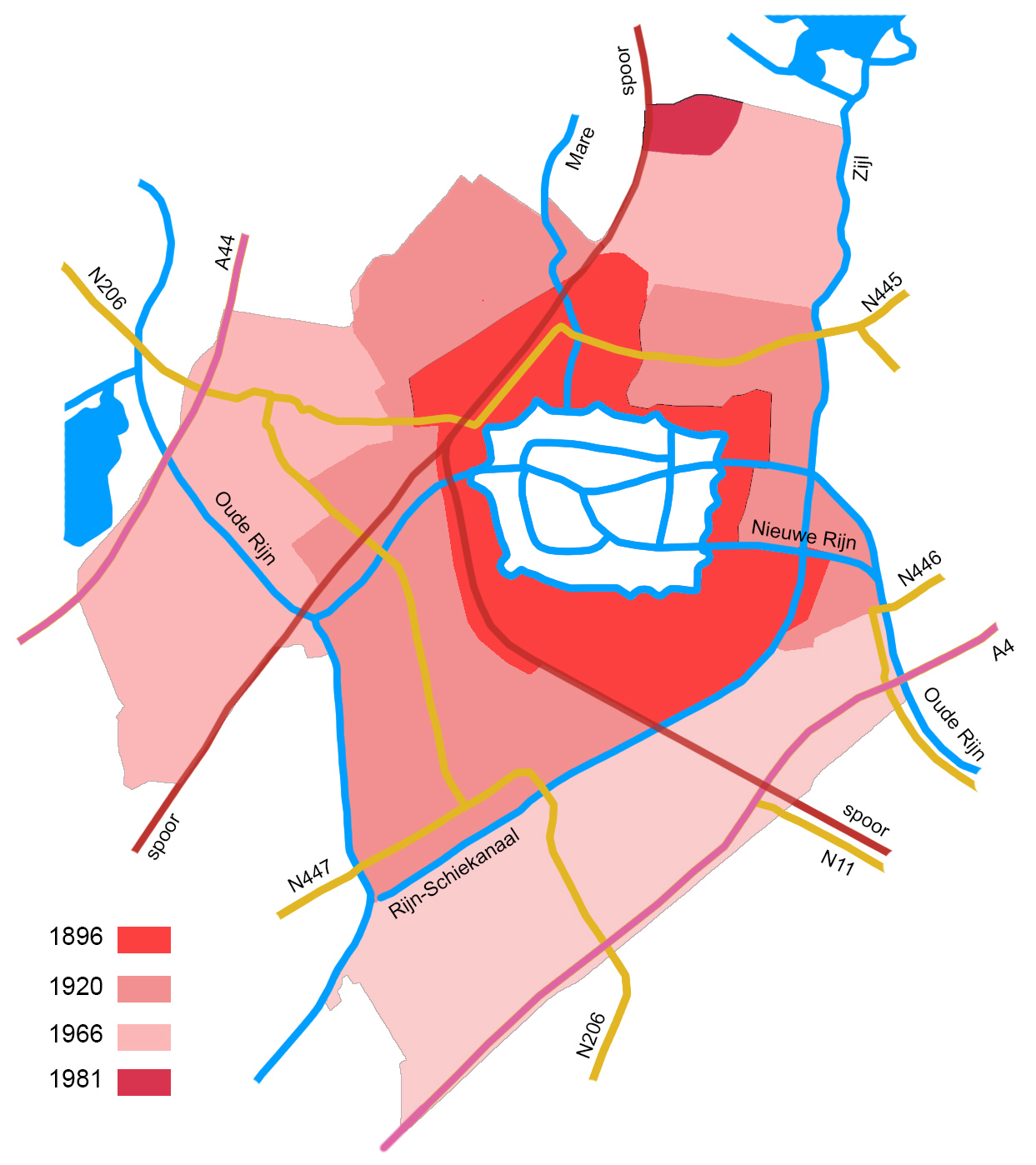
Door vier annexaties, tussen 1896 en 1981, groeide de gemeente Leiden uit tot haar huidige omvang

Leiden ligt in het noorden van de provincie Zuid-Holland, ongeveer 45 km zuidwestelijk van Amsterdam en ongeveer 18 km noordoostelijk van Den Haag. Daarmee heeft Leiden een 'scharnierpositie' tussen noord en zuid in de Randstad, zoals ook blijkt uit onderzoek naar pendelstromen.
Door Leiden stroomt de Oude Rijn. Aan de rand van de stad splitst de Nieuwe Rijn zich af, om in de binnenstad weer samen te komen met de Oude Rijn. Ook het Rijn-Schiekanaal en de Zijl takken vanuit Leiden af richting zuiden respectievelijk noorden.
Met de klok mee vanuit het noorden, grenst Leiden achtereenvolgens aan de gemeenten Teylingen, Leiderdorp, Zoeterwoude, Leidschendam-Voorburg, Voorschoten, Wassenaar, Katwijk en Oegstgeest. Via Teylingen grenst Leiden aan de Bollenstreek.
| Aangrenzende gemeenten | Aangrenzende gemeenten | Aangrenzende gemeenten            | Aangrenzende gemeenten | Aangrenzende gemeenten |
| ---------------------- | ---------------------- | --------------------------------- | ---------------------- | ---------------------- |
| Oegstgeest             |                        | Teylingen                         |                        |                        |
|                        |                        |                                   |                        |                        |
| Katwijk                | Leiderdorp             |                                   |                        |                        |
|                        |                        |                                   |                        |                        |
| Wassenaar              |                        | Voorschoten Leidschendam-Voorburg |                        | Zoeterwoude            |

Tot 1896 vormde de Singel de stadsgrens. Bij vier annexaties (1896, 1920, 1966 en 1981) nam Leiden grond over van de omliggende gemeenten Oegstgeest, Leiderdorp, Zoeterwoude, Voorschoten/Wassenaar en Warmond. In 1981 was de stad twaalfmaal zo groot als 85 jaar eerder. Desalniettemin heeft Leiden van alle steden boven de 100.000 inwoners verreweg het kleinste oppervlak.

### Stadsdelen, districten en buurten
De gemeente Leiden is verdeeld in 4 stadsdelen, 10 districten (= wijken) en 54 buurten.
| Districtnr. | District                 | Inwoners |  |
| 0           | Binnenstad zuid          | 8.177    |  |
| 1           | Binnenstad noord         | 14.994   |  |
| 2           | Stationsdistrict         | 1.925    |  |
| 3           | Leiden-Noord             | 13.327   |  |
| 4           | Roodenburgerdistrict     | 20.226   |  |
| 5           | Bos- en gasthuisdistrict | 19.598   |  |
| 6           | Morsdistrict             | 11.126   |  |
| 7           | Boerhaavedistrict        | 4.545    |  |
| 8           | Merenwijk                | 14.343   |  |
| 9           | Stevenshof               | 11.546   |  |

### Water en groen

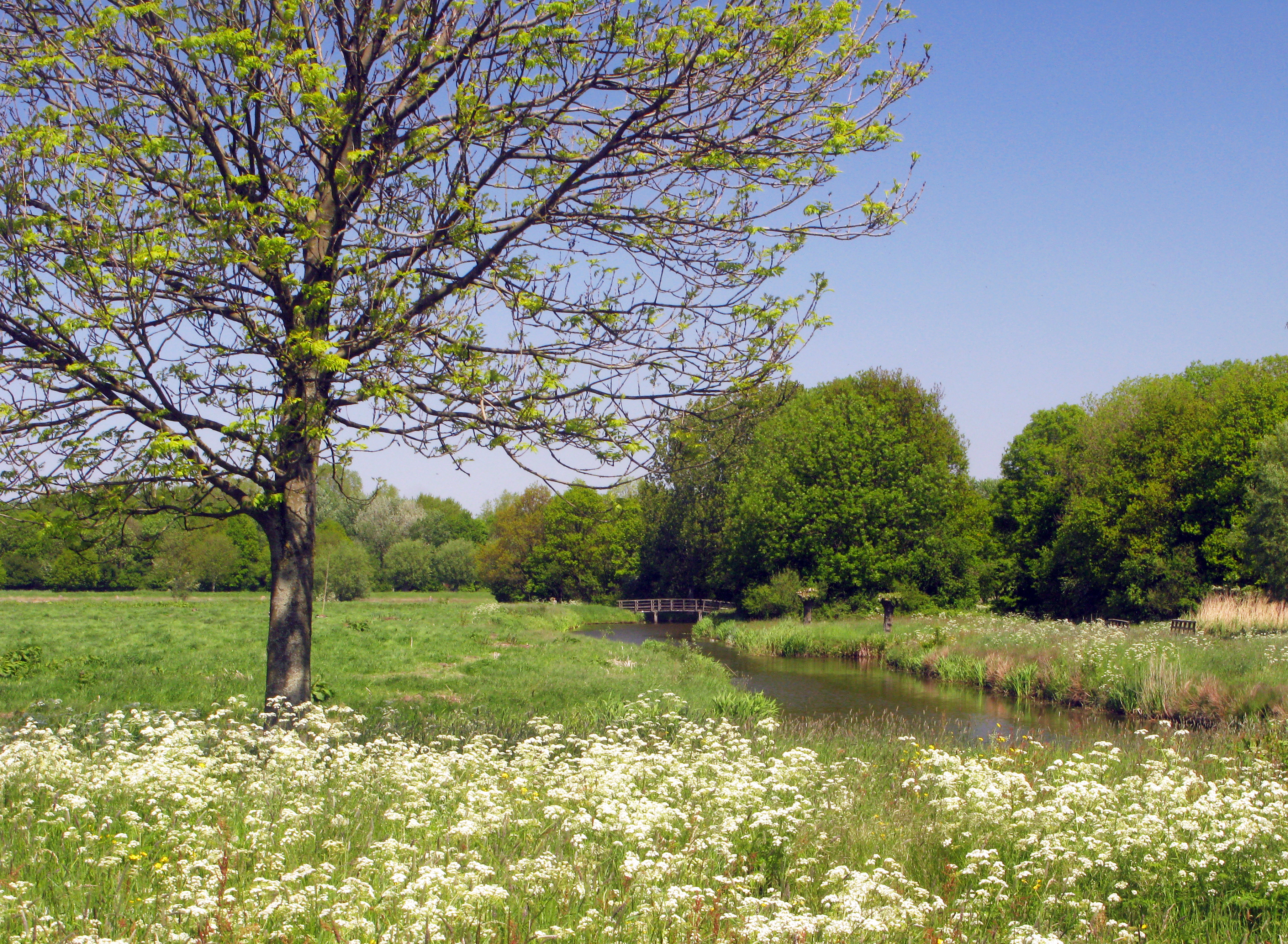
Polderpark Cronesteyn

Vooral in de binnenstad vormt het water een belangrijk onderdeel van het straatbeeld. Naast de Oude en de Nieuwe Rijn die de hartlijn vormen, heeft de stad grachten en singels. De bekendste gracht is het Rapenburg waaraan het Academiegebouw en de Hortus Botanicus van de Universiteit zijn gevestigd. Buiten het centrum verbinden naast de Rijn, riviertjes, kanalen en voormalige trekvaarten als de Zijl, de Haarlemmertrekvaart en de Trekvliet de stad met grote water- en recreatiegebieden net buiten de stad zoals Vlietland, de Kagerplassen en het Valkenburgse Meer.
De singels vormen ook een belangrijke groenvoorziening voor de stad, waar begraafplaatsen en diverse parken als het Plantsoen, Ankerpark, Huigpark en de Hortus Botanicus op de plaats van de voormalige stadswallen zijn aangelegd. Buiten de binnenstad heeft de stad met de Leidse Hout een stadspark en kleinere wijk- en buurtparkjes zoals het Bos van Bosman, het Stevenspark in de wijk Stevenshof, het Park Kweeklust in de Morsch, het Kooipark, het Park Zeeheldenbuurt,het park De Bult en het Archeologisch park Matilo in Roomburg, het Noorderpark en het Park Merenwijk met een kinderboerderij.
Een versterking van de aantrekkelijkheid van de monumentale binnenstad, met het accent op water en groen, is de recente ontwikkeling van het Singelpark. Door de onderlinge verbinding van bestaand groen langs de singels door aanleg van nieuw groen en enkele nieuwe bruggen, wordt een 6,5 km lange wandelroute gevormd, een Leidse Umfassungsweg.
Aan de zuidoostkant van de stad ligt het stadspark Polderpark Cronesteyn, waarin het terrein van het voormalig Kasteel Cronesteyn is opgenomen. Dit park bestaat uit verschillende elementen van het cultuurlandschap: bosjes, houtsingels, weilanden, hooilanden, een moeras en een griend. In een bosperceel, het Reigersbos, op een voormalige tuinderij bevindt zich een reigerkolonie. Verder zijn er een bezoekerscentrum, een waterspeelplaats, een groot complex volkstuinen, een minicamping, een zorgboerderij, een complex schooltuinen, een ooievaarsnest en een bijenstal. Via dit park staat de stad in verbinding met Vlietland en met het Groene Hart.

## Politiek en bestuur

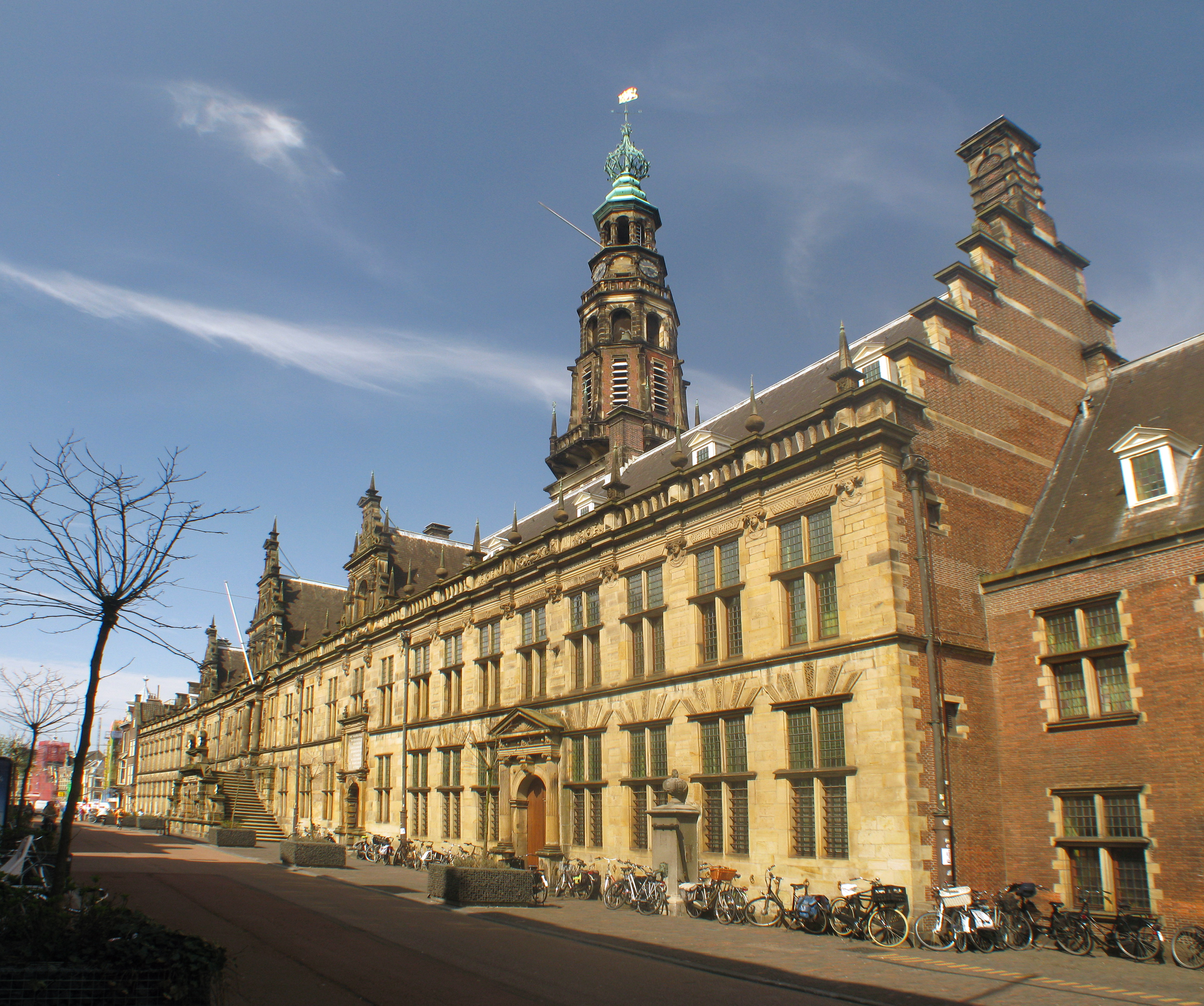
Het stadhuis aan de Breestraat

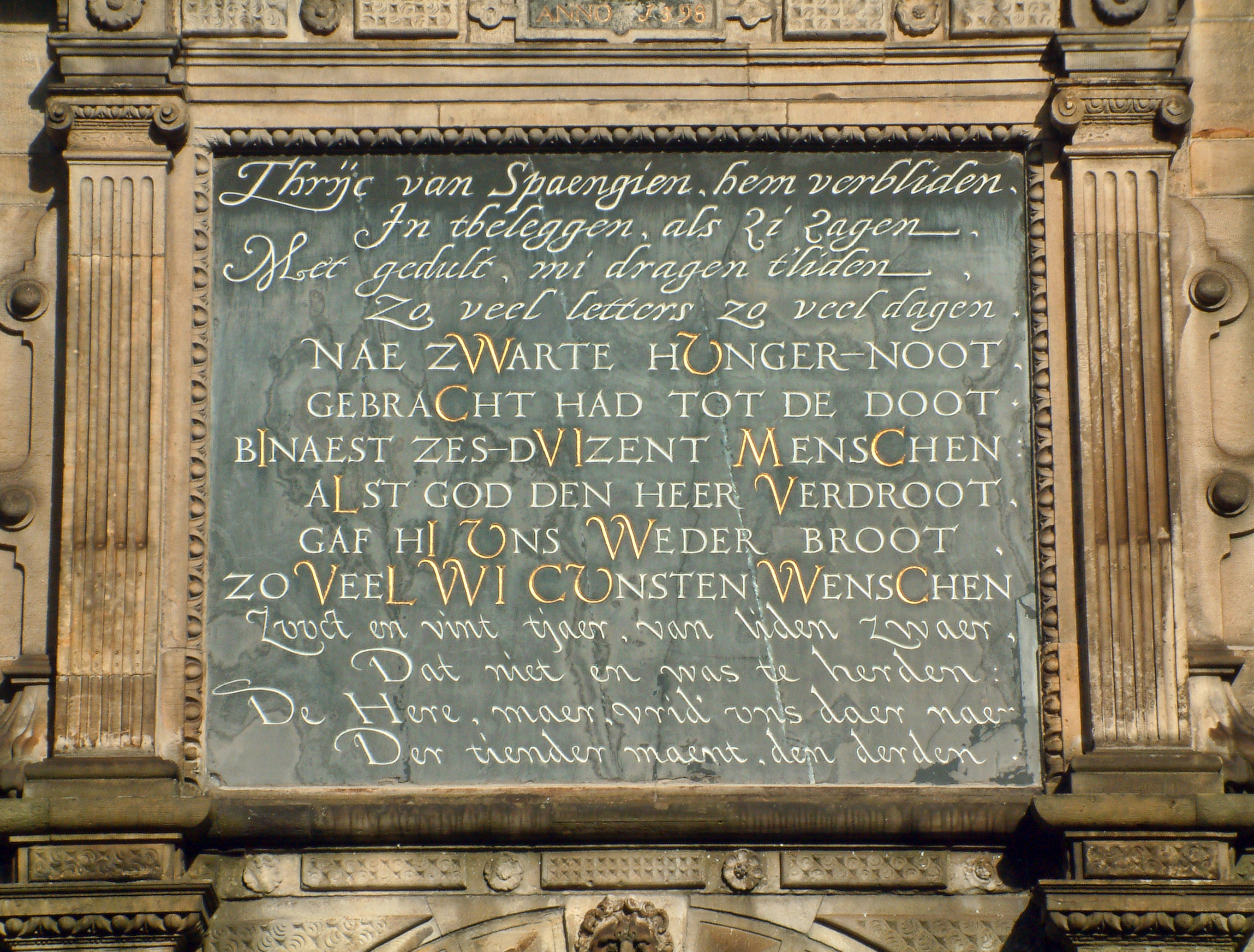
Gedicht op de gevel van het stadhuis

### Gemeenteraad
De gemeenteraad van Leiden telt 39 zetels. Hieronder volgt de samenstelling van de gemeenteraad sinds 1994:
| Partij                          | 1994 | 1998 | 2002 | 2006 | 2010 | 2014 | 2018 | 2022 |
| ------------------------------- | ---- | ---- | ---- | ---- | ---- | ---- | ---- | ---- |
| GroenLinks                      | 5    | 6    | 6    | 4    | 4    | 4    | 8    | 10   |
| D66                             | 7    | 4    | 5    | 2    | 10   | 12   | 9    | 6    |
| VVD                             | 8    | 9    | 7    | 6    | 6    | 5    | 6    | 5    |
| PvdA                            | 8    | 9    | 8    | 10   | 6    | 5    | 4    | 4    |
| Partij voor de Dieren           | -    | -    | -    | -    | 1    | 1    | 3    | 4    |
| Partij Sleutelstad              | -    | -    | -    | -    | 0    | 0    | 2    | 3    |
| SP                              | 3    | 5    | 3    | 7    | 4    | 5    | 3    | 2    |
| CDA                             | 5    | 4    | 5    | 5    | 4    | 4    | 3    | 2    |
| Studenten voor Leiden           | -    | -    | -    | -    | -    | -    | -    | 2    |
| ChristenUnie*                   | -    | 1    | 1    | 2    | 1    | 1    | 1    | 1    |
| Leefbaar Leiden                 | -    | -    | 3    | 2    | 1    | 2    | -    | -    |
| Stadspartij Leiden Ontzet       | -    | -    | -    | 1    | 2    | 0    | -    | -    |
| Leiden Weer Gezellig-De Groenen | 1    | 1    | 1    | -    | -    | -    | -    | -    |
| Centrum Democraten              | 2    | -    | -    | -    | -    | -    | -    | -    |
| Totaal                          | 39   | 39   | 39   | 39   | 39   | 39   | 39   | 39   |

- Deed in 1998 mee als combinatie RPF, GPV en de SGP.

### College van B&W

#### Burgemeester
Burgemeester van Leiden is sinds 19 september 2024 Peter Heijkoop.

#### College 2022-2026
Het huidige college van B&W bestaat uit een coalitie van GroenLinks, D66, PvdA en CDA. Deze vier partijen hebben samen een meerderheid van 22 zetels in de gemeenteraad. Het beleidsakkoord "Samen leven in Leiden" werd op 8 juni 2022 gepubliceerd door de coalitiepartijen. De samenstelling van het college is als volgt:
| Functie en portefeuille                        | Naam              | Partij |
| ---------------------------------------------- | ----------------- | ------ |
| Burgemeester                                   | Peter Heijkoop    | CDA    |
| Wethouder Klimaat, Bereikbaarheid & Financiën  | Ashley North      | GL     |
| Wethouder Economie, Kennis, Sport & Gezondheid | Fleur Spijker     | D66    |
| Wethouder Kansengelijkheid, Jeugd & Onderwijs  | Abdelhaq Jermoumi | PvdA   |
| Wethouder Wonen, Bouwen & Welzijn              | Julius Terpstra   | CDA    |
| Wethouder Energie, Werk, Inkomen & Cultuur     | Yvonne van Delft  | GL     |

#### Gemeentesecretaris
De gemeentesecretaris is sinds 1 oktober 2018 Pim van Vliet. Behalve secretaris van het college van burgemeester en wethouders is zij algemeen directeur en daarmee eindverantwoordelijke voor de ambtelijke organisatie van de gemeente Leiden.

#### Eerdere colleges, tot 2018
De wethouders in het college waren sinds de gemeenteraadsverkiezingen van 2006 tot 10 oktober 2007 afkomstig uit vier partijen: PvdA, SP, GroenLinks en ChristenUnie. De twee SP-wethouders stapten op toen besloten werd de RijnGouwelijn-Oost (RGL), ondanks andersluidende referendum-uitslag, alsnog door het stadscentrum aan te leggen. Op 16 oktober 2007 bleek dat de overgebleven wethouders niet gesteund werden door de gemeenteraad. Onderhandelingen leidden tot een nieuw college per 20 december 2007 gevormd uit en gesteund door PvdA, VVD, CDA en GroenLinks. Op 12 januari 2010 trok GroenLinks zich terug uit het college vanwege het fractiestandpunt over de aanleg van een tijdelijke parkeergarage. De overgebleven partijen gingen samen verder tot de Nederlandse gemeenteraadsverkiezingen op 3 maart 2010.

##### Periode 2010-2014
Na de gemeenteraadsverkiezingen 2010 werd op 16 april 2010 bekendgemaakt dat de nieuwe wethouders zouden worden geleverd door D66, VVD, CDA en SP. Het college telde toen naast de burgemeester vijf wethouders:
| Functie                                                                       | Naam               | Partij |
| ----------------------------------------------------------------------------- | ------------------ | ------ |
| Burgemeester                                                                  | Henri Lenferink    | PvdA   |
| Wethouder Financiën, Bereikbaarheid en Economie                               | Robert Strijk      | D66    |
| Wethouder Ruimtelijke Ordening, Volkshuisvesting, Binnenstad en Publiekszaken | Pieter van Woensel | VVD    |
| Wethouder Jeugd, Welzijn en Zorg en Personeelszaken                           | Roos van Gelderen  | SP     |
| Wethouder Cultuur, Werk en Inkomen en Participatiegelden                      | Jan-Jaap de Haan   | CDA    |
| Wethouder Onderwijs, Sport en Omgevingskwaliteit                              | Frank de Wit       | D66    |

##### College 2014-2018
In het volgende college kwam de PvdA in de plaats van het CDA. De coalitie bestond verder uit D66, SP en VVD. Op 17 april 2014 presenteerden deze vier partijen het beleidsakkoord Samenwerken en Innoveren 2014-2018. De samenstelling van het college werd:
| Functie                                                                     | Naam              | Partij |
| --------------------------------------------------------------------------- | ----------------- | ------ |
| Burgemeester                                                                | Henri Lenferink   | PvdA   |
| Wethouder Bereikbaarheid, Economie, Binnenstad en Cultuur, locoburgemeester | Robert Strijk     | D66    |
| Wethouder Bouw en Openbare Ruimte, 4e locoburgemeester                      | Paul Laudy        | VVD    |
| Wethouder Jeugd, Zorg en Welzijn, 3e locoburgemeester                       | Roos van Gelderen | SP     |
| Wethouder Werk en Inkomen, Wijken en Financiën, 5e locoburgemeester         | Marleen Damen     | PvdA   |
| Wethouder Onderwijs, Sport en Duurzaamheid, 2e locoburgemeester             | Frank de Wit      | D66    |

##### College 2018-2022
Het daaropvolgende college van B&W bestond uit een coalitie van D66, GroenLinks en PvdA. Deze drie partijen hadden samen een meerderheid van 21 zetels in de gemeenteraad. Het beleidsakkoord "Samen maken we de stad – werkend aan een groen, sociaal en ondernemend Leiden" werd op 17 mei 2018 gepubliceerd door de coalitiepartijen. De samenstelling van het college was als volgt. Martine Leeuwis trad eind 2019 af en werd opgevolgd door Ashley North.
| Functie en portefeuille                       | Naam                            | Partij |
| --------------------------------------------- | ------------------------------- | ------ |
| Burgemeester                                  | Henri Lenferink                 | PvdA   |
| Wethouder Klimaat, Mobiliteit en Financiën    | Ashley North (vanaf eind 2019)  | GL     |
| Wethouder Energie, Werk en Inkomen en Cultuur | Yvonne van Delft                | GL     |
| Wethouder Gezondheid & Welzijn                | Marleen Damen                   | PvdA   |
| Wethouder Duurzame verstedelijking            | Fleur Spijker                   | D66    |
| Wethouder Duurzaamheid & Mobiliteit           | Martine Leeuwis (tot eind 2019) | GL     |
| Wethouder Onderwijs, Jeugd en Financien       | Paul Dirkse                     | D66    |

##### Partnersteden
Leiden heeft een internationale stedenband met de volgende partnersteden:
- Oxford (Verenigd Koninkrijk), sinds 1946
- Krefeld (Duitsland), sinds 1974
- Toruń (Polen), sinds 1988
- Juigalpa (Nicaragua), sinds 1988
- Buffalo City (Zuid-Afrika), sinds 1996
- Nagasaki (Japan), sinds 2012

In januari 2016 is het stadsbestuur begonnen met een onderzoek naar een mogelijke stedenband met Yogyakarta (Indonesië), omdat dit ook een stad is met een universiteit en veel musea.

### Politie en rechtspraak
De gemeente Leiden valt onder de Regionale Eenheid Den Haag van de politie. Gerechtelijk valt Leiden onder de Rechtbank Den Haag met een kantongerecht gevestigd aan de Witte Singel.

## Religie en levensbeschouwing

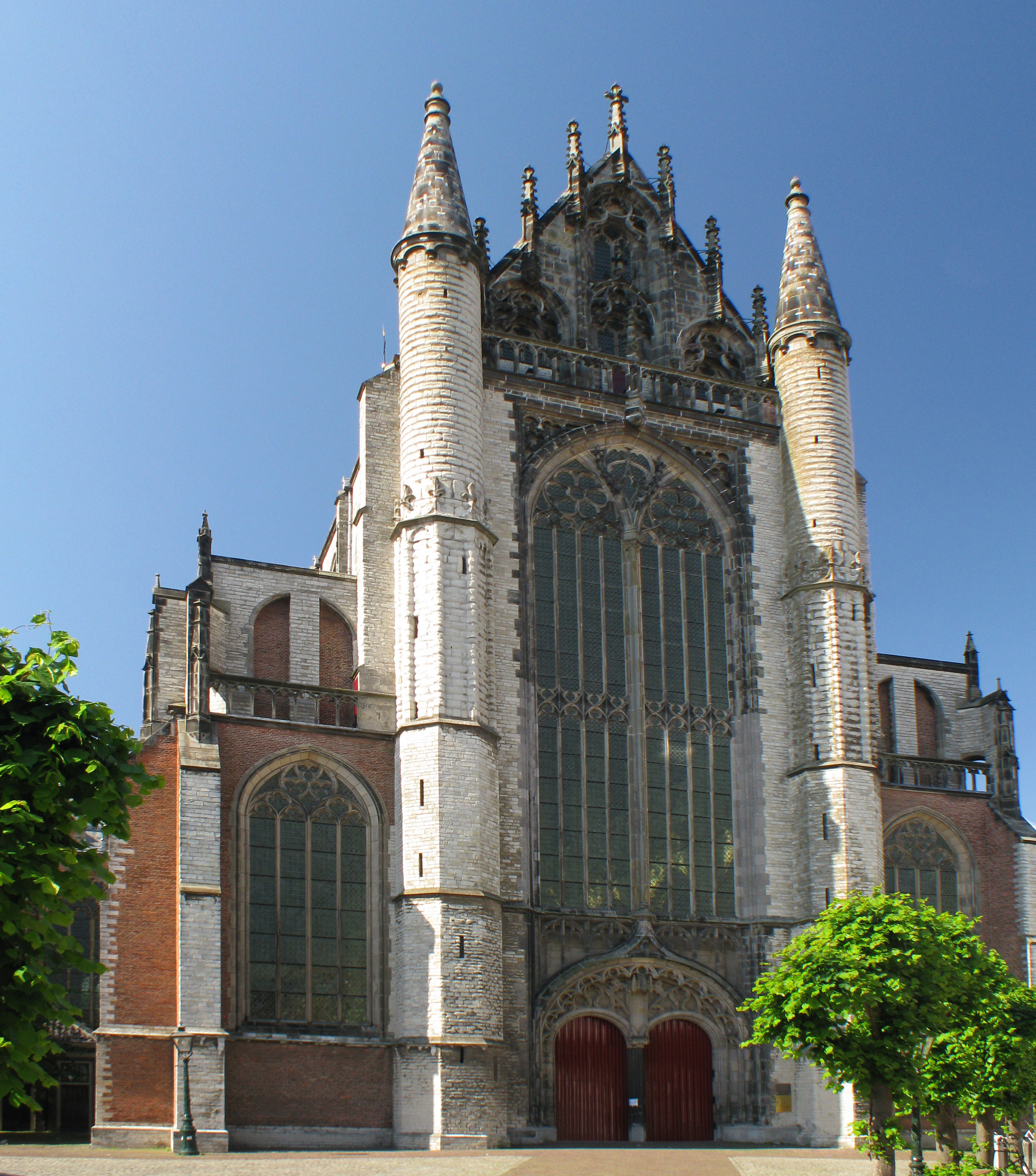
De Hooglandse Kerk

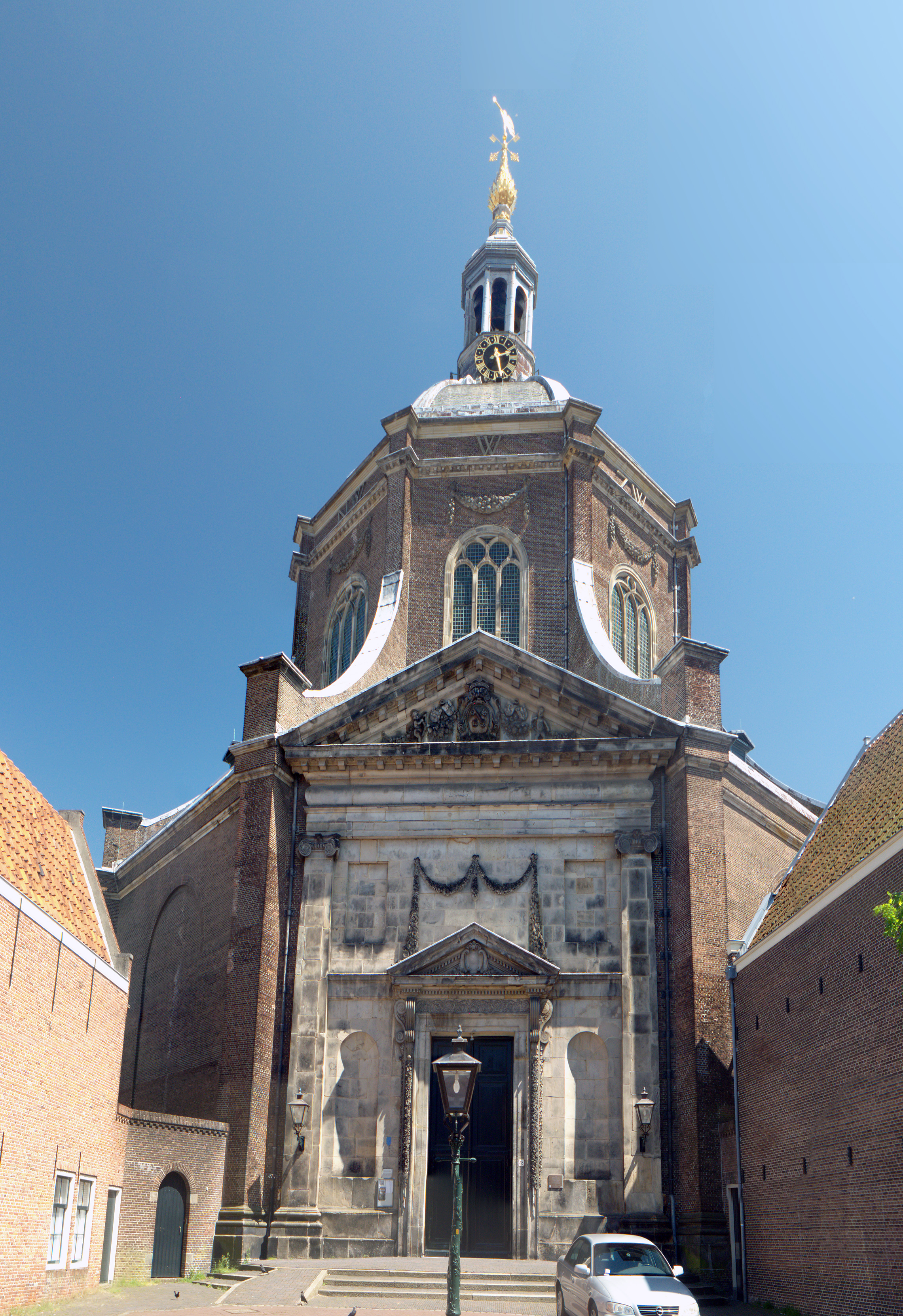
De Marekerk

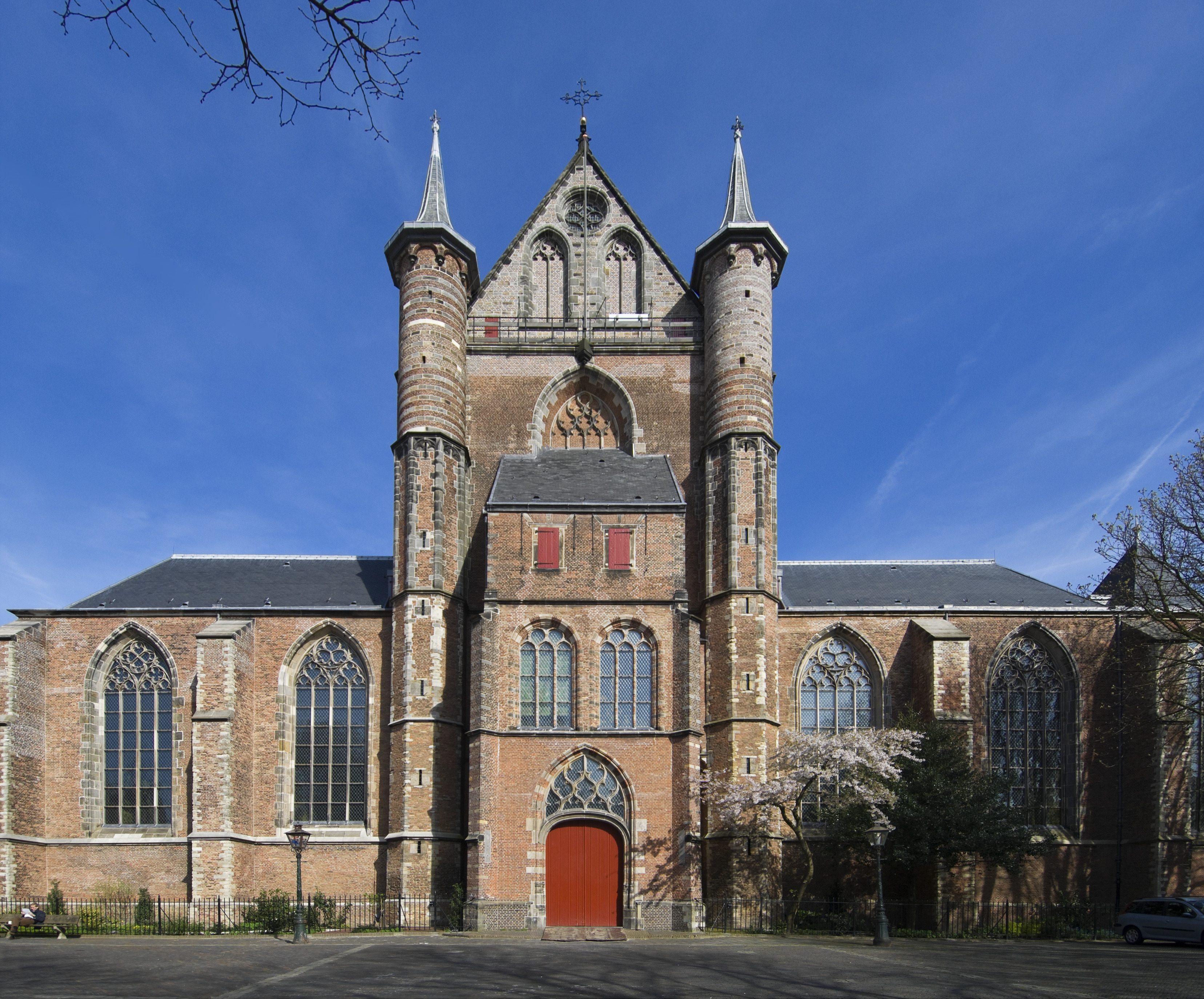
De Pieterskerk

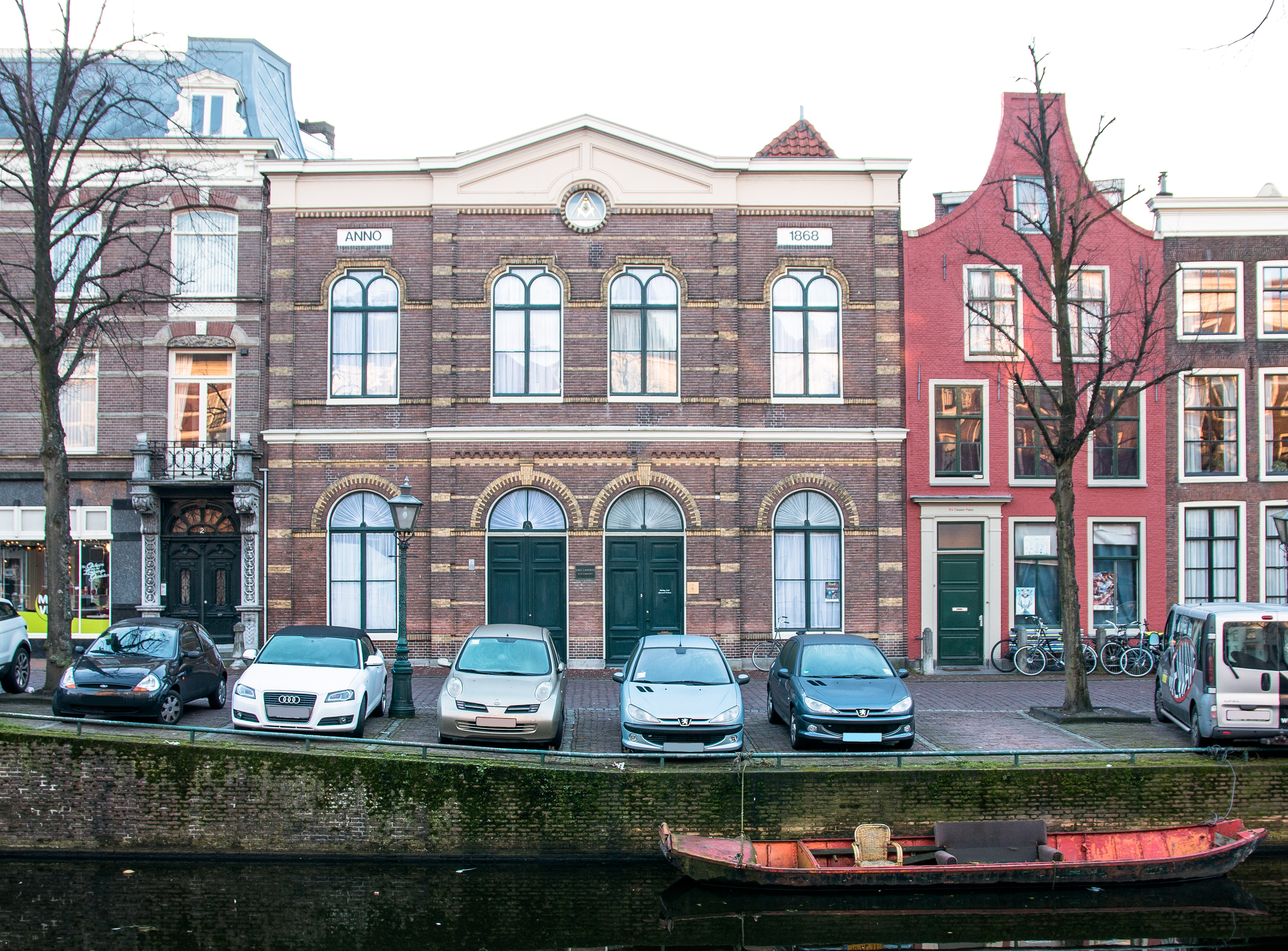
Het maçonniek centrum van de loges van de vrijmetselarij

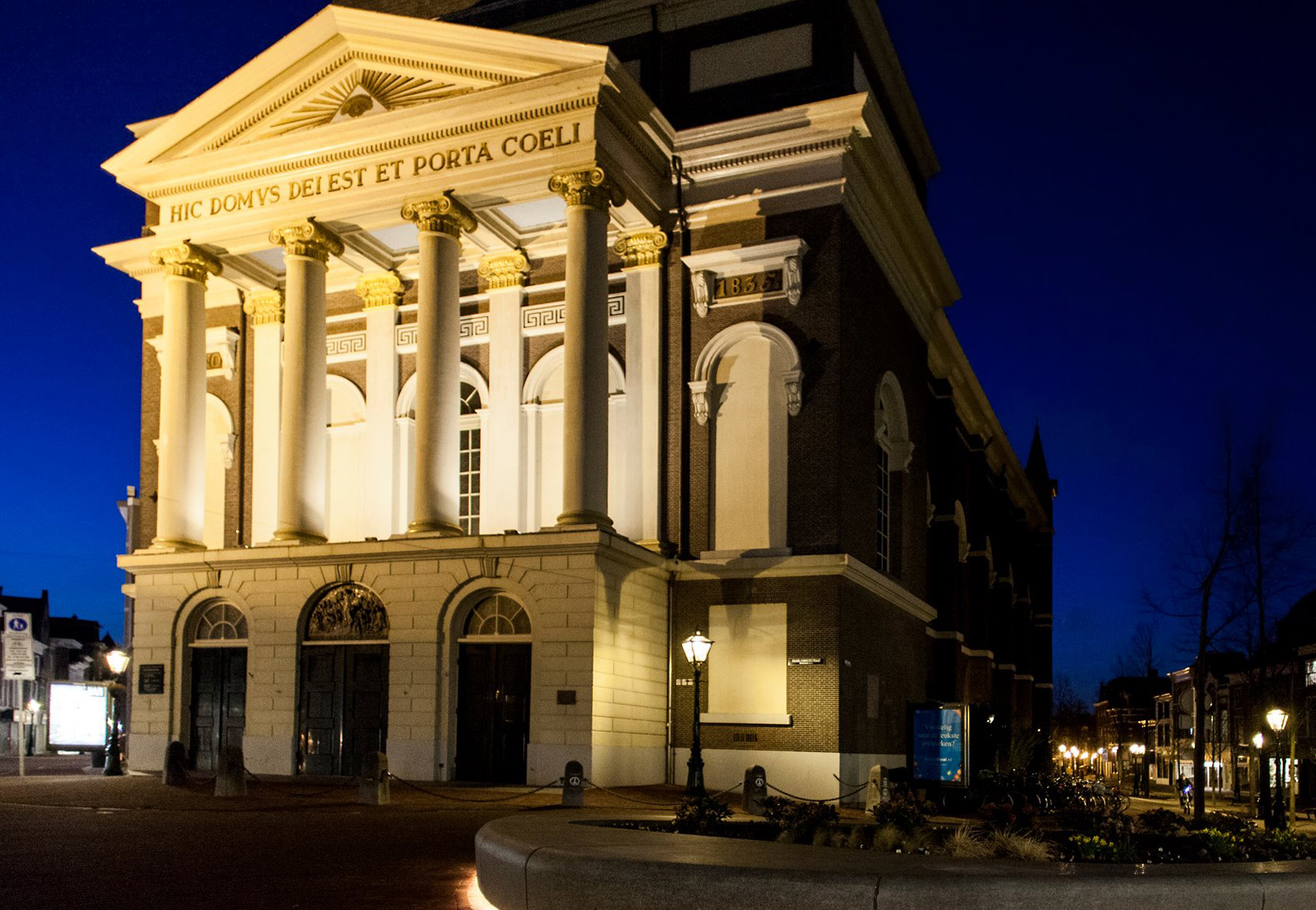
De Hartebrugkerk

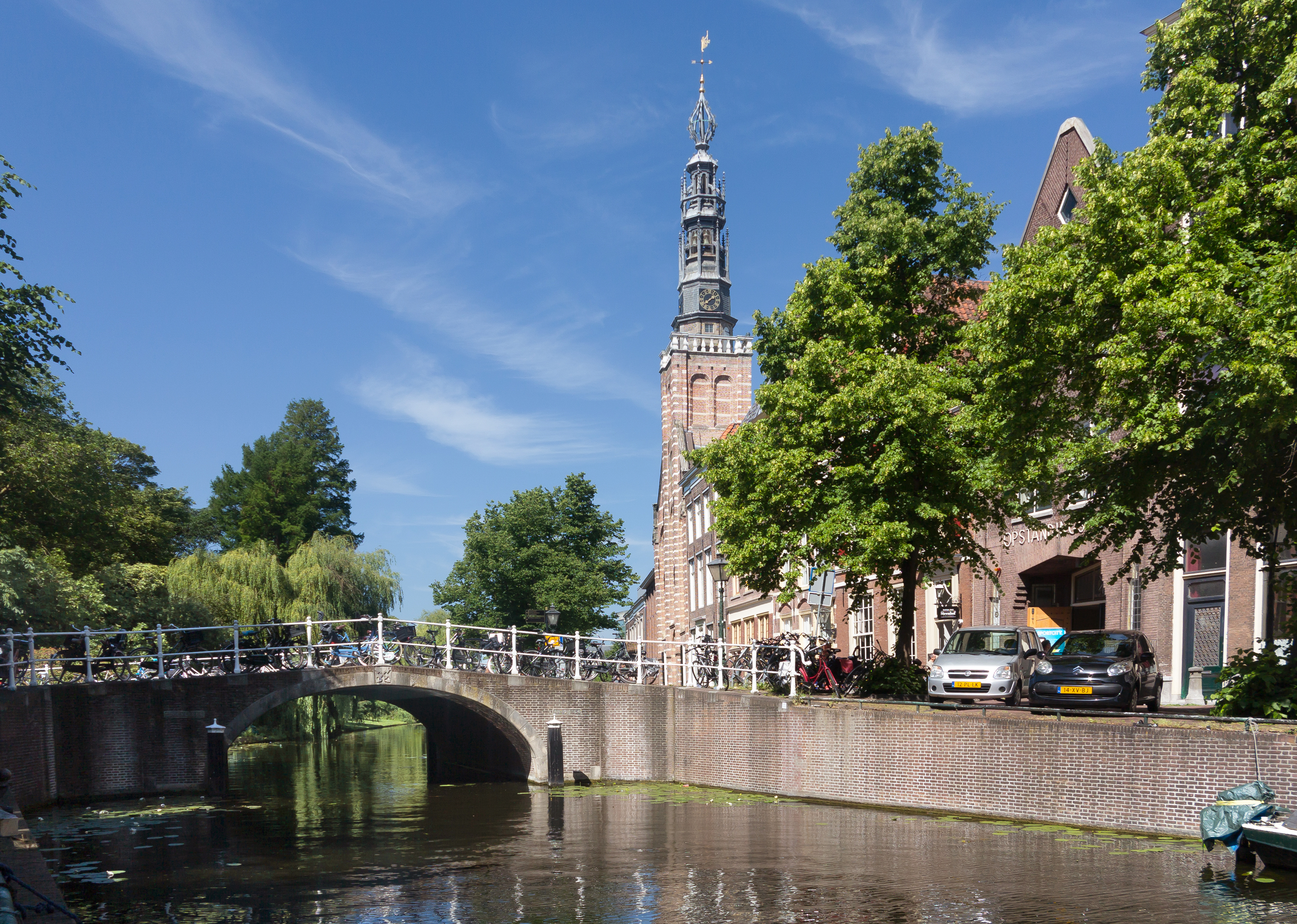
De Sint Lodewijkskerk

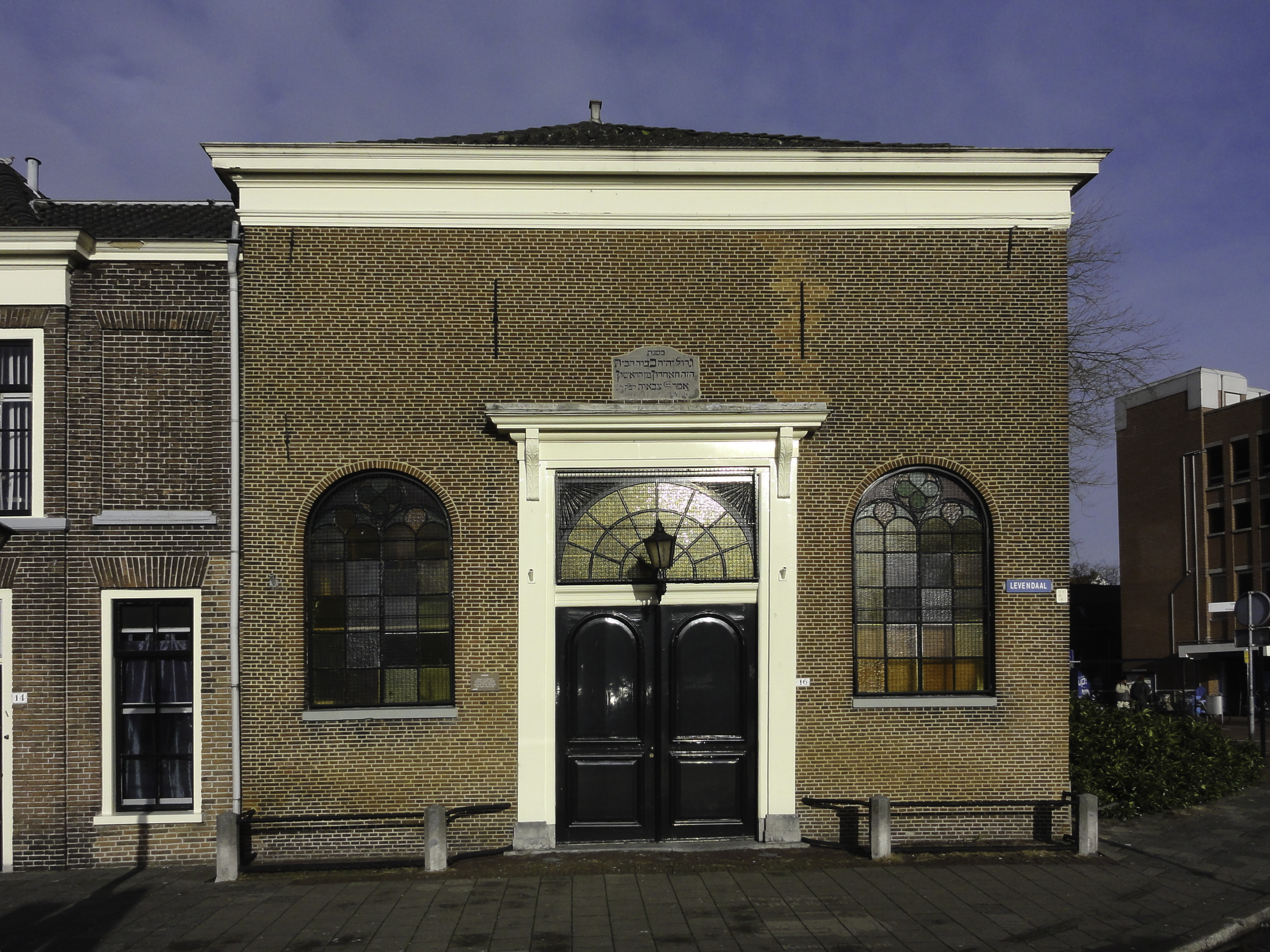
De synagoge

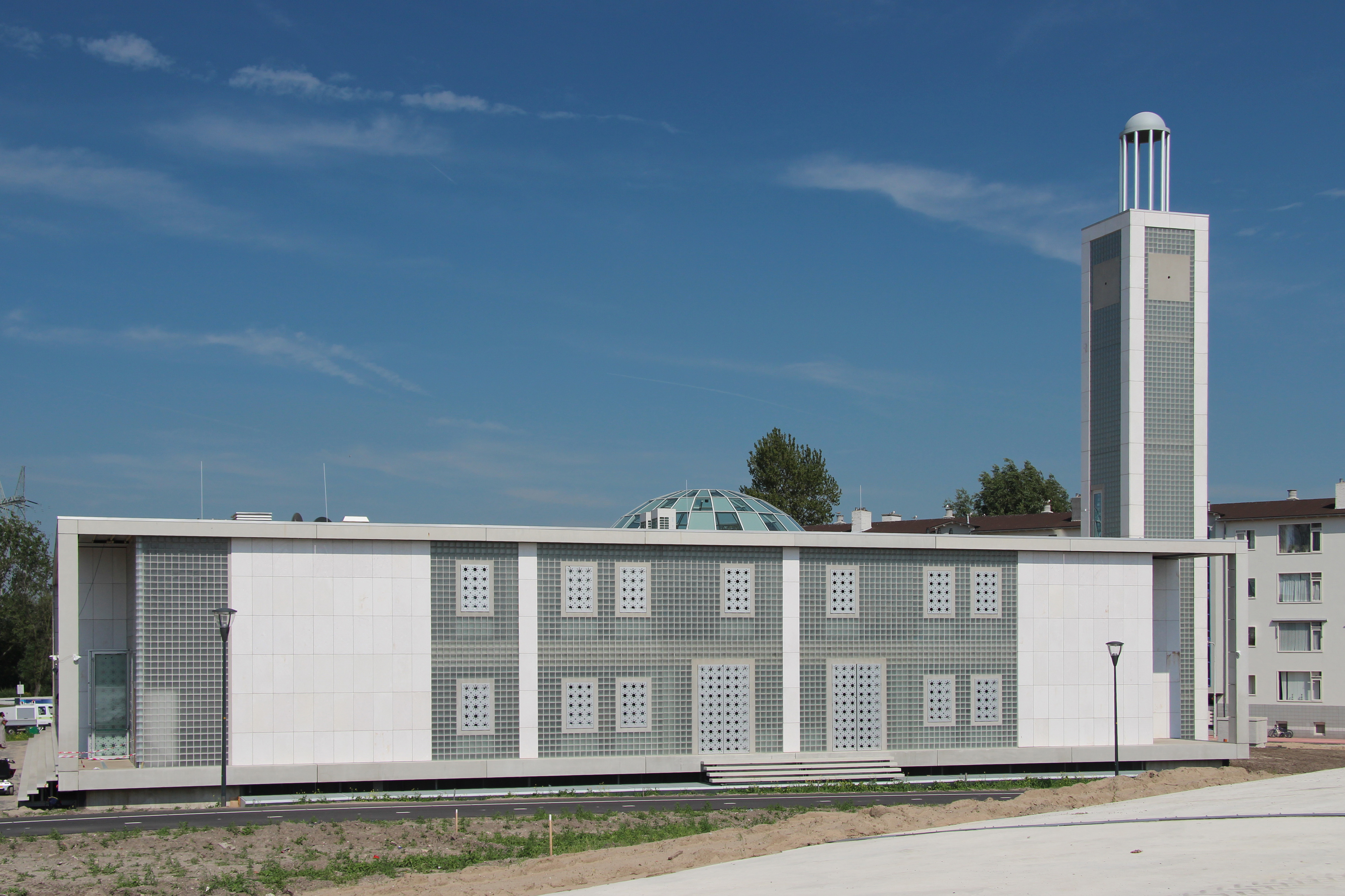
Het Islamitisch Centrum Imam Malik

Blijkens onderzoek rekent circa 40 procent van de inwoners van Leiden zich tot een geloofsovertuiging: 33% tot het christendom, 5% tot de islam en 2% tot iets anders. Van de Leidenaren bezoekt ruim 25 procent weleens een kerk, moskee of andere geloofsruimte. Dit is twee derde van alle mensen met een geloofsovertuiging. Van de Leidenaren die de islam als geloofsovertuiging hebben, ligt het percentage bezoekers en de frequentie van hun bezoeken hoger dan bij Leidenaren die een christelijke geloofsovertuiging hebben. Leidenaren van 55 jaar en ouder geven het vaakst aan gelovig te zijn (48%) en gaan ook het vaakst naar een geloofsruimte.
De gemeente Leiden kent verschillende geloofsgemeenschappen en organisaties met een levensbeschouwelijk karakter.
- Antroposofische vereniging
  - Antroposofische vereniging
- Apostolisch Genootschap
  - Apostolisch Genootschap Leiden
- Bahai
  - Bahá'i Gemeenschap Leiden
- Baptisme
  - Baptisten gemeente Leiden
- Boeddhisme
  - Boeddhistisch Zen Centrum Suiren-Ji
- Christengemeenten
  - Christelijke gemeente Langebrug
- Doopsgezind/remonstrants
  - Doopsgezinde/Remonstrantse gemeente
- Evangelische gemeenten
  - Crossroads Leiden
  - Evangelisch-Lutherse Gemeente Leiden
  - Pinkstergemeente GodCentre Leiden
  - International Church of Leiden
- Gereformeerd
  - Christelijke Gereformeerde Kerk Leiden
  - Nederlandse Gereformeerde Kerk Leiden; Herengrachtkerk
- Humanisme
  - Humanistisch Verbond Leiden e.o.
- Islam
  - Islamitische Stichting Nederland, Mimar Sinan Moskee Leiden
  - Islamitische Vereniging; Islamitisch Centrum Imam Malik
  - Stichting Moslims groep Leiden; Moskee Al Hijra
- Jehova's getuigen
  - Jehova's getuigen; Koninkrijkszaal
- Joods
  - Joodse gemeente; synagoge
- Kerk van Jezus Christus van de Heiligen der Laatste Dagen
  - Kerk van Jezus Christus van de Heiligen der Laatste Dagen
- Leger des Heils
  - Leger des Heils
- Nederlands Bijbelgenootschap
  - Nederlands Bijbelgenootschap, afdeling Leiden
- Nieuw-apostolische kerk
  - Nieuw-Apostolische kerk
- Oud-katholiek
  - Parochie van de Heiligen Fredericus en Odulfus
- Protestants
  - Eglise Wallone de Leyde (Franstalig)
  - Evangelisch-Lutherse Gemeente Leiden e.o.
  - Leidse binnenstadgemeente; Hooglandse Kerk
  - Leidse Studenten Ekklesia
  - Bevrijdingswijkgemeente
  - protestantse Marekerkgemeente (PKN); Marekerk
  - protestantse Maranathawijkgemeente
  - De Regenboog/Merenwijk
  - Vereniging van Vrijzinnige protestanten
  - Vredeskerkgemeente
- Rooms-katholiek

Alle Katholieke kerken in Leiden horen bij de HH Petrus en Paulusparochie. Deze is onderverdeeld in parochiekernen
- - Maria Zetel der Wijsheid (Studentenparochie Hooglandse Kerk)
  - Parochiekern Lam Gods en Maria Middelareskerk (Stevenshof))
  - Parochiekern Heilige Lodewijkkerk
  - Parochiekern St. Petrus; Sint-Petruskerk
  - Parochiekern O.L.V. Hemelvaart en Sint Joseph
  - Parochiekern O.L.V. Onbevlekt Ontvangen (Hartebrug)
  - RK vicariaat Merenwijk
- Soefisme
  - Nimatullah Soefi Orde
- Theosofie
  - Theosofisch Genootschap (Point Loma, Den Haag), afdeling Leiden
- Vrijmetselarij
  - Loge La Vertu
  - Loge L'Age d'Or
  - Odd Fellow Sleutelloge
- Vrijzinnig
  - De Christengemeenschap, Beweging tot religieuze Vernieuwing

## Kunst en cultuur

### Bezienswaardigheden

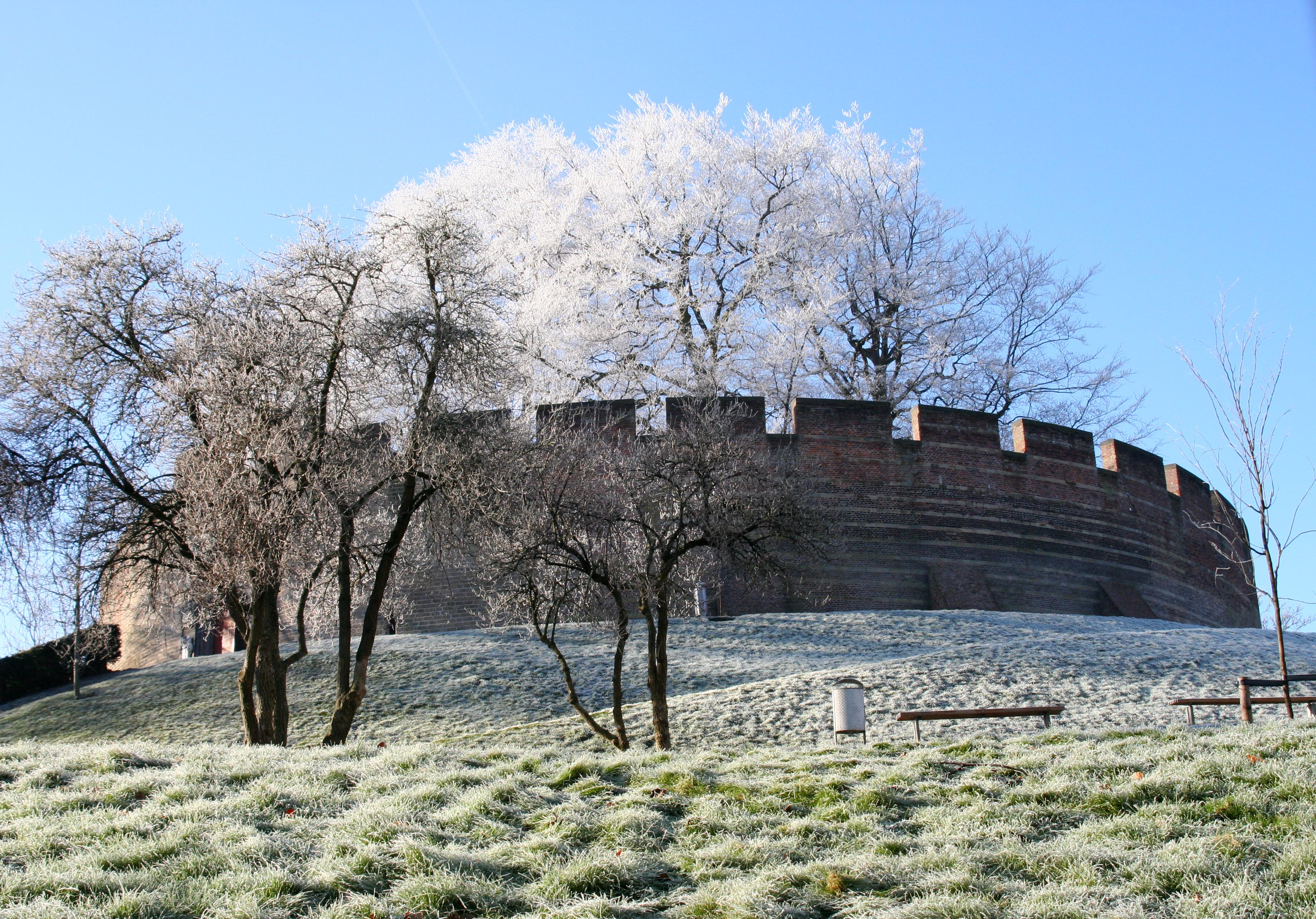
De Burcht

Leiden telt ruim 1250 rijksmonumenten, 1550 gemeentelijke monumenten, 4550 beeldbepalende panden en 2 archeologische monumenten. Het centrum binnen de singels is de op een na grootste historische binnenstad van Nederland en is aangewezen als beschermd stadsgezicht. Sinds 2011 kent Leiden bovendien een tweede beschermd stadsgezicht: de zuidelijke schil.
Het historische centrum wordt gevormd door de Burcht van Leiden, een motteburcht op de samenvloeiing van twee armen van de Rijn. Rond de Burcht ligt een omvangrijke grachtengordel, in totaal zijn er 88 bruggen binnen de singel. De Leidse Loper is een wandeling langs 24 historische bezienswaardigheden in de binnenstad van Leiden. In het kader van Leiden Stad van Ontdekkingen is er Route van Ontdekkingen met de locaties van 40 wetenschappelijke ontdekkingen die in de loop der eeuwen tot de dag van vandaag in Leiden zijn gemaakt.
Twee van de voornaamste civiele bouwwerken bevinden zich aan de Breestraat: het Stadhuis, gesierd door de breedste renaissancegevel van Nederland, en het Gemeenlandshuis van Rijnland, dat lange tijd het hoogheemraadschap van Rijnland huisvestte. Weer andere bouwwerken getuigen van de nijverheids- en handelsgeschiedenis van de stad, zoals de Waag, de Koornbrug en enkele tientallen monumentale wevershuisjes. Eén wevershuis is als museum van binnen te bezichtigen. Ook de universiteit heeft in de voorbije eeuwen een zichtbare stempel op de binnenstad gedrukt. Noemenswaardig zijn het Academiegebouw aan het Rapenburg, met daarachter de Leidse hortus botanicus en het bezoekerscentrum van de Oude Sterrewacht, en het Kamerlingh Onnes Gebouw van de rechtenfaculteit aan het Steenschuur. De Stadstimmerwerf aan het Kort Galgewater valt op door de grote trapgevel van het voor bezoekers toegankelijke voormalige woonhuis van de stadstimmerman.

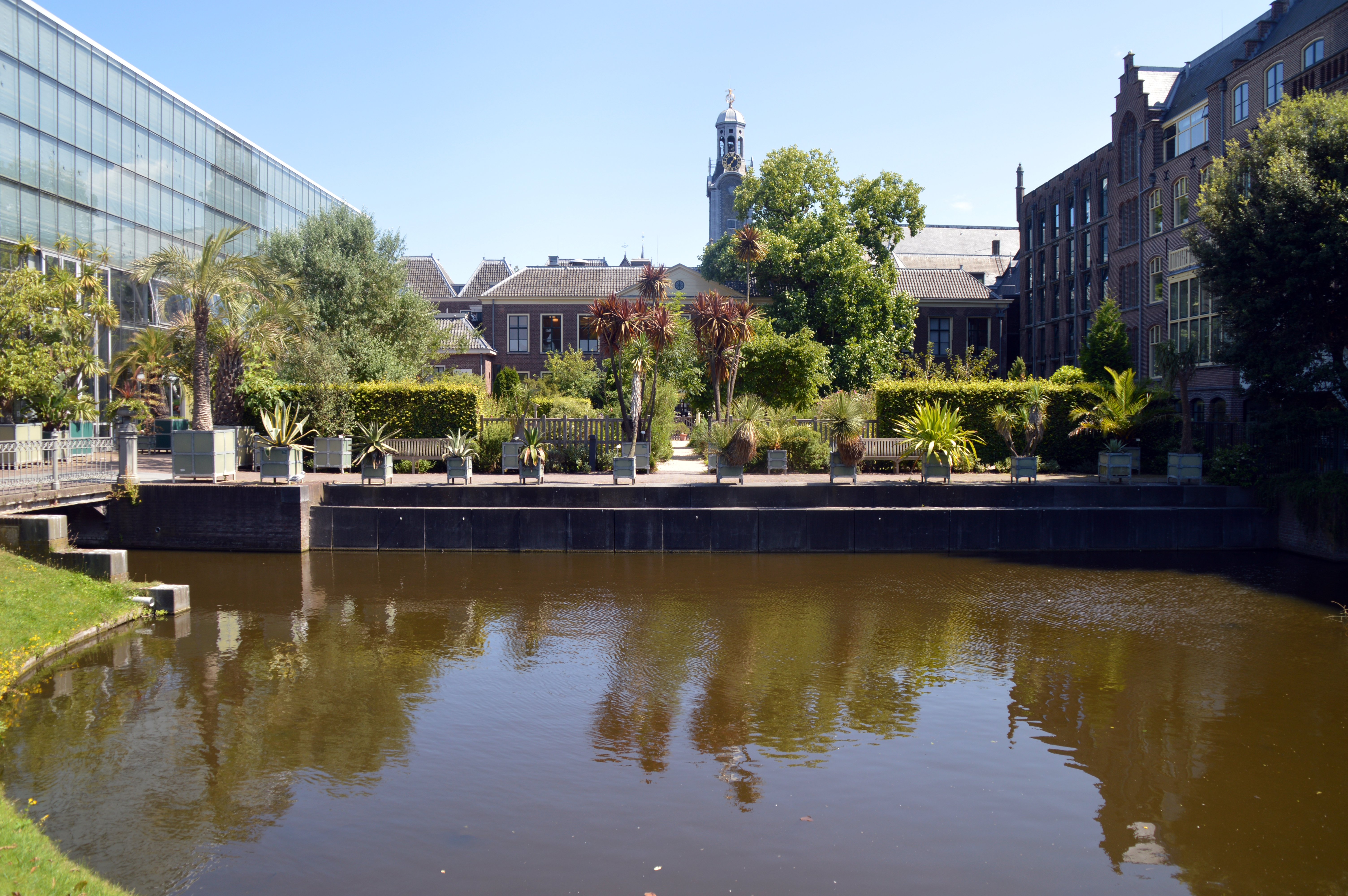
Hortus botanicus Leiden

De twee grootste kerken zijn de Pieterskerk, het grootste kerkgebouw van Leiden, en de Hooglandse Kerk, de grootste nog in gebruik zijnde kerk van Leiden. Aan de Lange Mare staat de Marekerk (1649). Het ontwerp van deze kerk (1639) is volgens die van een koepelkerk; een achthoekige centraalbouw met banken om de kansel heen. Hoewel deze kerk tegenwoordig de oudste kerk is die in Holland voor de protestantse eredienst is gebouwd gaat die eer eigenlijk naar de koepelkerk van Willemstad (1607), dat toentertijd bij het graafschap Holland hoorde. De kerk is ontworpen door Arent van 's-Gravesande. Voorts zijn er de Heilige Lodewijkkerk, de eerste katholieke kerk in Leiden gebouwd na de reformatie en de Hartebrugkerk, door de Leidenaars ook wel Coeli-kerk genoemd, een katholieke waterstaatskerk in neoclassicistische stijl.
Leiden telt binnen en buiten het centrum negen molens, 35 hofjes en twee stadspoorten: de Morspoort aan de noordwestzijde en de Zijlpoort aan de noordoostzijde van het stadscentrum. De Doelenpoort bevindt zich binnen de grachtengordel en diende als toegangspoort tot de oefenterreinen van de Leidse Schutterij. Er is een aantal oorlogsmonumenten in de stad te vinden evenals een aantal Stolpersteine.

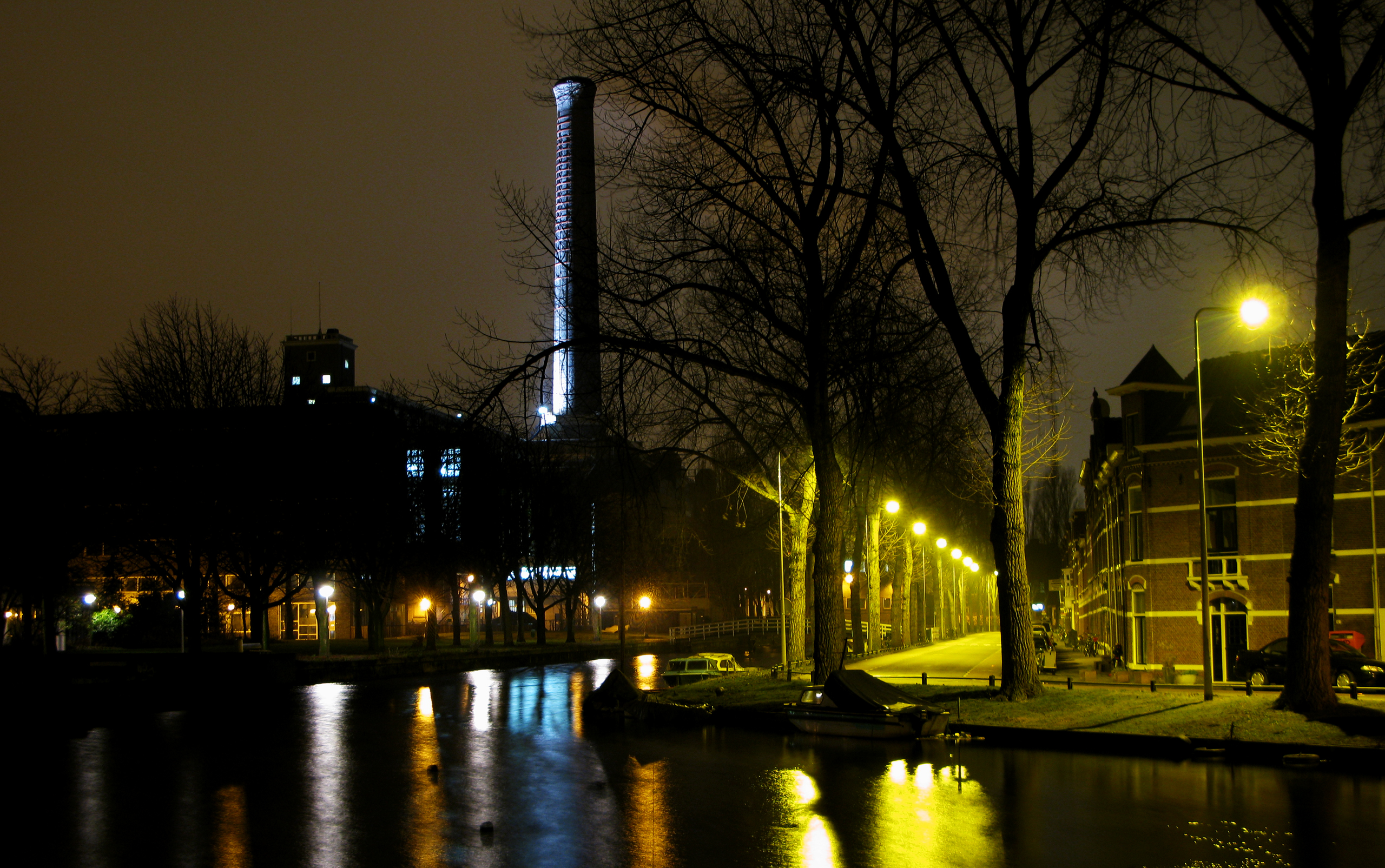
De Maresingel bij nacht, met de schoorsteen van de Lichtfabriek op de achtergrond

De ongeveer 6,5 km lange buitenste grachtengordel van Leiden (het singelpatroon) is nog geheel intact. De vroegere wallen en bolwerken dienen nu vooral als groenvoorziening. Er liggen parken, oude begraafplaatsen en de Witte Singel loopt rond de hortus botanicus en de Sterrenwacht. De Zijlsingel wordt gekarakteriseerd door het Meelfabriekcomplex dat, samen met de vroegere "Lichtfabriek" aan de Langegracht, tot de weinige overgebleven grote monumenten van het industrieel verleden van de stad behoort.
Maar Leiden heeft niet alleen bezienswaardige oude gebouwen. De dynamiek van de stad levert een sterke toename van eigentijdse architectuur. Het gehele Meelfabriekcomplex wordt in 2022 na decennia van discussies verbouwd tot een woongebied van allure waardoor ook de oostelijke binnenstad, vanouds een minder fraai deel van de binnenstad, nieuwe ontwikkelingskansen krijgt. Een bijzonder bouwwerk is de Lammermarkt parkeergarage: met 7 verdiepingen onder grond een van de diepste parkeergarages in Europa, en langs de wanden gaande van boven naar beneden afbeeldingen in chronologie met de Leidse stadsgeschiedenis. Aan de Lammermarkt is de nieuwbouw van de uitbreiding van Stedelijk Museum de Lakenhal te vinden.

### Musea
Leiden herbergt een aantal musea:
- Rijksmuseum van Oudheden
- Wereldmuseum Leiden
- Naturalis Biodiversity Center

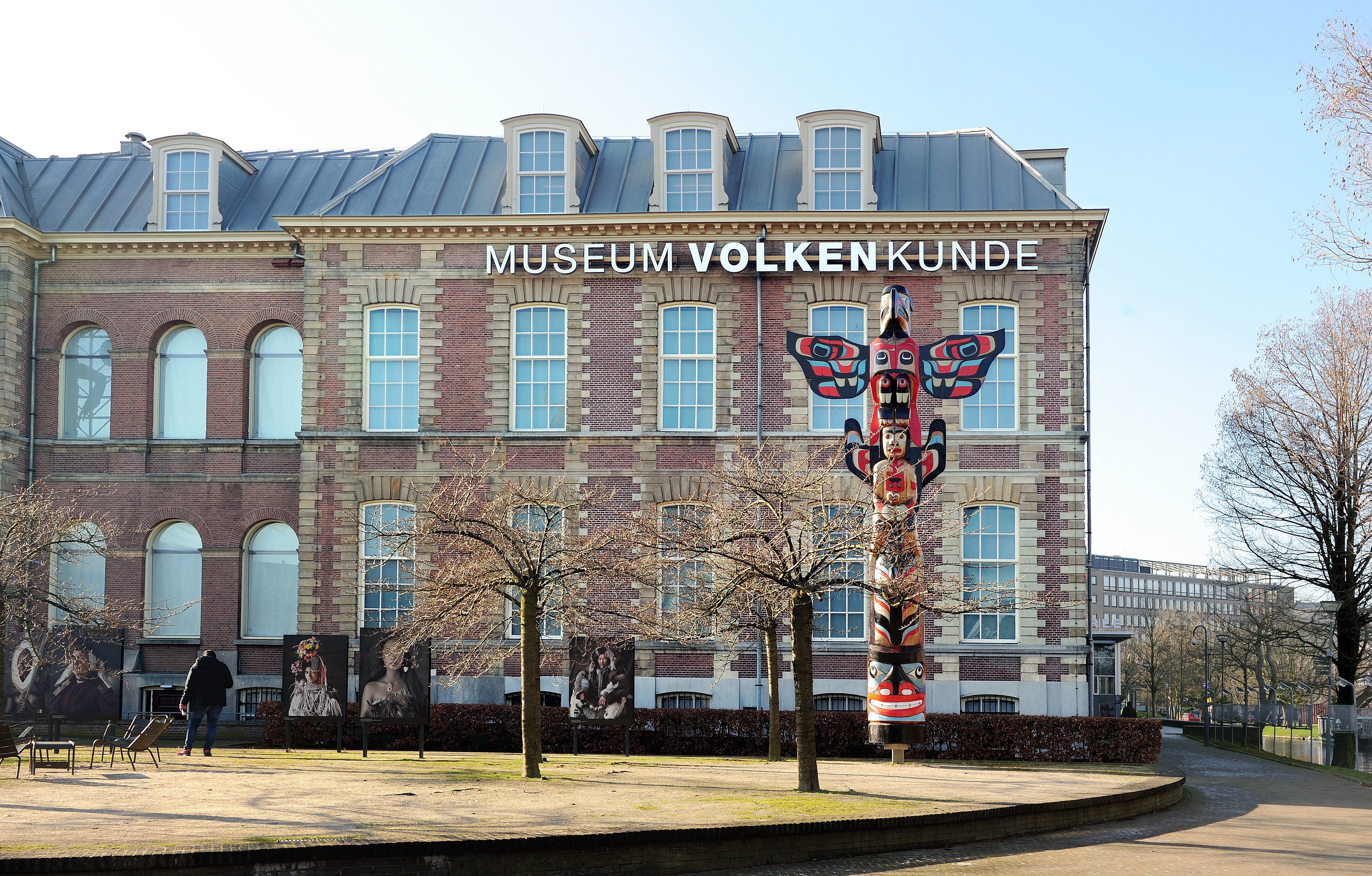
Wereldmuseum Leiden

- Rijksmuseum Boerhaave (wetenschapsgeschiedenis)
- Museum De Lakenhal (beeldende kunst en geschiedenis)
- Hortus botanicus Leiden, de oudste botanische tuin van Nederland
- Japanmuseum SieboldHuis, de eerste wereldwijde Japan collectie
- Textile Research Centre[39]
- Leiden American Pilgrim Museum

### Film, muziek, theater en kunst

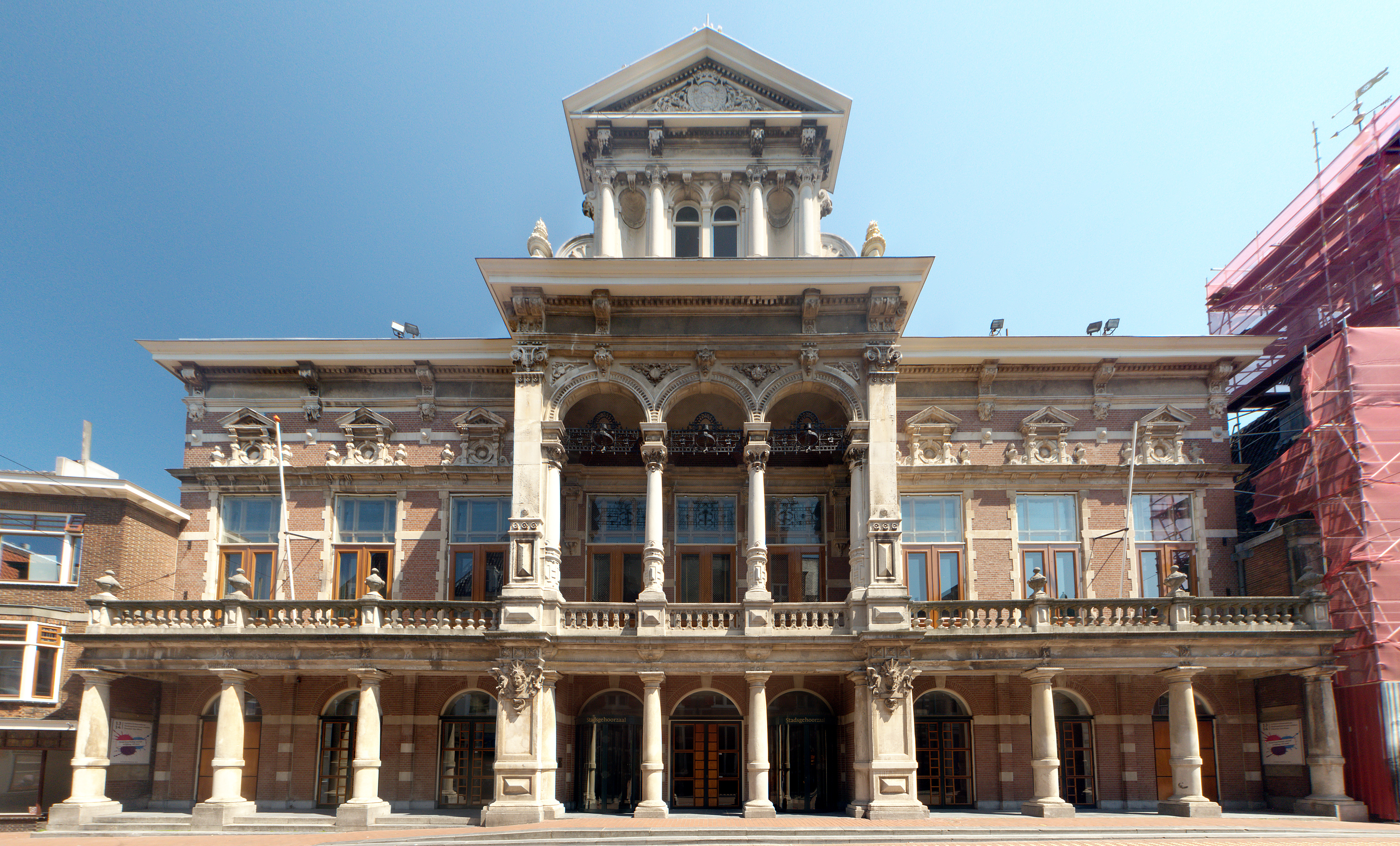
Stadsgehoorzaal aan de Breestraat

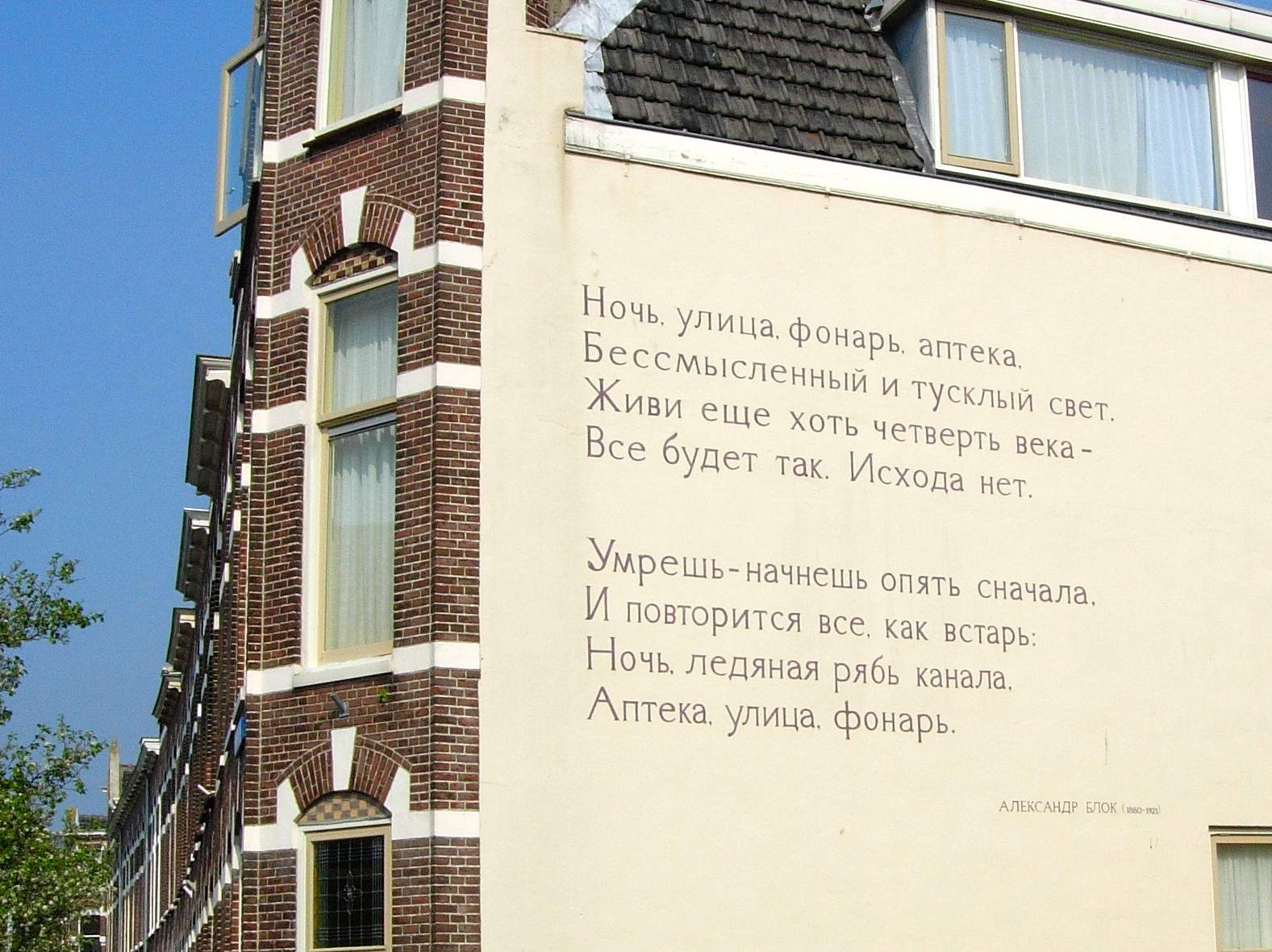
Een van de Leidse muurgedichten: Aleksandr Bloks 'Notsj, oelitsa, fonar, apteka'

Met het Trianon aan de Breestraat en Lido aan de Steenstraat heeft Leiden twee bioscopen waar de grotere filmproducties draaien. Er is ook een filmhuis: Het Kijkhuis aan de Vrouwenkerksteeg. Elk jaar wordt eind oktober het Leids Film Festival georganiseerd.
De Stadsgehoorzaal aan de Breestraat is de belangrijkste concertzaal. Sinds 2009 is deze uitgebreid met een nieuwe zaal aan de Aalmarkt. De X is een podium voor wereldmuziek, folk en jazz, dat sinds 2011 gevestigd is aan de Middelstegracht. Sinds 2014 heeft Leiden daarnaast een poppodium in de vorm van Gebr. De Nobel aan de Marktsteeg waar regelmatig internationale acts optreden.
De grootste theaterlocatie is de Leidse Schouwburg op de Oude Vest uit 1705, de oudste schouwburg van Nederland. Andere locaties voor theater, dans en beeldende kunst zijn het Imperium Theater en het Scheltema Complex.
In Leiden zijn diverse beelden, sculpturen en objecten geplaatst in de openbare ruimte, zoals het Bevrijdingsmonument. In het kader van het project "Dicht op de Muur" heeft stichting TEGEN-BEELD 101 gedichten op evenzoveel Leidse muren afgebeeld. Het gaat om uiteenlopende gedichten in vele talen, waarmee aandacht wordt besteed aan het internationale karakter van de stad. Een belangrijk evenement op het gebied van podiumkunsten is het Leids Cabaret Festival, dat sinds 1978 wordt georganiseerd.
Bekende, in Leiden geboren, artiesten zijn onder meer de dj's Armin van Buuren en Joost van Bellen, cabaretier Jochem Myjer, de Zangeres Zonder Naam en Catapult/Rubberen Robbie. Daarnaast heeft Leiden ook een aantal muziekbanden zoals Xenomorph, Leidse Sleutelgaten, Sneu! en een aantal koren zoals Mannenkoor Vox Humana en het kinderkoor De Leidse Sleuteltjes.
In Leiden zijn diverse grote muziekkorpsen, zo ook Kunst en Genoegen (K&G), die meerdere wereldkampioenschappen heeft gewonnen.

### Bibliotheken
Als boekenstad heeft Leiden een aantal belangrijke bibliotheken:
- Bibliotheca Thysiana, sedert 1655
- de Universiteitsbibliotheek Leiden, de oudste Universiteitsbibliotheek in Nederland
- de Bibliotheken Leiden & Leiderdorp, de openbare bibliotheek

## Evenementen
- Leidse Jazzweek, traditiegetrouw de week vanaf de derde woensdag van januari. Met gratis optredens in de Waag en een kroegentocht langs kroegen met een jazzband. Het festival wordt afgesloten met het Keytownfestival met gerenommeerde jazz-artiesten en aanstormend talent.
- Scratch Muziekdagen, jaarlijks in februari een meerdaags zang evenement in de Pieterskerk, voor en door zangliefhebbers en begeleid door compleet symfonie-orkest.
- Lakenfeesten, jaarlijks begin juli
- Straatmuzikantenconcours De Gouden Pet, de laatste zondag van juni. Nationaal concours waarbij meer dan 40 straatacts strijden om de Gouden Pet en geldprijzen
- Werfpop, jaarlijks in juli
- EL CID-week, jaarlijks in augustus. De introductieweek voor eerstejaars studenten van de Universiteit Leiden, de Hogeschool Leiden en Webster University
- Leidse Draaiorgeldag (ieder jaar in april)
- Leidens ontzet, jaarlijks op 2 en 3 oktober
- Leids Film Festival, jaarlijks in het laatste weekend van oktober
- Military History Day, Op de laatste zaterdag van maart vindt in het centrum een muzikale parade plaats met oude legervoertuigen, gevolgd door een groots concert in de Hooglandse Kerk.
- Schemerstad, locatietheater in de Leidse grachten en singels waarbij de boten in carrousel langs vijf theaterstukken varen. (tijdens Pinksteren)
- Bokkenwandeling, wandeling langs zes cafés waarbij evenzovele bockbieren worden geproefd (in november)
- Biggg Muziek Festival, akoestisch muziekfestival in Scheltema (tweede zondag november)
- Leidse Rembrandtdagen, straattheater
- Peel Slowly and See, jaarlijks muziekfestival

Wordt niet meer georganiseerd:
- Rapenburgfestival, jaarlijks in het laatste weekeinde van augustus. Cultureel festival rond het Rapenburg met als belangrijkste onderdeel het Rapenburgconcert
- Dichter Bij Jou, organiseert een landelijk poëziepodium (het hele jaar door) en de strijd om de titel 'Leidse Slamdichter' (in oktober en november)
- Rembrandtfestival, in het weekend rond 15 juli, de geboortedag van Rembrandt
- SummerJazz, jaarlijks muziekfestival rond Mei in het Leidse Hout.
- Zomerjam, evenement aan het begin van de zomer met alle elementen uit de hiphop-cultuur bij elkaar: rap, breakdance, graffiti en turntablism

## Media
Leiden heeft nog één regionaal dagblad, het Leidsch Dagblad. Verder verschijnen er het gratis universiteitsblad Mare en diverse huis-aan-huisbladen. Daarnaast is er de lokale publieke omroep Omroep Sleutelstad.

## Detailhandel
Er zijn vele winkels in de binnenstad. De Haarlemmerstraat is de belangrijkste winkelstraat. Andere winkelstraten zijn de Breestraat en de Doezastraat. Koopavond is op donderdag. Buiten de binnenstad is de Luifelbaan in Leiden Zuidwest het grootste winkelcentrum.
De stad heeft ook een aantal markten:
- Binnenstad: woensdag en zaterdag.
- Stevenshof: donderdag.
- Merenwijk: vrijdag.
- Zuid-West: dinsdag.

## Verkeer en vervoer

### Treinverkeer

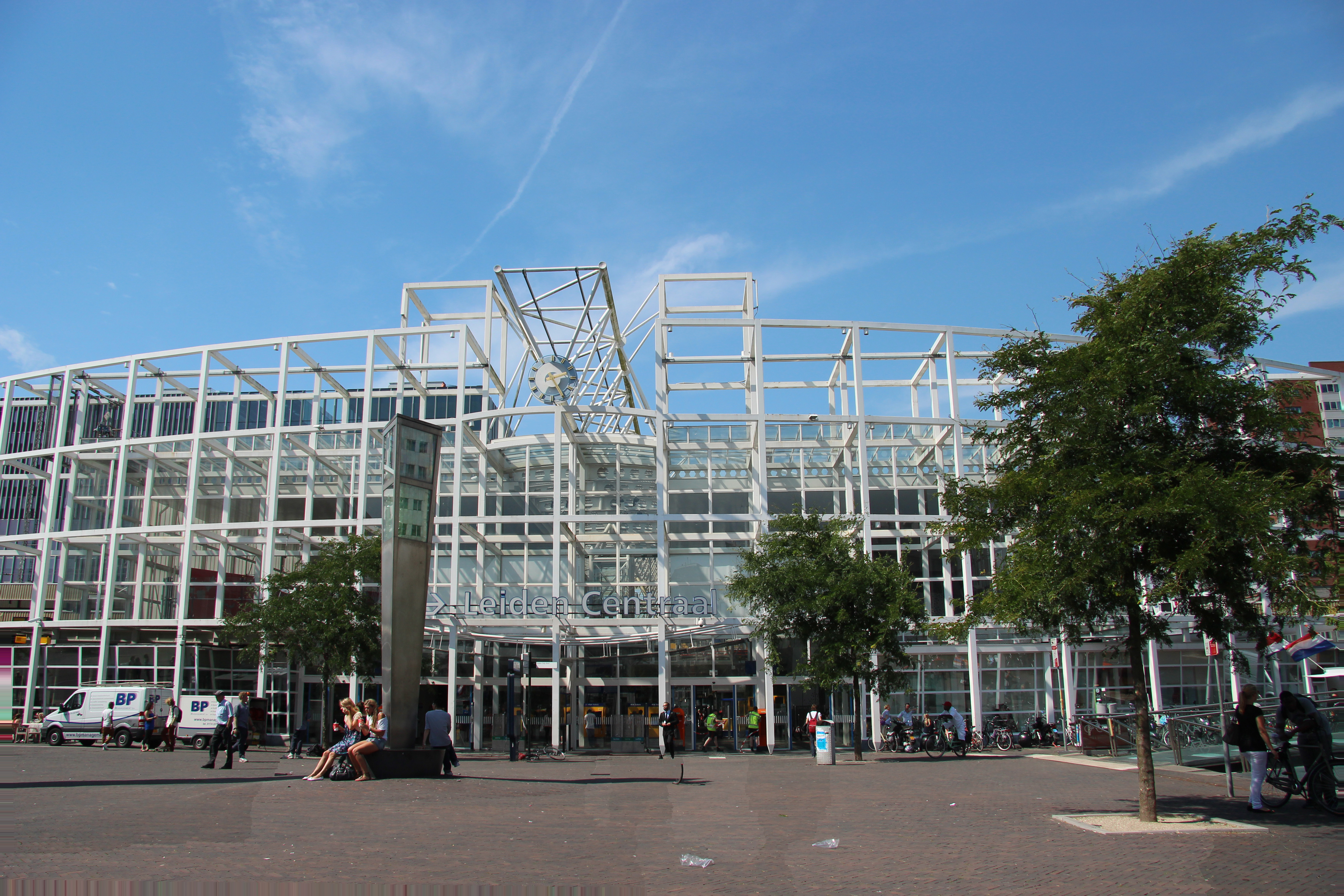
Station Leiden Centraal in 2012

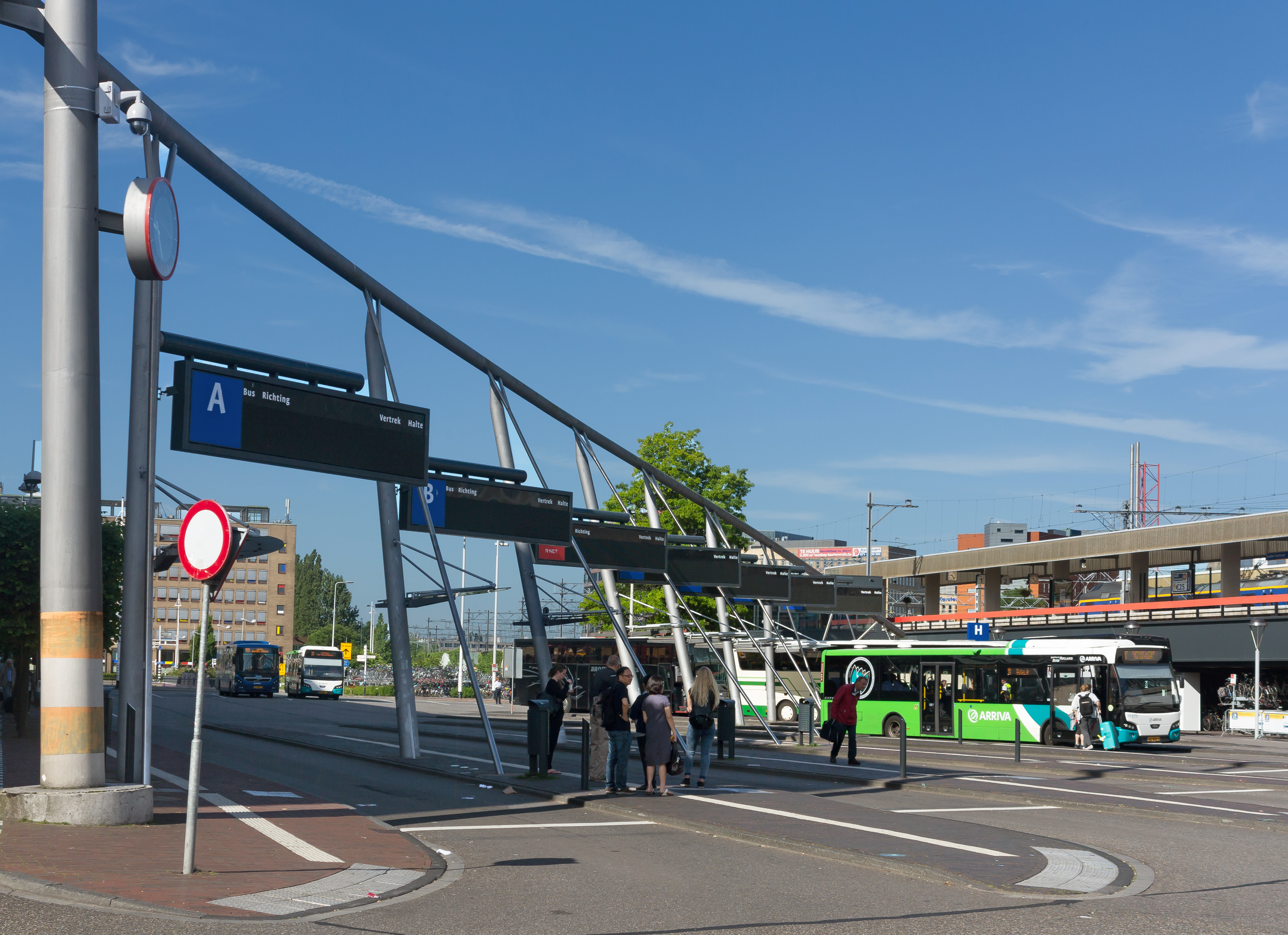
Leiden, centraal busstation

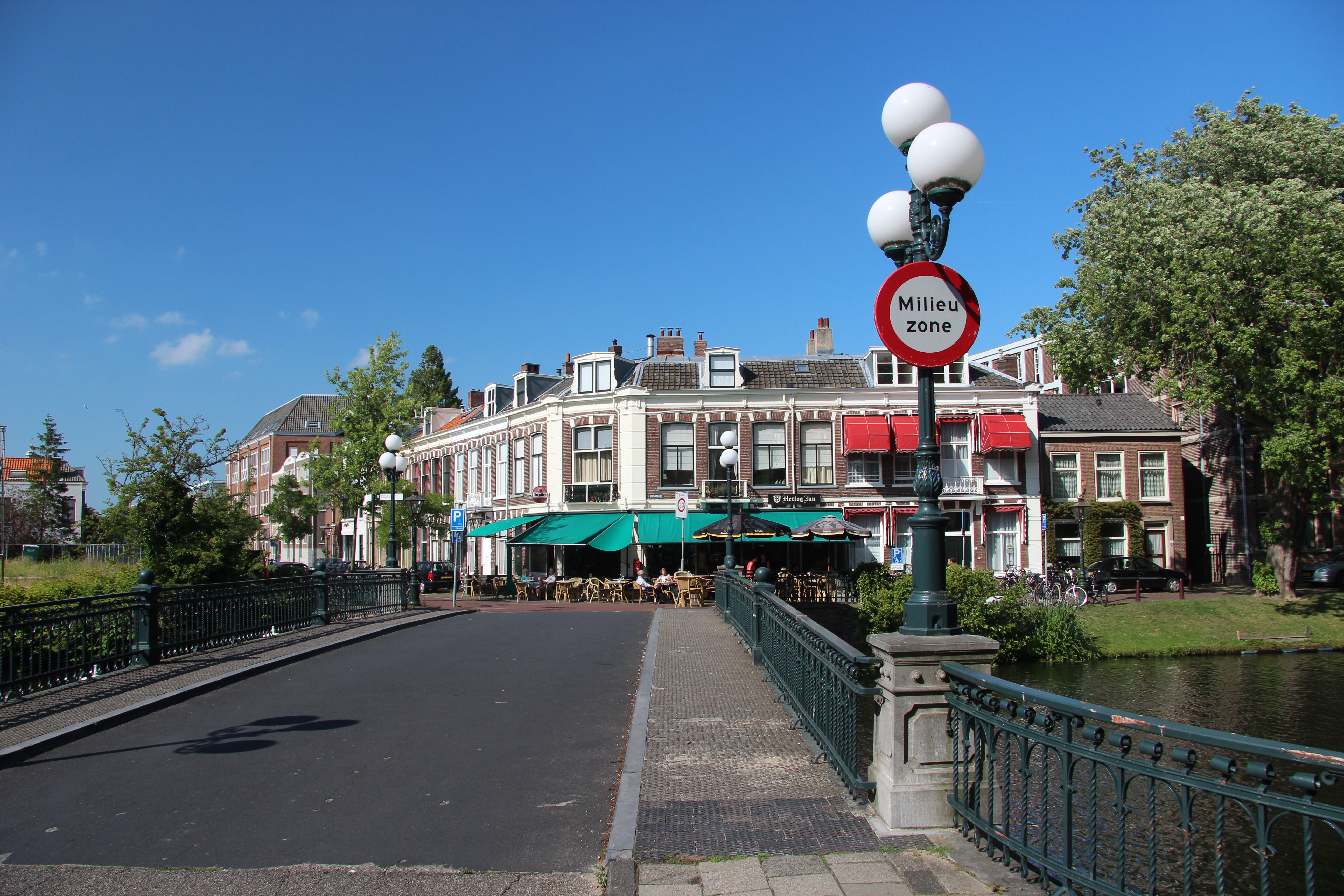
Grens van de Leidse milieuzone

Leiden ligt aan drie spoorlijnen: de Oude Lijn, de Schiphollijn en de lijn naar Utrecht. Er zijn drie spoorwegstations: Leiden Centraal, De Vink en Leiden Lammenschans. De laatste twee dateren van na de Tweede Wereldoorlog. Tot 1936 had Leiden ook het station Leiden Heerensingel als beginpunt van de Haarlemmermeerspoorlijnen en tot 1919 de stopplaats Leiden Witte Poort ten westen van de binnenstad ter hoogte van het Galgewater.

### Streek- en stadsvervoer
Naast treinen rijden in Leiden bussen voor stads- en streekvervoer van Qbuzz, rijdend op de concessie Zuid-Holland-Noord en twee lijnen van EBS als uitloper van Streekvervoer Haaglanden.
Van 1879 tot 1961 reden ook trams in Leiden. De eerste paardentram verscheen in 1879 (de Leidse stadstram), in 1881 de eerste stoomtram, in 1911 de eerste elektrische tram. Vanaf 1924 tot 1961 werden tramdiensten naar onder andere Katwijk, Den Haag en Haarlem verzorgd door de "Blauwe Tram" van de NZH. Van Leiden naar Den Haag reed ook tramlijn I² (de "Gele Tram") van de HTM. Het plan een nieuwe lightrailverbinding (de RijnGouwelijn) door de binnenstad te laten lopen werd na veel discussie in 2011 afgeblazen.
Sinds 1961 zijn er in Leiden alleen nog buslijnen met als exploitant Eltax/NZH, sinds 1994 Westnederland en ZWN-Groep, vanaf 1999 Connexxion en van 2012-2024 was dat Arriva, met sinds 2019 enkele lijnen van EBS.

### Wegverkeer
Over de weg is Leiden, vanuit het zuiden en noorden, bereikbaar via de A4 en A44, vanuit het noordwesten en zuidoosten via de N206 en vanuit het oosten via de N11 en de N445. De verkeersaders in Leiden zijn de Doctor Lelylaan/Churchilllaan (N206), de Willem de Zwijgerlaan, de Schipholweg en de Plesmanlaan. Anno 2022 beschikt Leiden over centraal gelegen ondergrondse parkeergarages, aan de Lammermarkt en de Garenmarkt. In de zomer van 2024 is Leiden met de opening van de N434 verlost van doorgaand verkeer. Deze weg vormt een oost-westverbinding tussen de A4 en de A44. 

### Milieuzone
Sinds 1 januari 2010 kent de gemeente Leiden een milieuzone. Die zone omvat het gebied binnen de singels en het oostelijke deel van de Morsweg. Vanaf 1 juli 2013 hebben alleen vrachtauto's met een dieselmotor Euroklasse IV of hoger en vrachtauto's die op gas rijden nog toegang tot de milieuzone. Ontheffingen zijn echter mogelijk.

### Fietsverkeer
In Leiden wordt veel gefietst. Leiden behoort daarmee tot de top van fietssteden in Nederland. In een vergelijking met tien ongeveer even grote steden in 2007 stond Leiden op de derde plaats. Het aandeel van de fiets is 31% van alle verplaatsingen en 45% van de korte verplaatsingen tot 7,5 kilometer.
Er zijn twee snelfietsroutes tussen Leiden en Den Haag: de Velostrada en de Via 44.

## Onderwijs, welzijn en sport

### Onderwijs

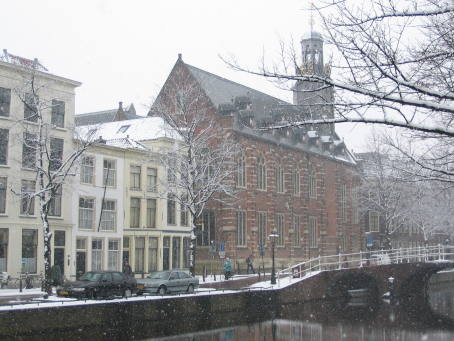
Het Academiegebouw van de Universiteit Leiden aan het Rapenburg

Leiden telt twee universiteiten en een hogeschool. De Universiteit Leiden werd opgericht in 1575 en is daarmee de oudste universiteit van Nederland. De universiteit heeft zeven faculteiten en meer dan 32.000 studenten. Het hart van de universiteit is het Academiegebouw aan het Rapenburg. De Universiteit Leiden beschikt verder onder meer over een eigen botanische tuin, een eigen observatorium en een eigen universiteitsbibliotheek.

Sinds 1983 heeft ook de Amerikaanse Webster University een vestiging in Leiden. De Hogeschool Leiden is een hbo-instelling met ruim 12.000 studenten gevestigd in het Leiden Bio Science Park. In dit Bio Science Park bevinden zich vestigingen van verschillende kennisinstituten, tezamen met een aantal biotechnologische bedrijven.
Ook voor middelbaar beroepsonderwijs zijn er verschillende instellingen. Regionale opleidingencentra zijn het ROC Leiden, met ruim 10.000 leerlingen, het ROC Mondriaan en het ID college. De Leidse Instrumentmakersschool verzorgt opleidingen fijnmechanica.
Er zijn negen scholen voor voortgezet onderwijs: het Bonaventuracollege met diverse vestigingen, het Da Vinci College, het Leonardo College, het Driestar College, het Marecollege (voortgezet onderwijs op antroposofische basis), het Stedelijk Gymnasium Leiden, het Visser 't Hooft Lyceum en Het Vlietland College. In 1864 stichtte de gemeente een Hogere Burgerschool die als Leidse HBS-Rembrandt tot in 1999 heeft bestaan. Het Boerhaave College voor VAVO is een onderdeel van het ROC Leiden. Het Winford College voorheen Instituut Vrijbergen en het Luzac College verzorgen beide particulier onderwijs. Het Prof. Dr. Leo Kannercollege is voor speciaal onderwijs.
Er zijn 34 basisscholen in Leiden, waaronder algemeen bijzonder, antroposofisch, islamitisch, jenaplan, openbaar, protestants-christelijk, rooms-katholiek en vrije school.
In Leiden zijn ook de Volksuniversiteit K&O Leiden en het Nederlands Talen Instituut (NTI) gevestigd. Ook in de omgeving zijn er enkele grote onderwijsinstellingen: Leidse Onderwijsinstellingen (LOI) verzorgt vanuit Leiderdorp afstandsonderwijs door heel Nederland en in Oegstgeest bevindt zich de Kunstacademie Leiden.

### Gezondheidszorg
Binnen de gemeentegrenzen bevinden zich de ziekenhuizen LUMC en het Alrijne Ziekenhuis Leiden (voorheen het Diaconessenhuis). Het Alrijne Ziekenhuis heeft ook een vestiging in buurgemeente Leiderdorp (voorheen het Rijnland Ziekenhuis). Brijder Verslavingszorg heeft een Leidse vestiging in het voormalige Joodse Weeshuis in de Burgemeesterswijk. Geestelijke gezondheidszorginstelling GGZ Rivierduinen heeft meerdere vestigingen in Leiden en omgeving.
In Leiden bevindt zich tevens het hoofdkantoor van Eurotransplant, de internationale organisatie die verantwoordelijk is voor de bemiddeling en toewijzing van orgaandonatie-procedures in België, Duitsland, Kroatië, Luxemburg, Nederland, Oostenrijk en Slovenië.

### Sport
Leiden heeft enkele teams of sporters aan de landelijke top. ZZ Leiden speelt in de hoogste klasse van het basketbal. Leiden is daarnaast een echte watersportstad met waterpolo en wedstrijdzwemmen bij De Zijl Zwemsport en LZ 1886. Ook kan er geroeid worden bij KSRV Njord, Asopos de Vliet (in het nabijgelegen Leiderdorp) en Leidsche Roei- en Zeilvereeniging Die Leythe. De rugbyers van LRC DIOK hebben al meerdere landstitels gewonnen. De Leidse tafeltennisclub LTTV Scylla is een van de grootste van het land.
Leiden is gelegen aan de Europese wandelroute E11, ter plaatse ook wel Marskramerpad geheten. De route komt via het Rijn-Schiekanaal vanaf Voorschoten, loopt door het centrum naar de Rijn en vervolgt via de Rijn naar Leiderdorp.
Sportschool Hong Ying, waar Choy Li Fut, Tai chi, Sanshou en dergelijke wordt onderwezen, behaalde in 2011, 2012 en 2013 vele medailles op het WK-Kungfu (Wushu) te Hongkong. (zie artikel Choy Li Fut).

#### Jaarlijkse sportevenementen
- April: Leidse Singelloop is een hardloopwedstrijd over de Leidse singels waarvan de opbrengst aan verschillende goede doelen wordt geschonken.
- Mei: Marathon van Leiden, een bekend sportevenement dat voorheen in juni, en sinds 2008 in mei georganiseerd wordt.
- Juni: Gouden Spike, een internationale atletiekwedstrijd georganiseerd door Leiden Atletiek.
- Juli: Leiden Chess Tournament (sinds 2007), een groot internationaal schaaktoernooi dat ook meetelt voor de Wereldranglijst.
- September: 100 bruggenloop (sinds 2022), wandel- en hardloopevenement over 100 bruggen in de Leidse binnenstad.

#### Eenmalige sportevenementen
- 21 oktober 1937: Schaken - Wereldkampioenschap schaken. Leiden was een van de 6 speelsteden in de schaaktweekamp om de wereldtitel tussen Aleksandr Aljechin en titelverdediger Max Euwe. De 8e wedstrijd werd in Leiden gespeeld en werd gewonnen door Aleksandr Aljechin.
- 1 juli 1973: Wielrennen - Ronde van Frankrijk. Leiden lag op de route van de eerste etappe van Scheveningen naar Rotterdam. Er was ook een bonificatiesprint op de Breestraat die werd gewonnen door de Belg Willy Teirlinck.
- 29/30 juni 1978: Wielrennen - Ronde van Frankrijk. Proloog en start van de eerste etappe. Jan Raas won zowel de proloog als de eerste etappe van Leiden naar St. Willebrord.
- In april 1979 speelde de basketbalclub Parker Leiden tegen EBBC Den Bosch de 2e finale-wedstrijd van de play-offs voor bijna 11.000 toeschouwers in de Groenoordhallen. Dit is nog altijd een toeschouwersrecord in het Nederlandse basketbal.
- In 2001: Wielrennen - zowel de start als de finish van de 2e etappe van de Holland Ladies Tour vonden in Leiden plaats. De Duitse Petra Rossner won de etappe en veroverde daarmee de leiderstrui.
- 24 september 2006: Tennis - Davis Cup in de Groenoordhallen. Nederland verloor met 1-4 van Tsjechië en degradeerde uit de Wereldgroep.
- Mei 2008: Rugby - EK voor dames. Het terrein van LRC DIOK werd gebruikt voor de trainingen van Spanje en de wedstrijden Nederland-Schotland en Frankrijk-Wales.
- 10 mei 2010: Wielrennen - Ronde van Italië. De etappe Amsterdam - Middelburg kwam door het Leidse centrum.
- 23 januari 2019: Schaken - Tata Steel-schaaktoernooi. De tiende ronde werd gespeeld in de Pieterskerk. Wereldkampioenen Magnus Carlsen en Viswanathan Anand speelden deze ronde tegen elkaar.

## Bekende Leidenaren

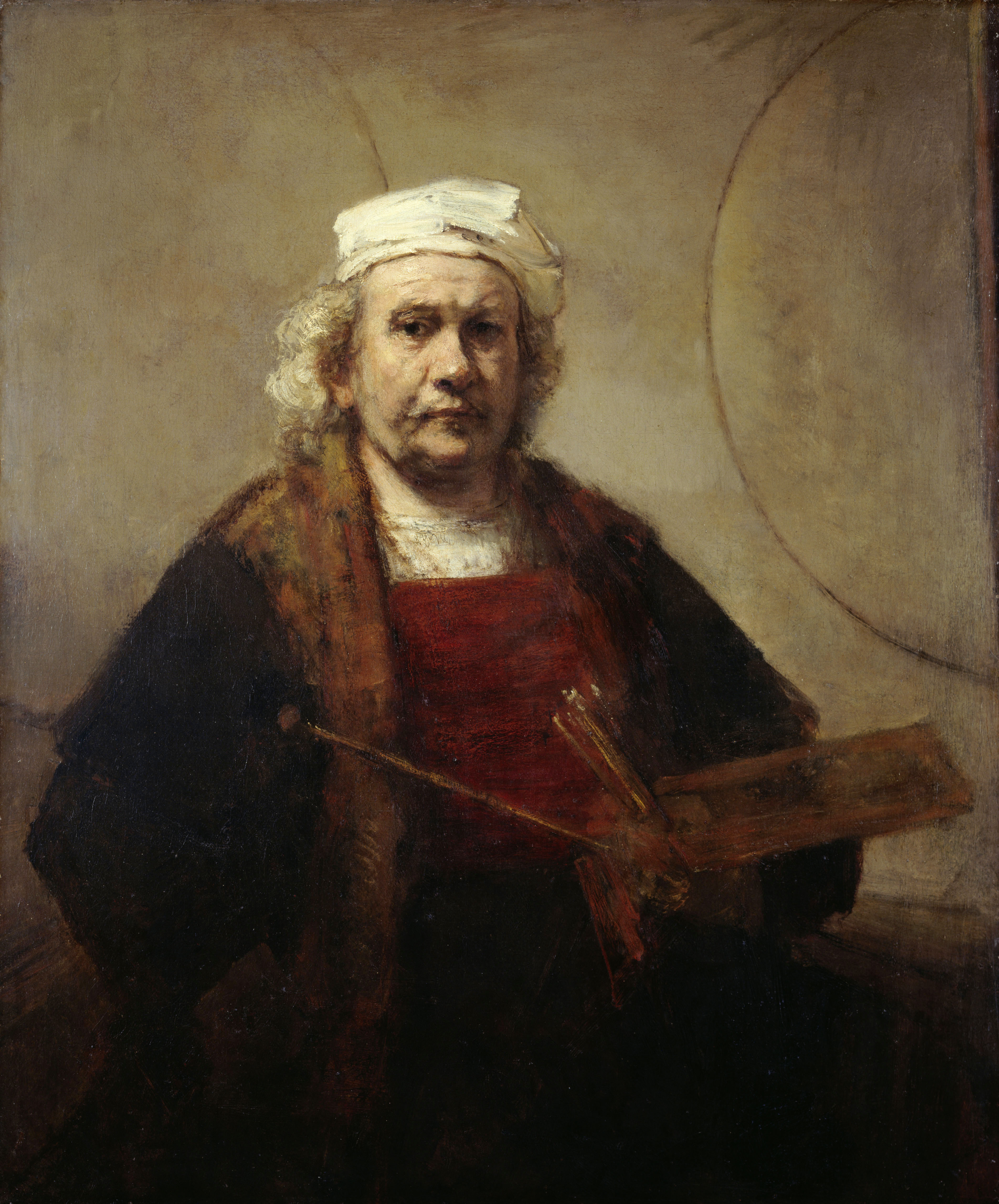
Rembrandt van Rijn

Er zijn vele mensen, die door geboorte, verblijf of werk een band hebben met Leiden. De bekendste is wellicht de in Leiden geboren Rembrandt, maar ook verschillende andere oude meesters hebben banden met Leiden. Zo zijn ook Jan Steen, Gerrit Dou en Frans van Mieris de Oudere in Leiden geboren. Allen waren lange tijd werkzaam in de stad en zijn – op Rembrandt na – ook in Leiden gestorven.
Drie eeuwen later, in 1917, richtte Theo van Doesburg in Leiden samen met o.a. Mondriaan en J.J.P. Oud het tijdschrift De Stijl op, dat van grote invloed zou zijn op de 20e-eeuwse kunst en architectuur.
Op 26 augustus 1910 maakten de beroemde Oostenrijkse componist Gustav Mahler en psychoanalyticus Sigmund Freud een gedenkwaardige wandeling door de binnenstad van Leiden, waarbij ze vooral over Mahlers huwelijksproblemen spraken.
Uit de wetenschap zijn een aantal belangrijke namen verbonden met Leiden. In de 16e en 17e eeuw was de universiteit van Leiden namelijk een van de grootste en meest toonaangevende in Europa. Beroemde wetenschappers uit die tijd trokken naar Leiden, onder wie Justus Lipsius, Sebald Justinus Brugmans, Carolus Clusius, Constantijn Huygens en René Descartes. Jacobus Arminius en Franciscus Gomarus startten hun twistgesprekken, die de vaderlandse politiek tijdens het twaalfjarig bestand (1609-1621) zouden beheersen, binnen de Leidse universiteit. Herman Boerhaave doceerde aan de Universiteit Leiden en verrichtte er onderzoek. Heike Kamerlingh Onnes had een laboratorium in Leiden, waarin hij onderzoek deed, hetgeen hem uiteindelijk in 1913 een Nobelprijs opleverde. Ook de Nobel-laureaten Hendrik Lorentz, Pieter Zeeman (beide natuurkunde) en Willem Einthoven (fysiologie/geneeskunde) waren verbonden aan de Leidse Universiteit. De bekende botanicus Nicolaas Meerburgh werd in Leiden geboren en was hortulanus van de Hortus Botanicus Leiden. In 1920 werd Albert Einstein bijzonder hoogleraar aan de Rijksuniversiteit te Leiden. Hij is dit officieel gebleven tot 1946.
Een aantal (voormalige) leden van het Nederlandse koninklijk huis studeerde aan de Leidse Universiteit en enkelen van hen ontvingen er een eredoctoraat.
Veel schrijvers, dichters en essayisten waren in Leiden actief of zijn dat nog steeds, onder wie Frédéric Bastet, Nicolaas Beets (Hildebrand), Abdelkader Benali, J.M.A. Biesheuvel, Willem Bilderdijk, J.C. Bloem, Thomas Blondeau, Jan ten Brink, Boudewijn Büch, J.B. Charles, Huib Drion, Nico Dijkshoorn, C.J. Wijnaendts Francken, Rudy Kousbroek, Tomas Lieske, H.A. Gomperts, Maarten 't Hart, Eric van Hoof, F.B. Hotz, Anton Korteweg, Jacob van Lennep, Frits van Oostrom, Willem Otterspeer, Piet Paaltjens, Ilja Leonard Pfeijffer, Karel van het Reve, Emile Seipgens, Ad Verbrugge, Albert Verwey, Christiaan Weijts, Jeroen Windmeijer, Jan Wolkers, en Jacqueline Zirkzee. Niet allen woonden in de gemeente Leiden.

## Fotogalerij

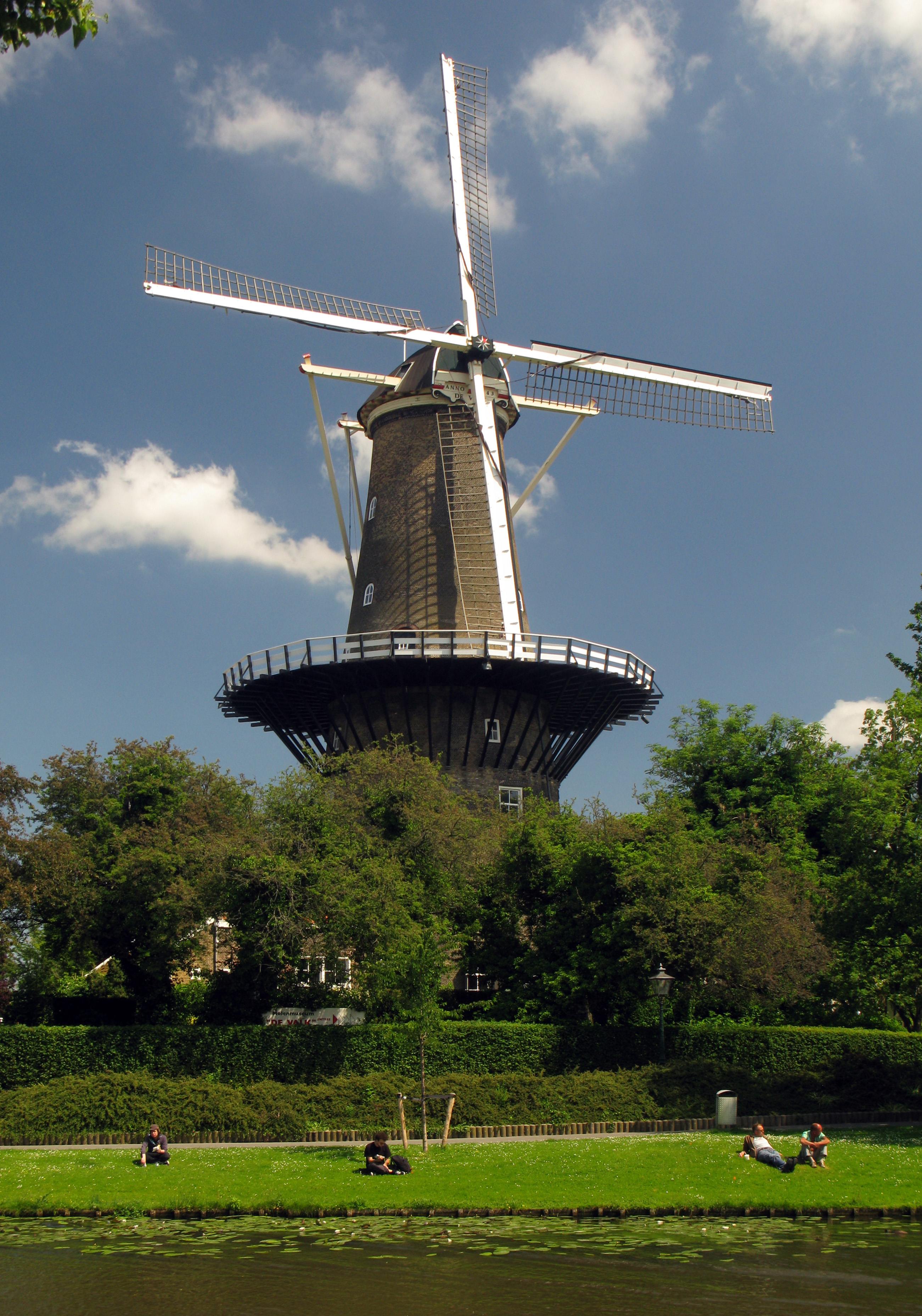
Molen De Valk
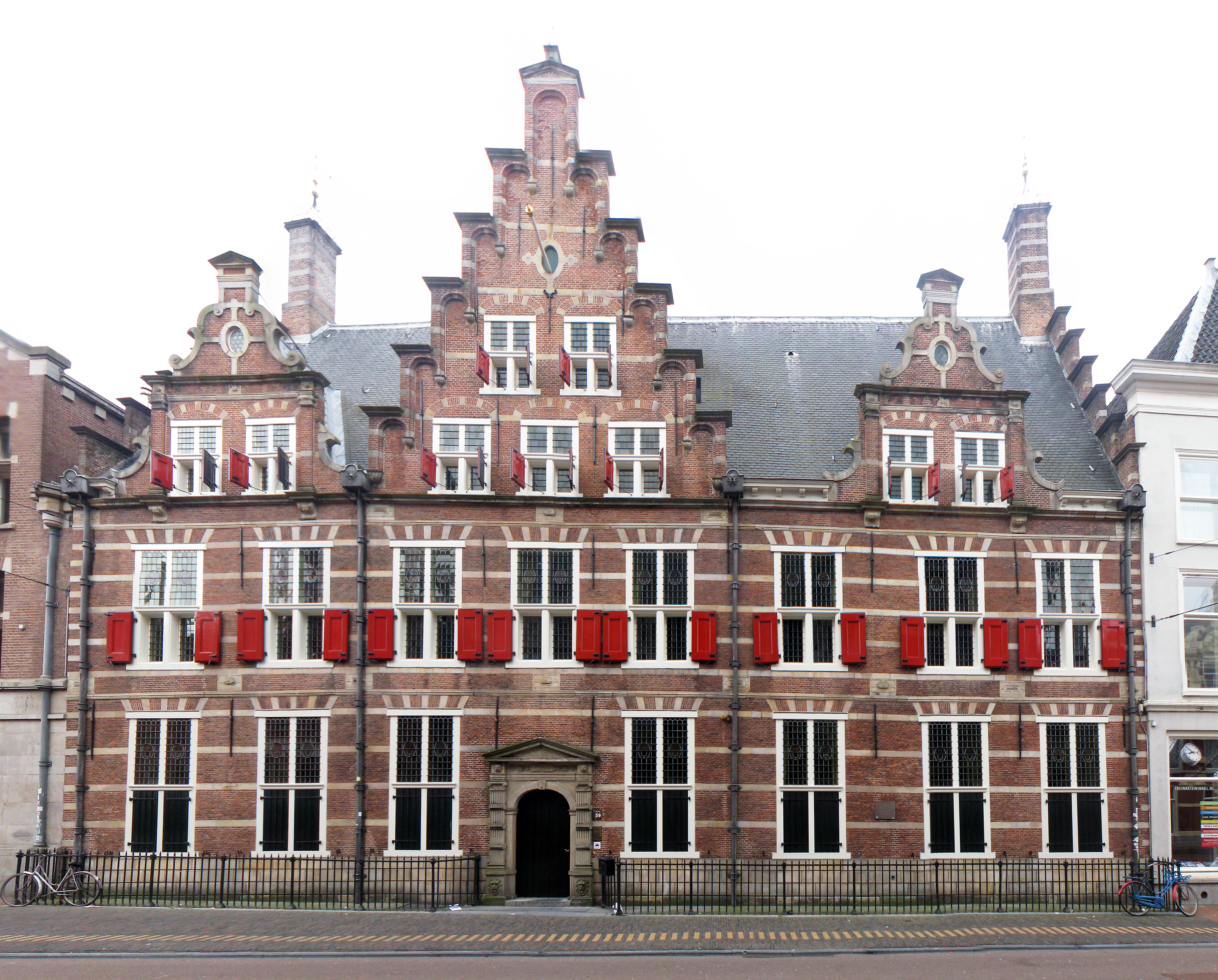
Gemeenlandshuis van het Hoogheemraadschap van Rijnland aan de Breestraat
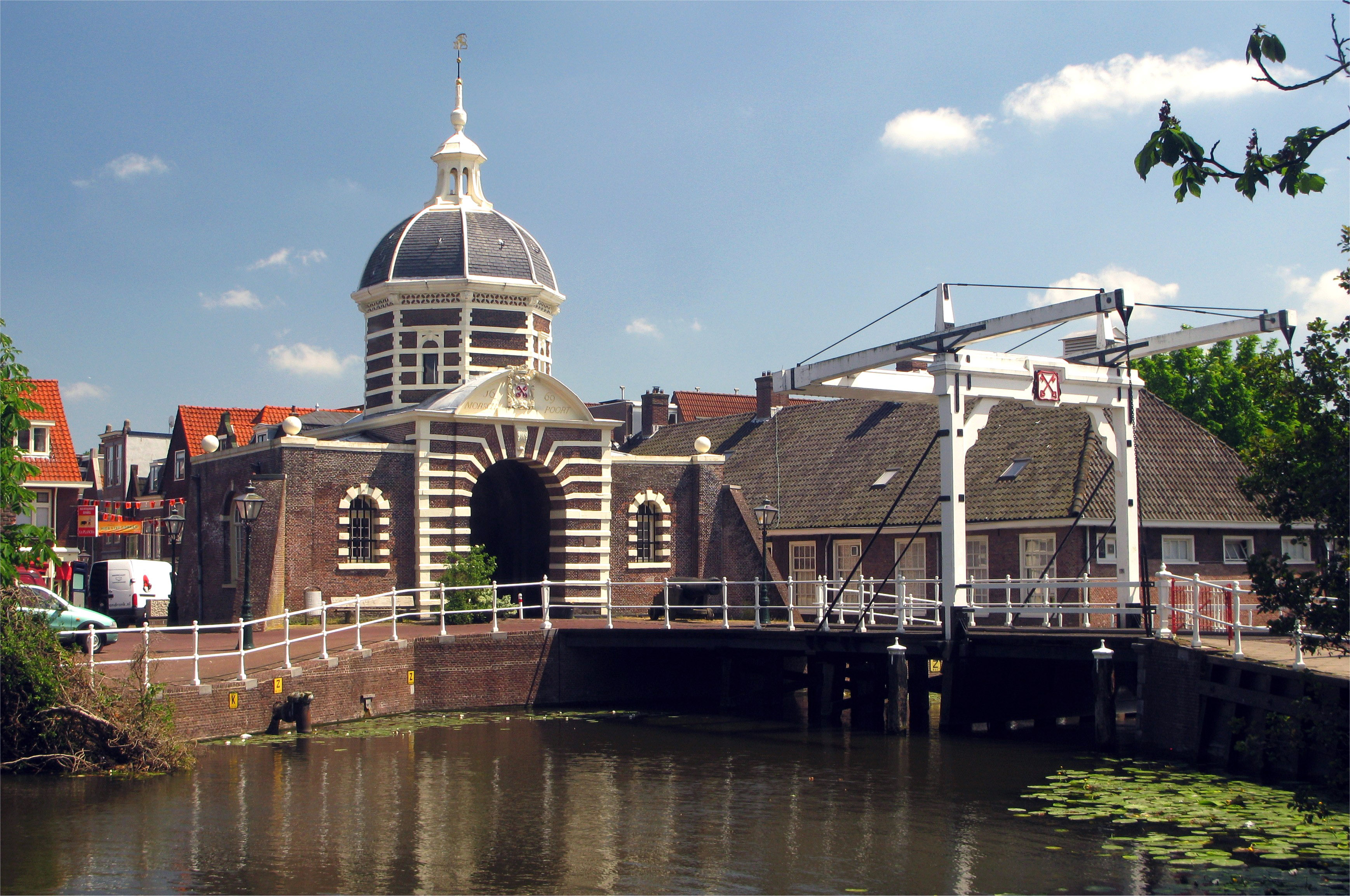
Morspoort, gezien vanaf de Morsweg
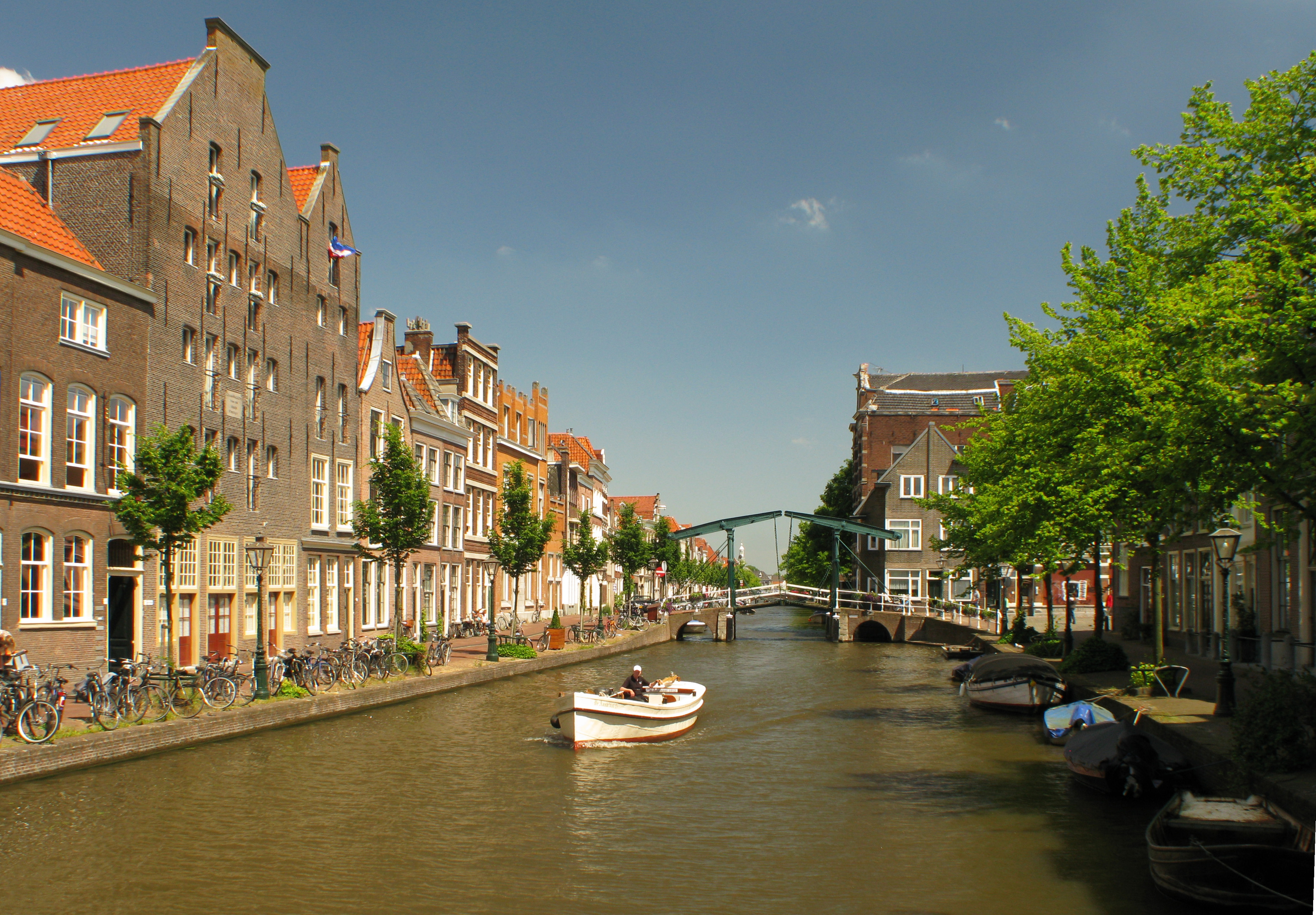
Oude Rijn
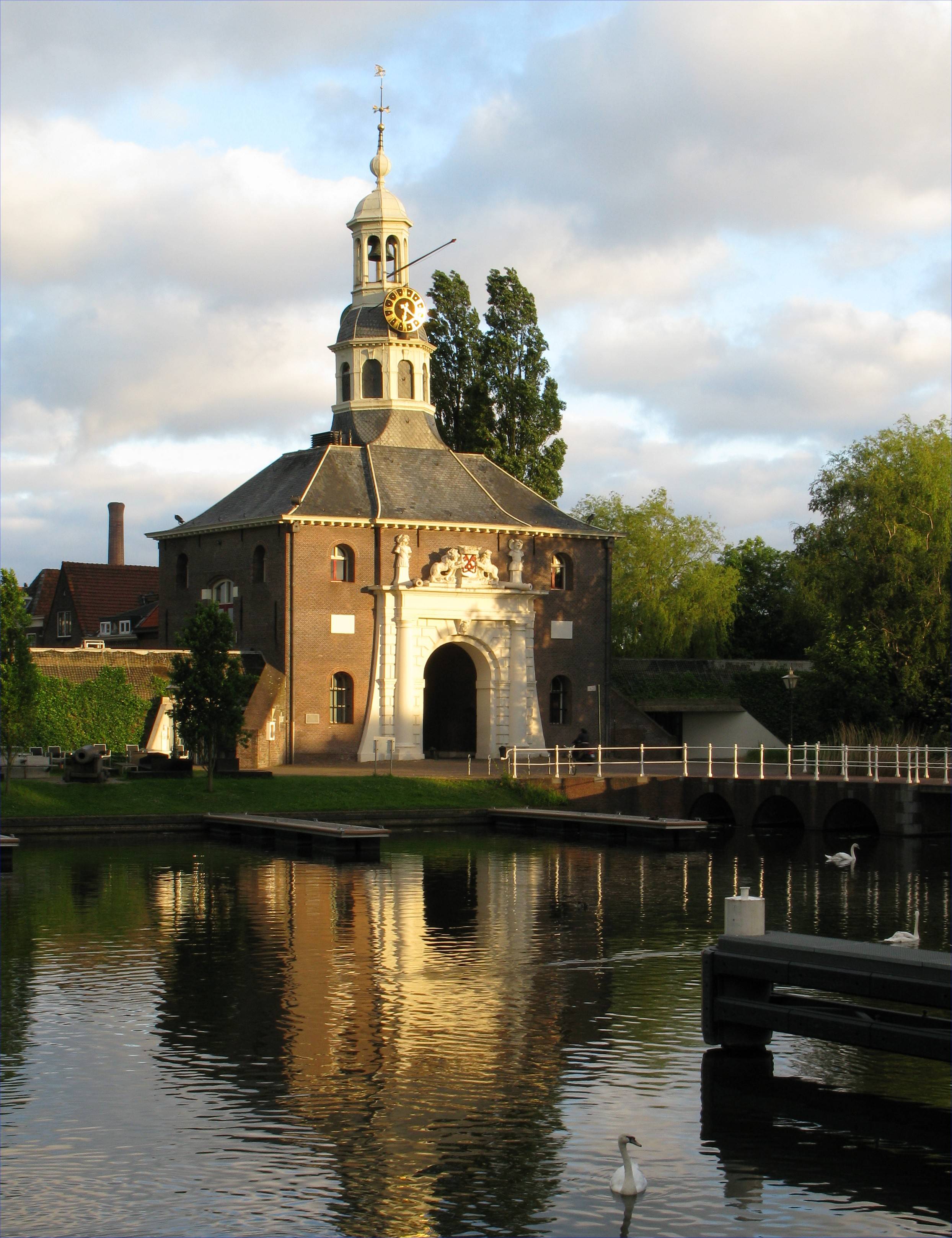
Zijlpoort, gezien vanaf de Schrijversbrug
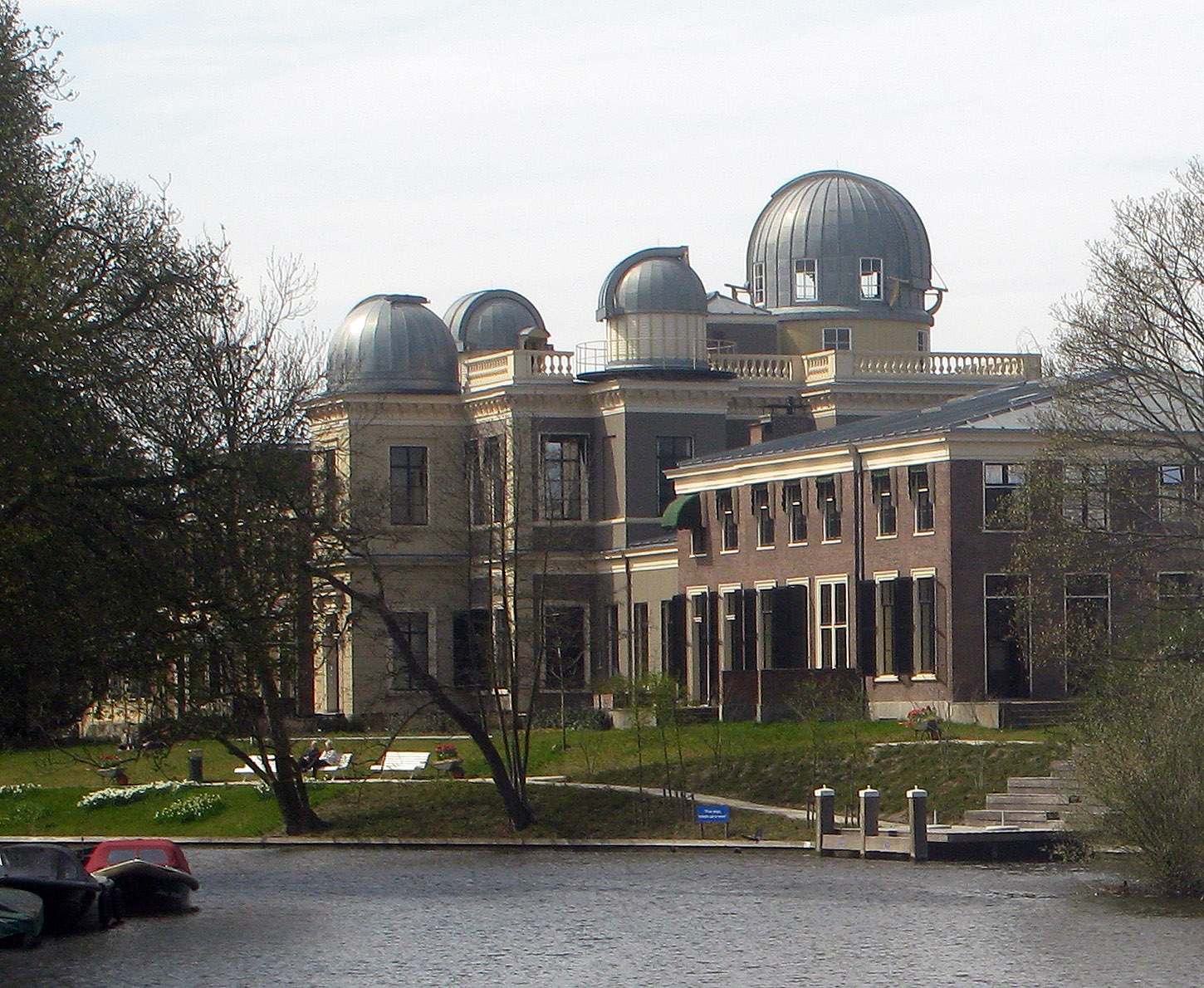
Oude Sterrenwacht (1860), gezien vanaf de Witte Singel
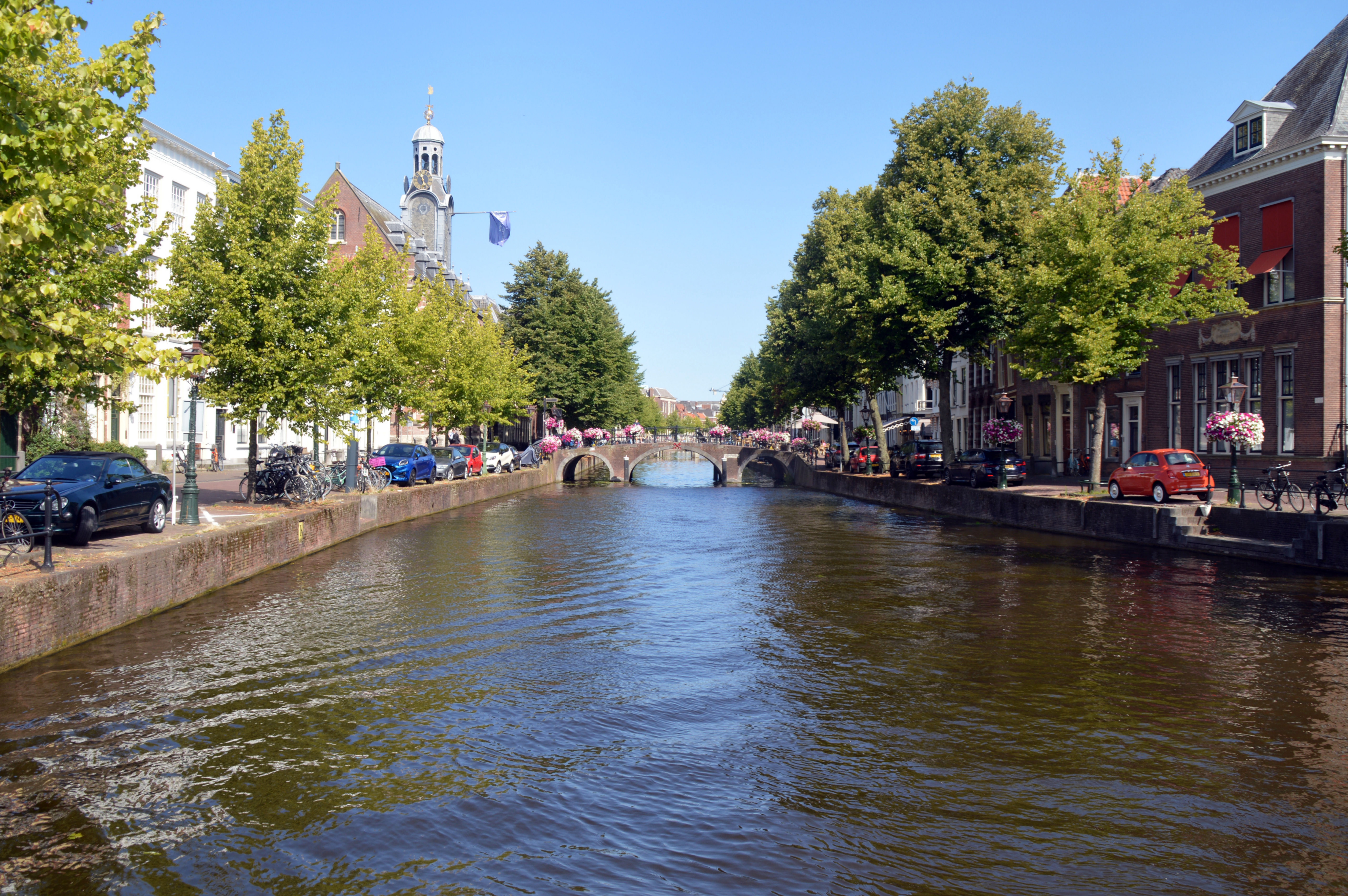
Leiden Academisch gebouw en Nonnenbrug
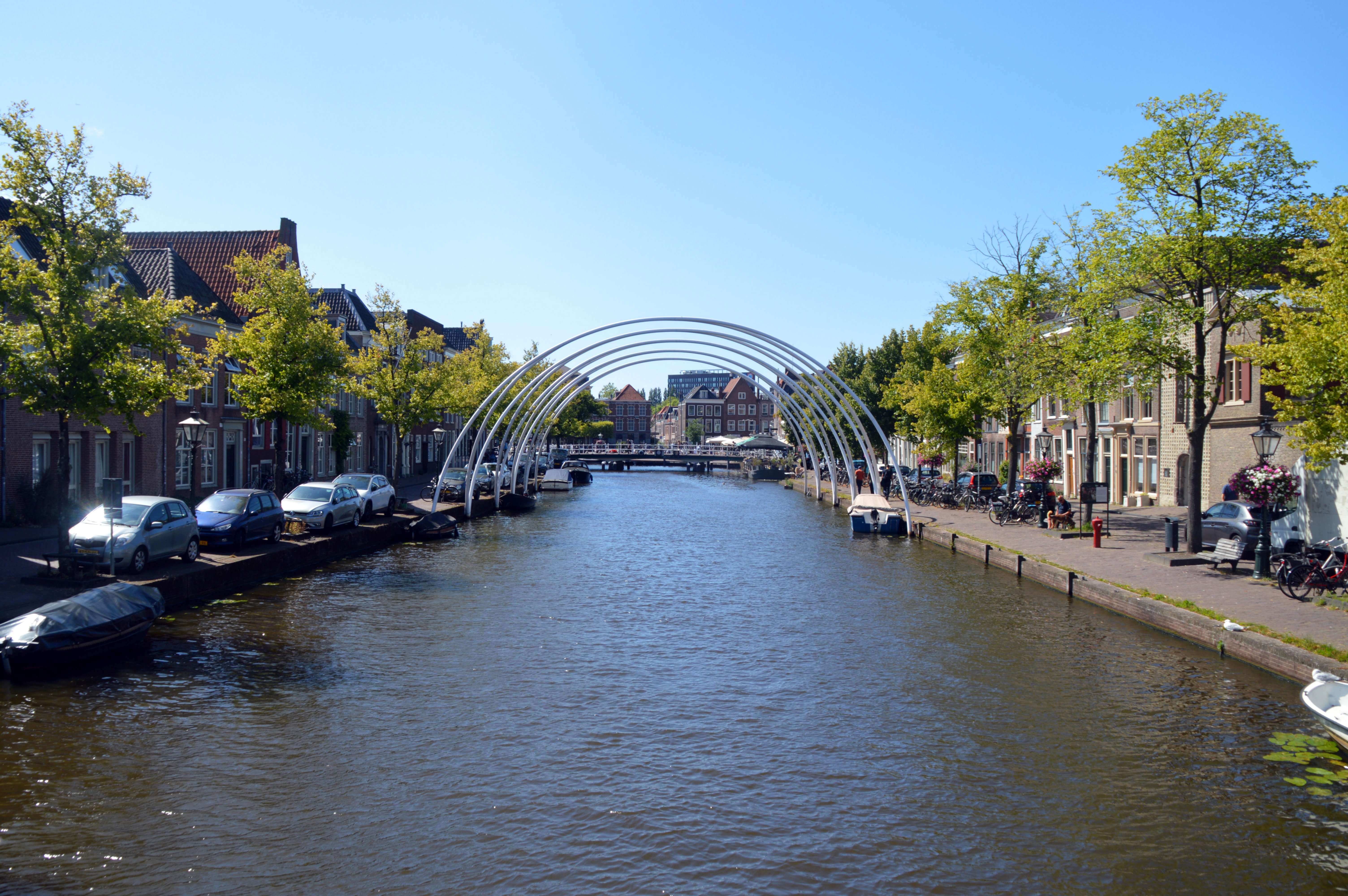
Oude Vest met kunstwerk "To Breathe"
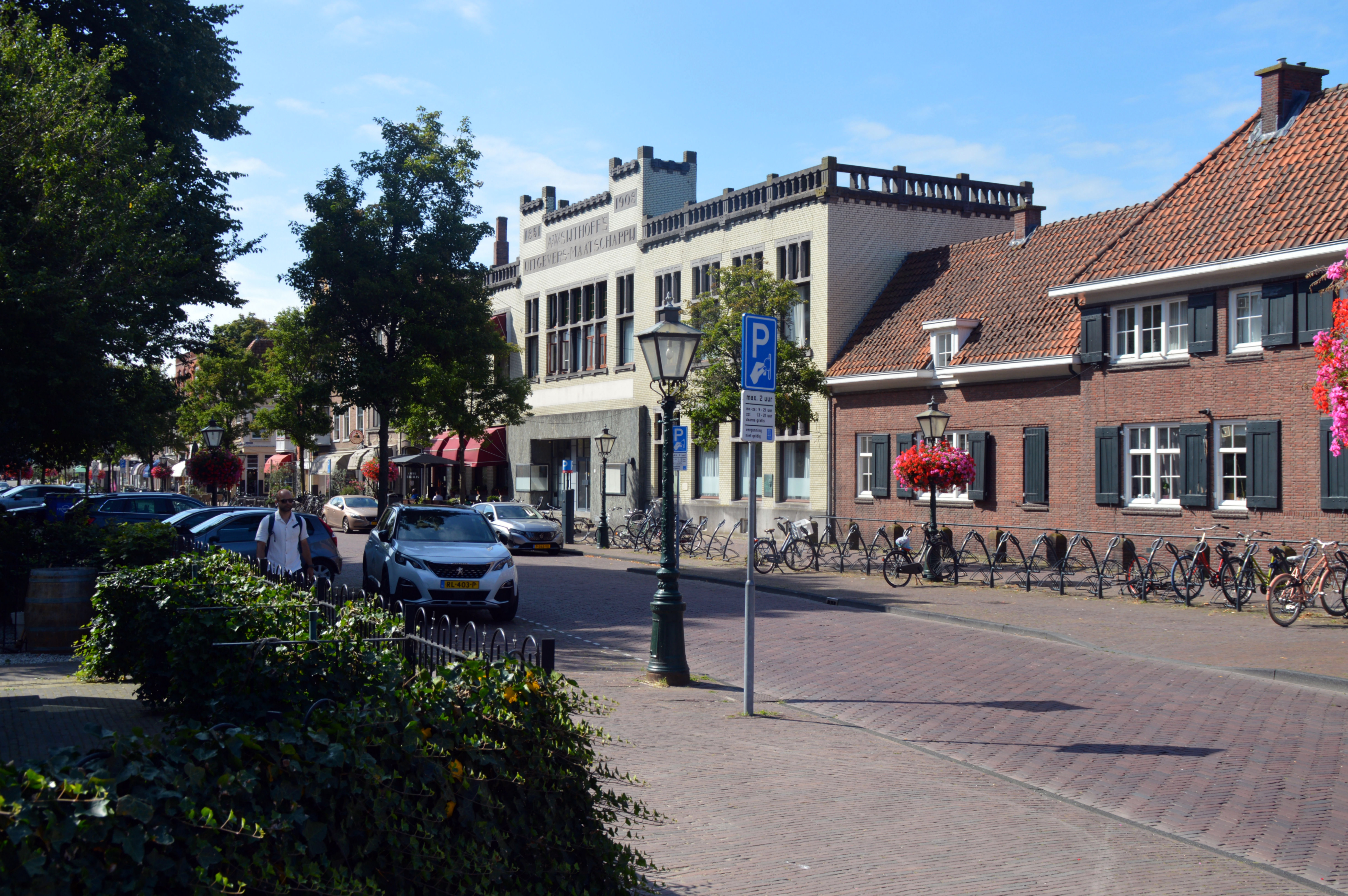
Cultuurhuis Sijthoff
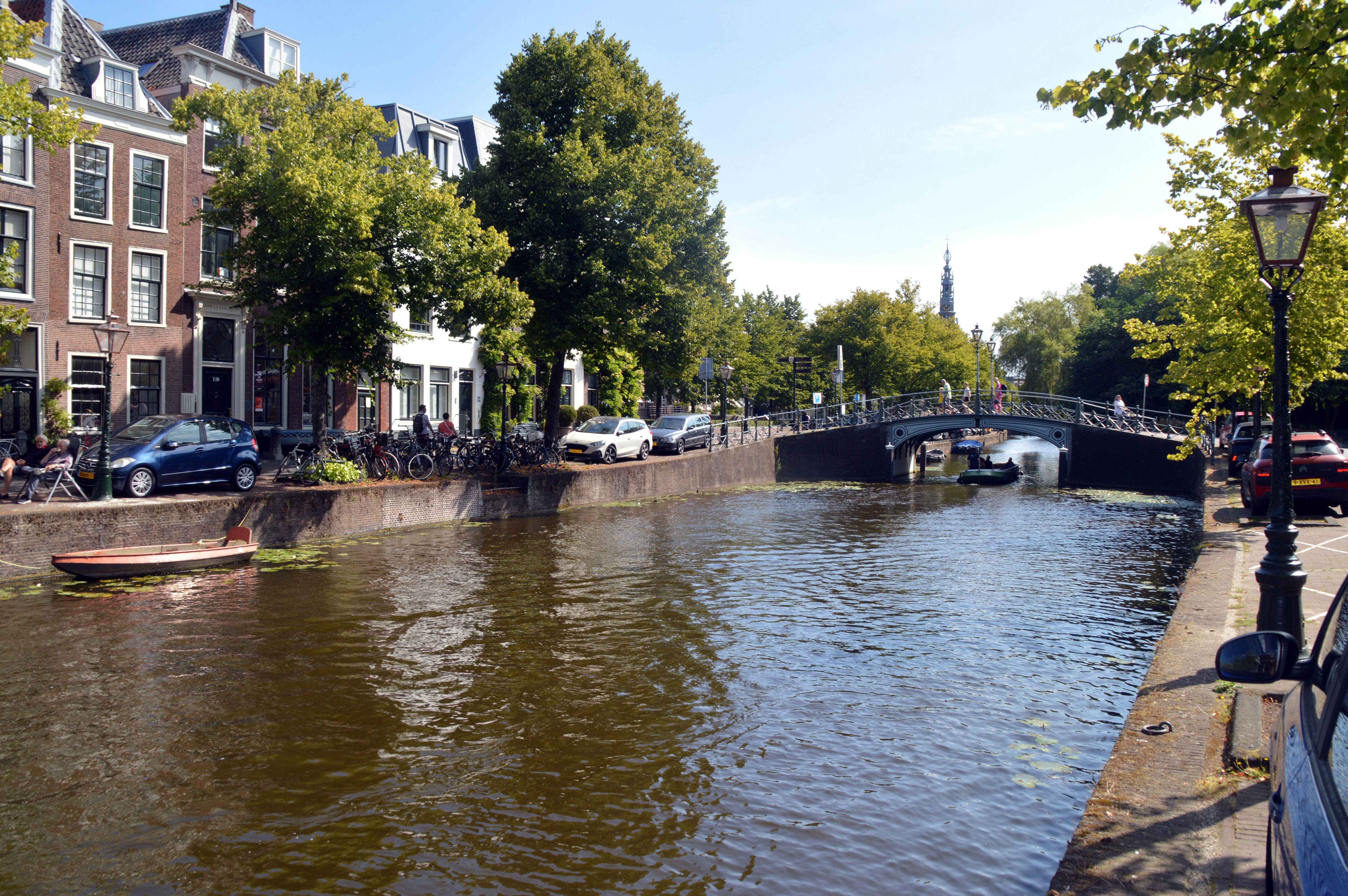
Nieuwsteegbrug Steenschuur
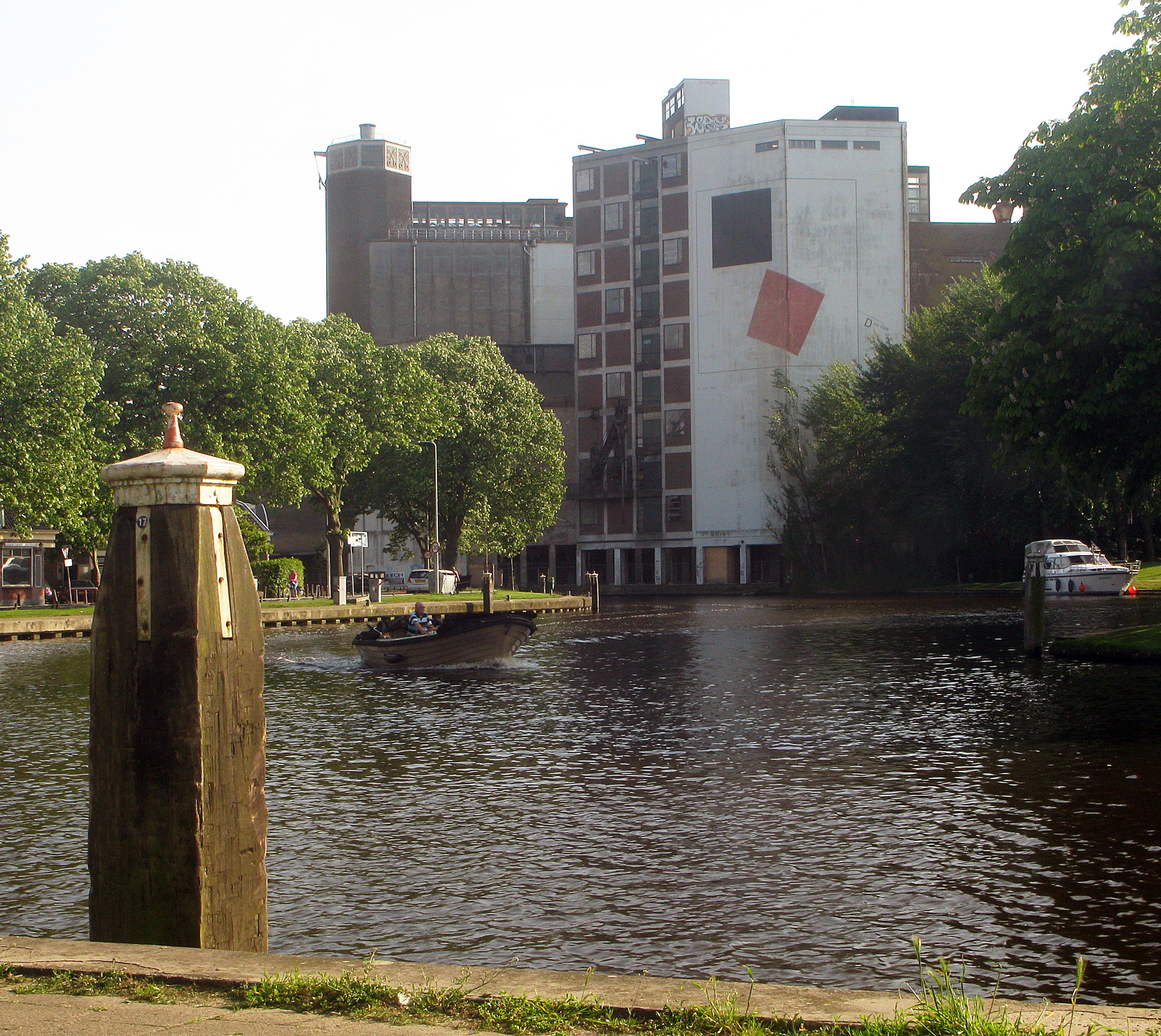
Voormalige meelfabriek De Sleutels
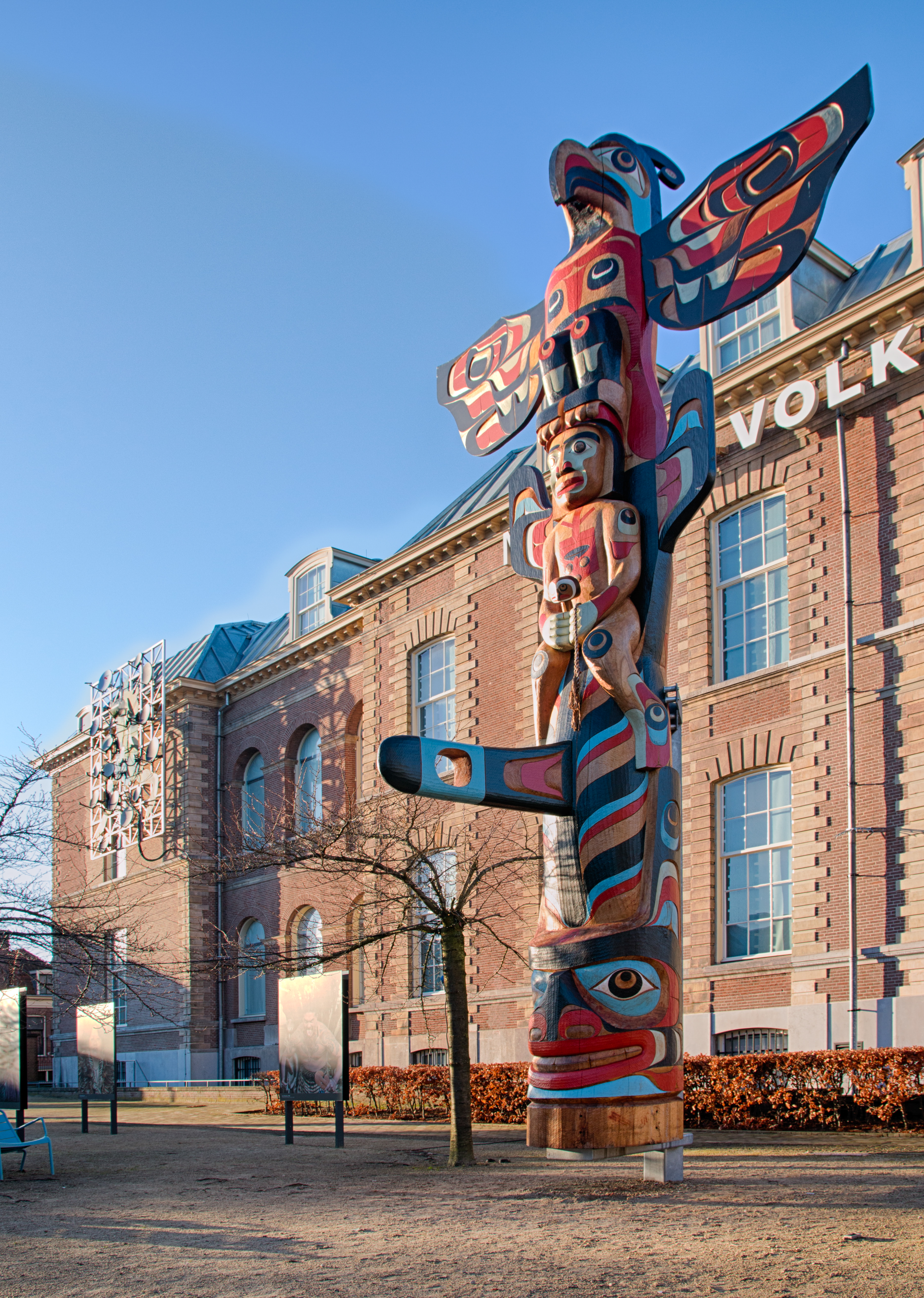
Wereldmuseum Leiden, totempaal (8 m), gevelinstallatie (Remy Jungerman)
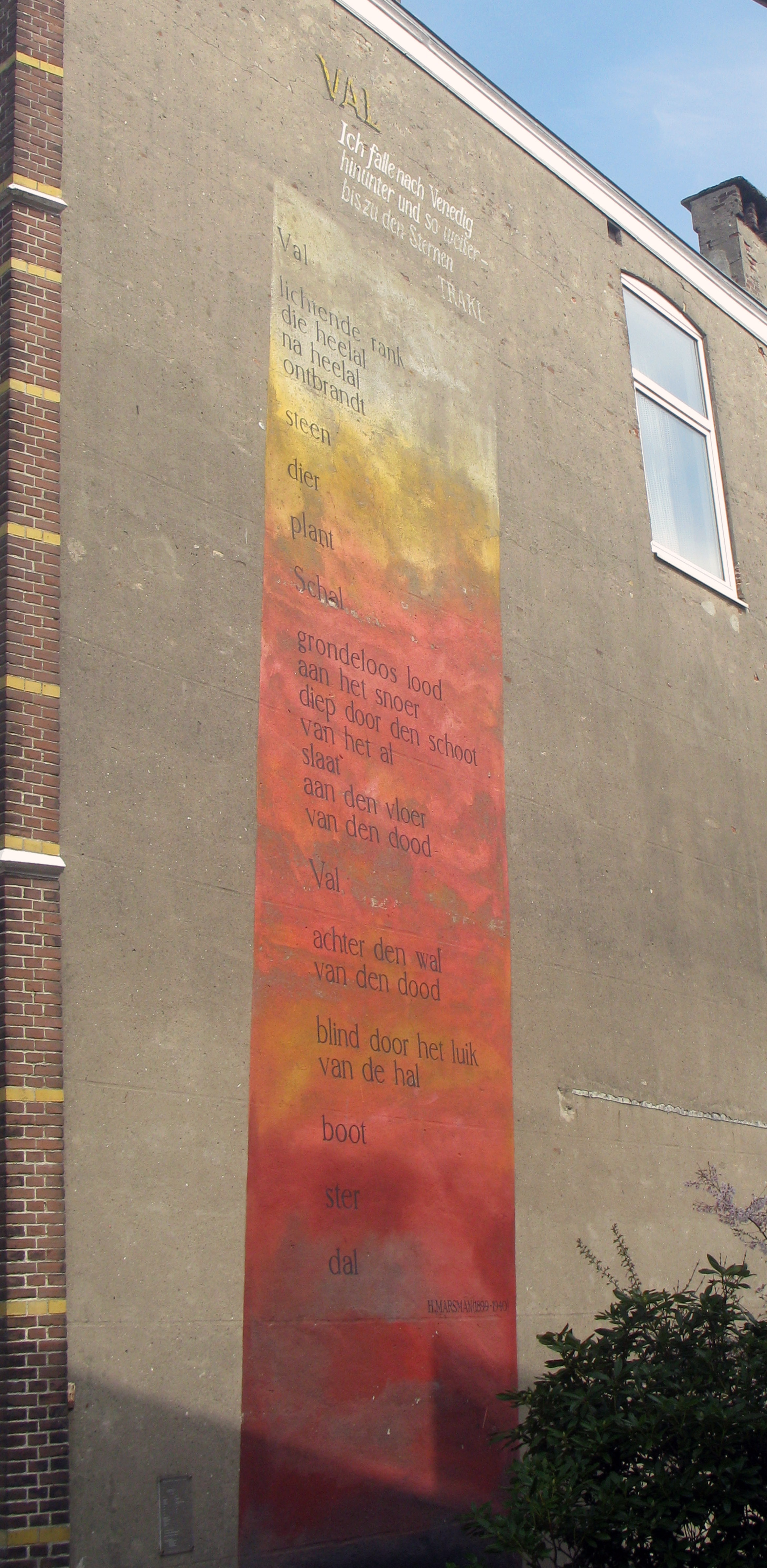
Muurgedicht in Leiden, van Hendrik Marsman (1 uit 101)
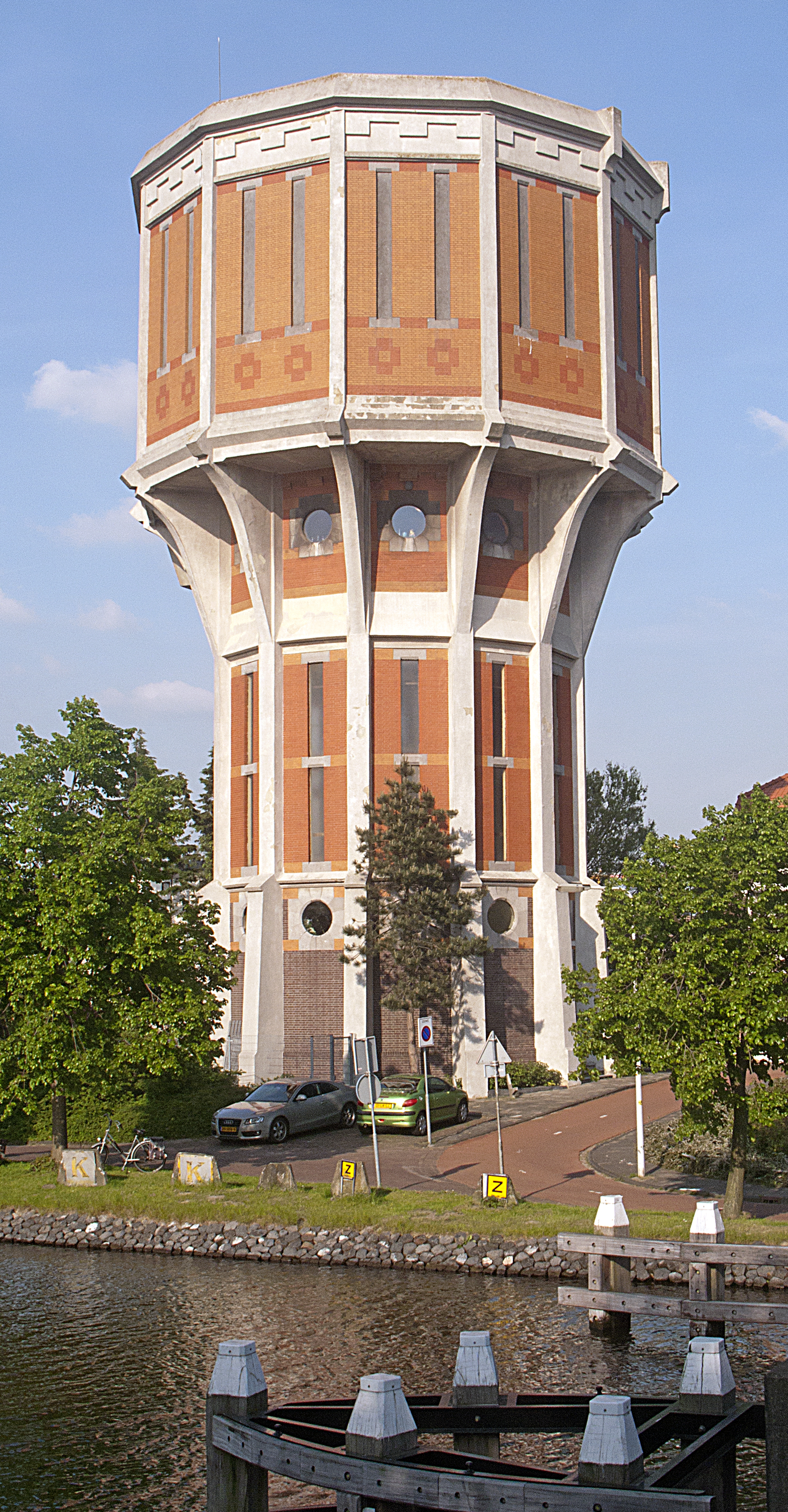
Watertoren bij Wilhelminabrug
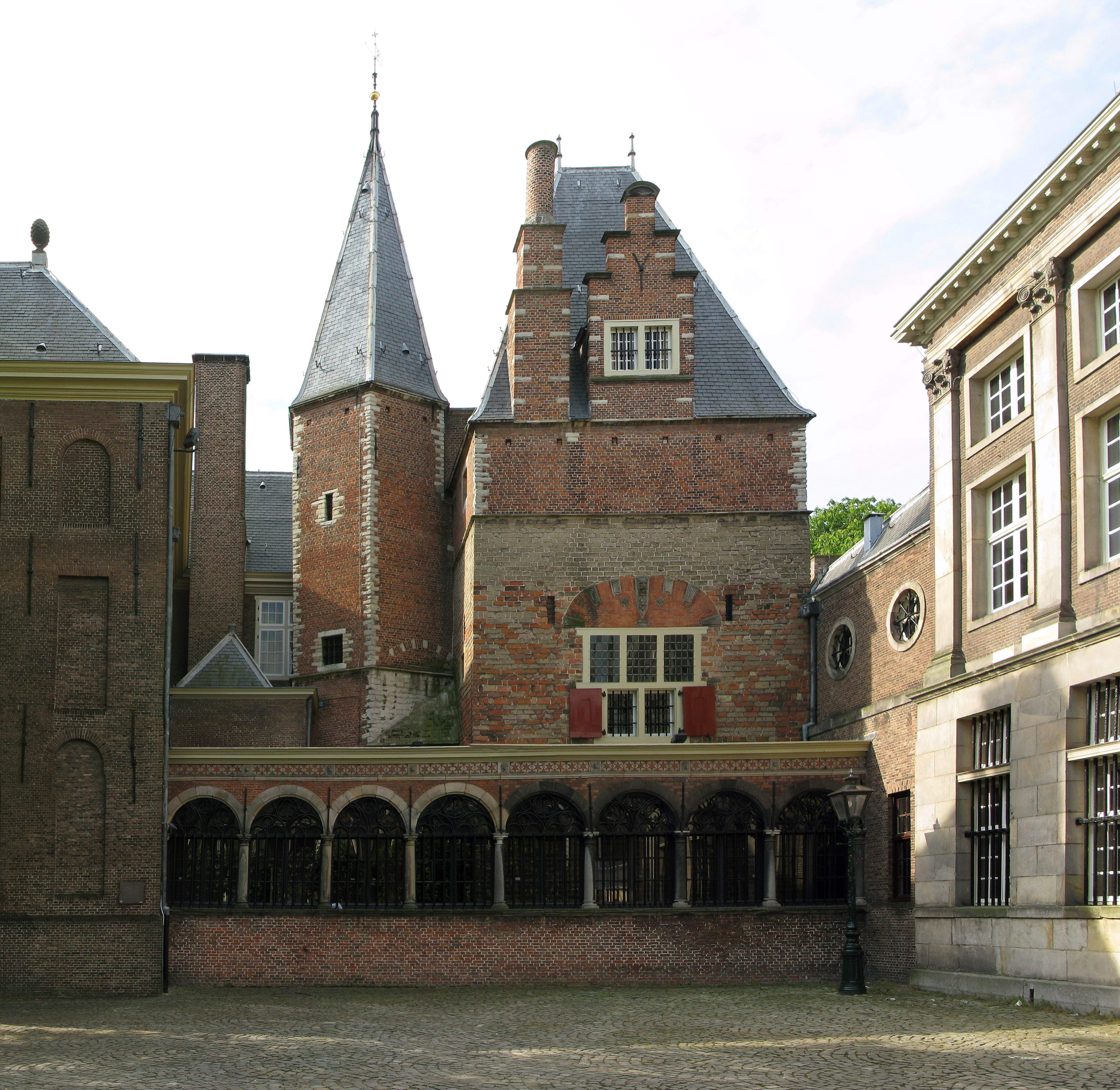
Gravensteen aan het Gerecht (13e eeuw)
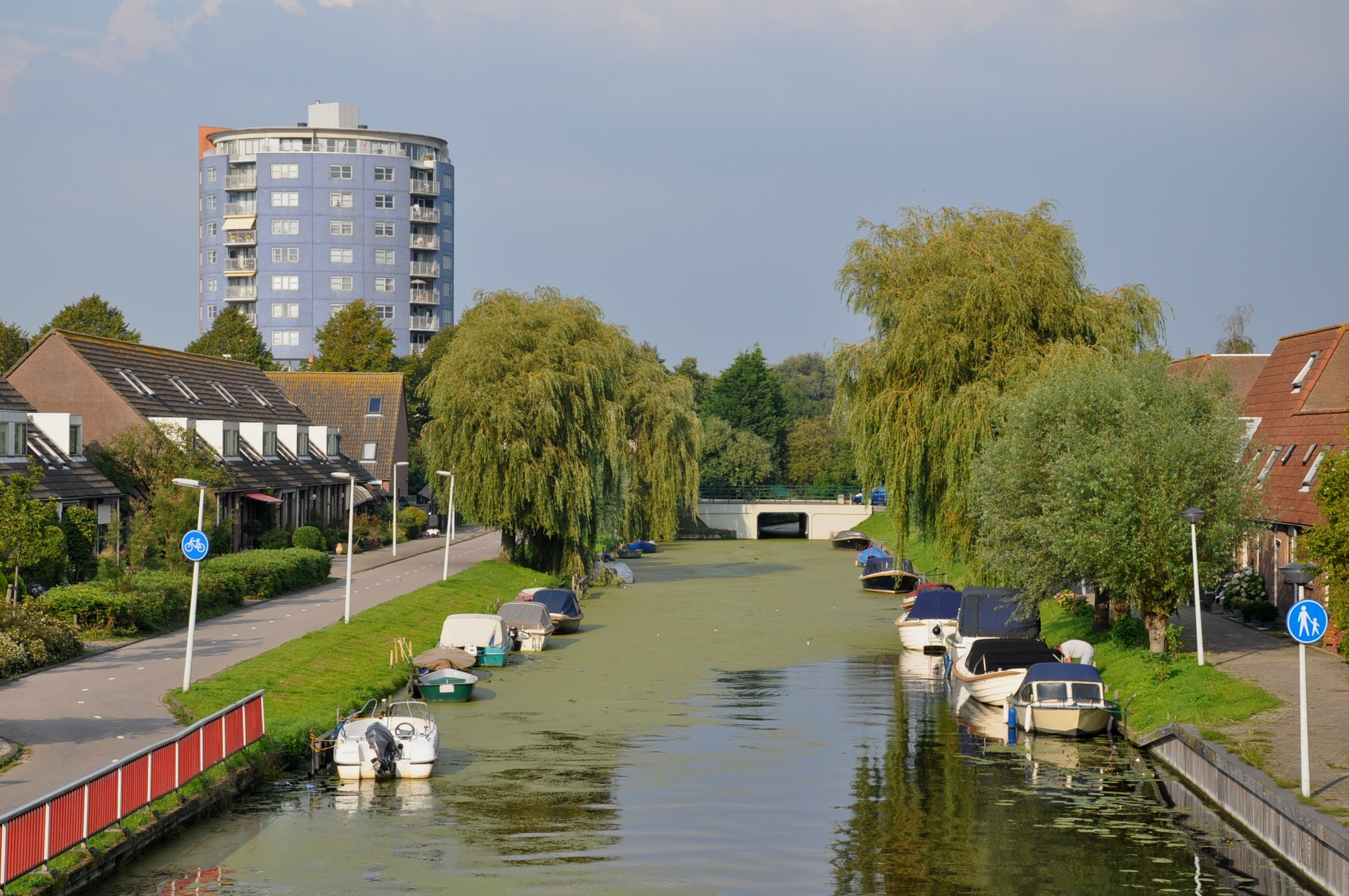
Stevenshof, een wijk uit de jaren tachtig
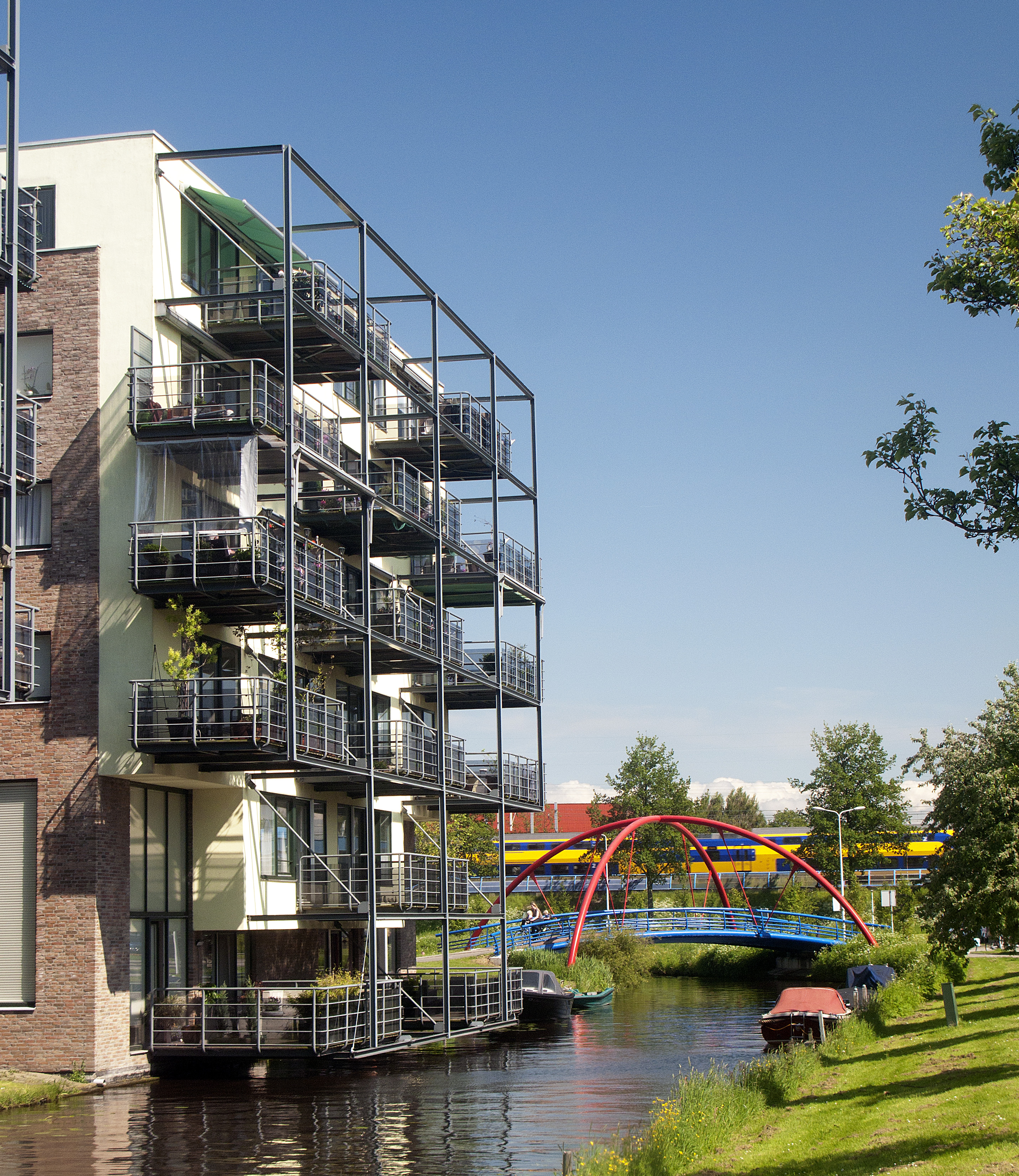
De Dobbe, water in de Stevenshof
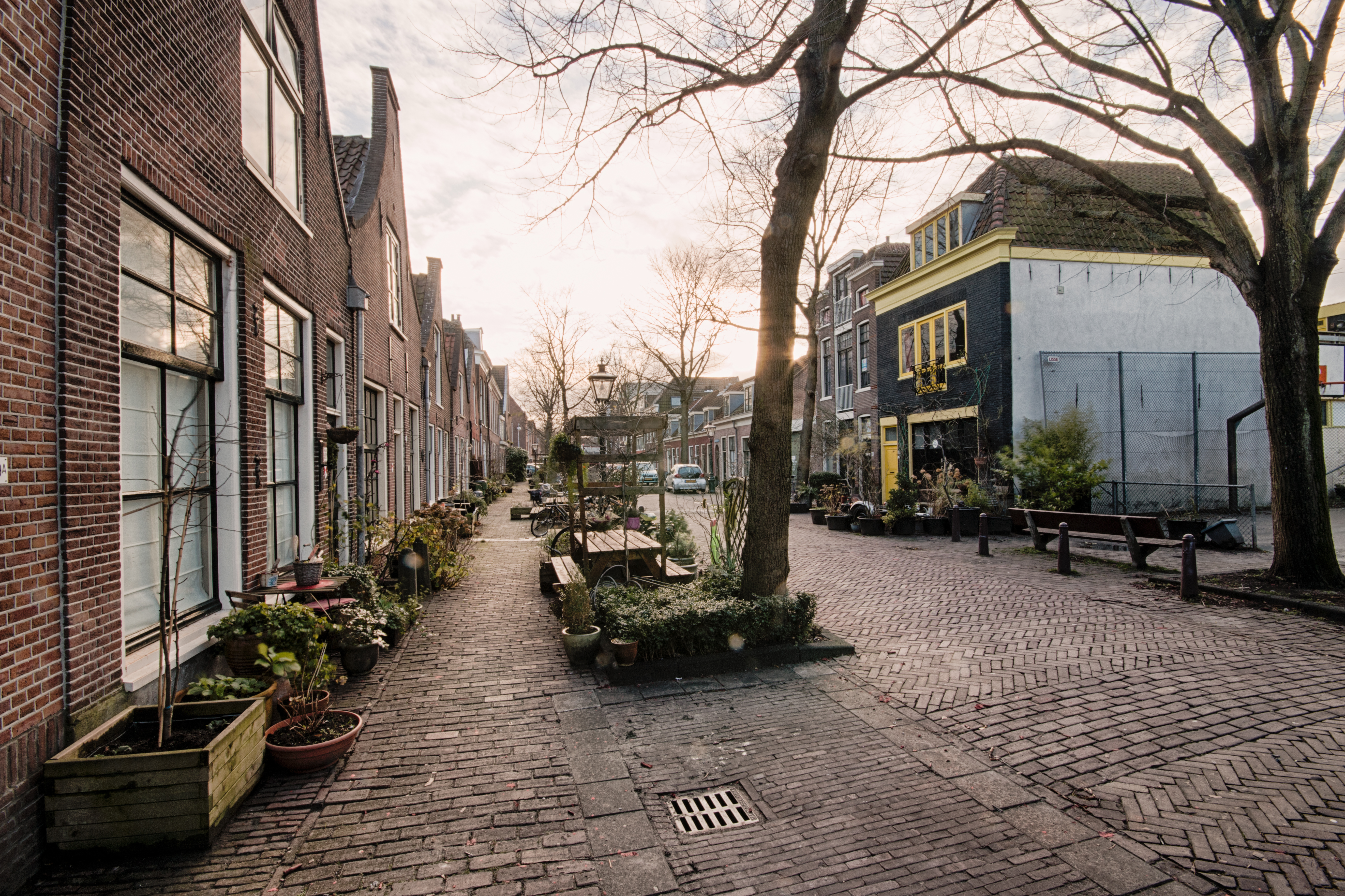
Uiterstegracht
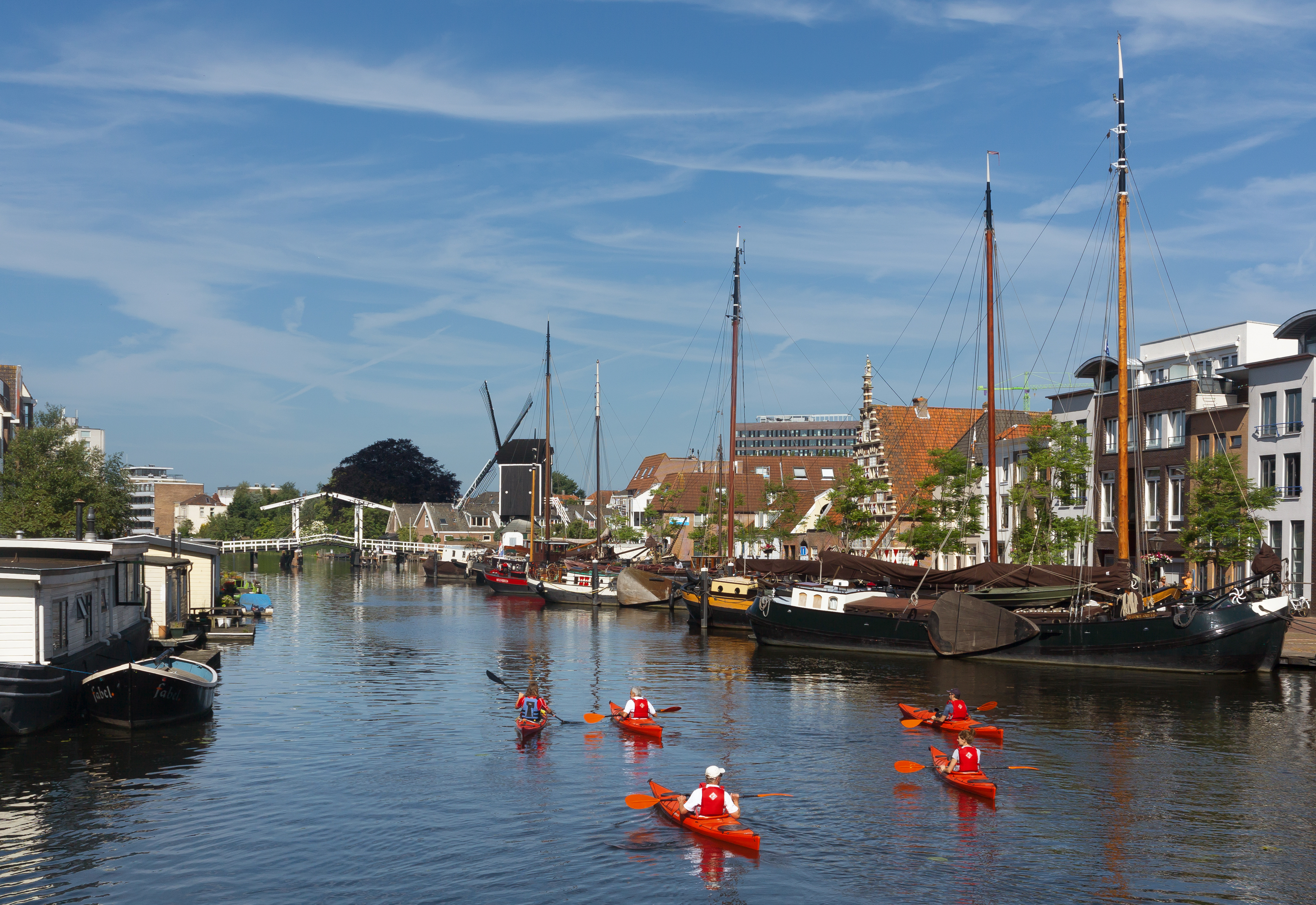
Kort Galgewater
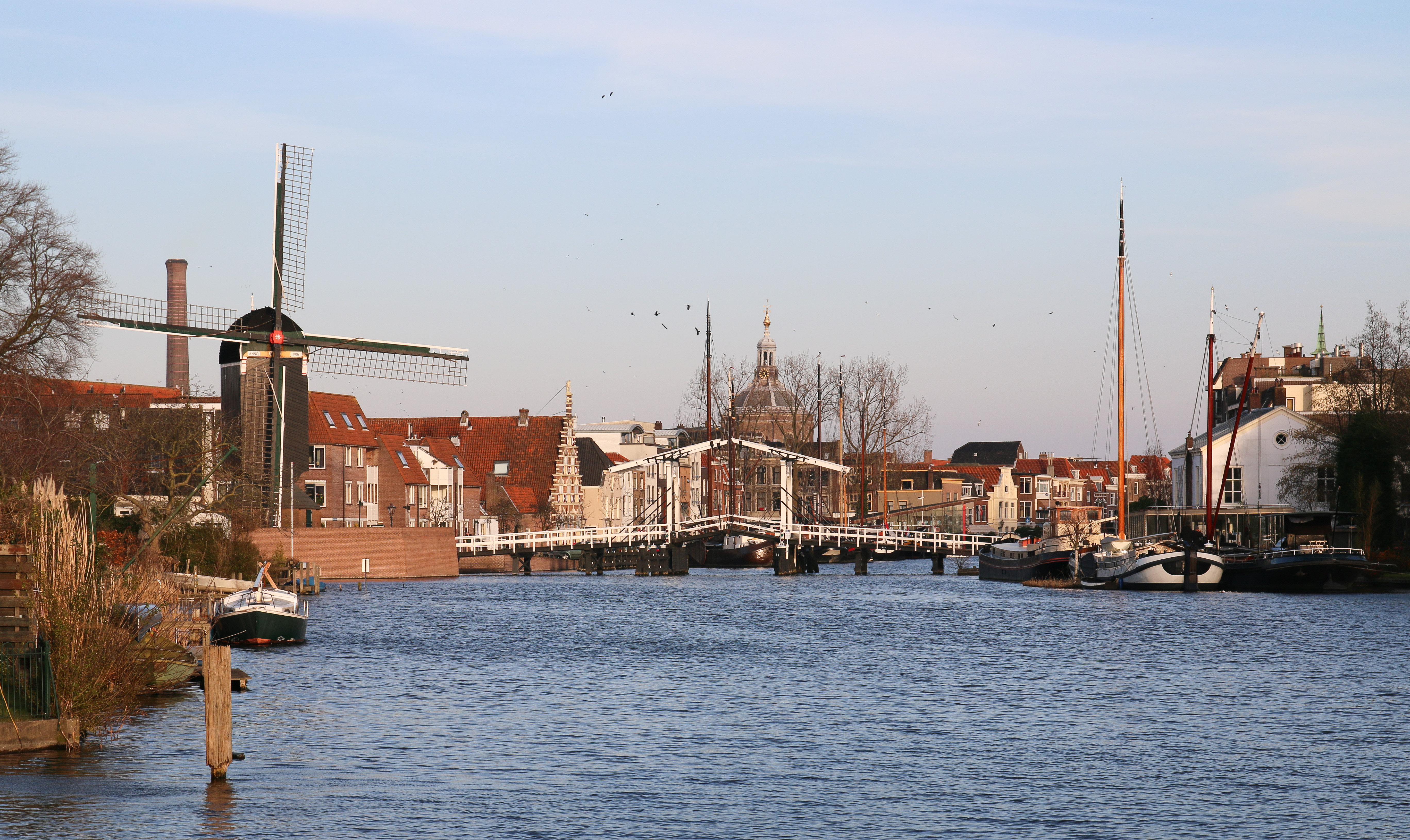
Molen De Put, Rembrandtbrug, Marekerk, platbodems op het Galgewater
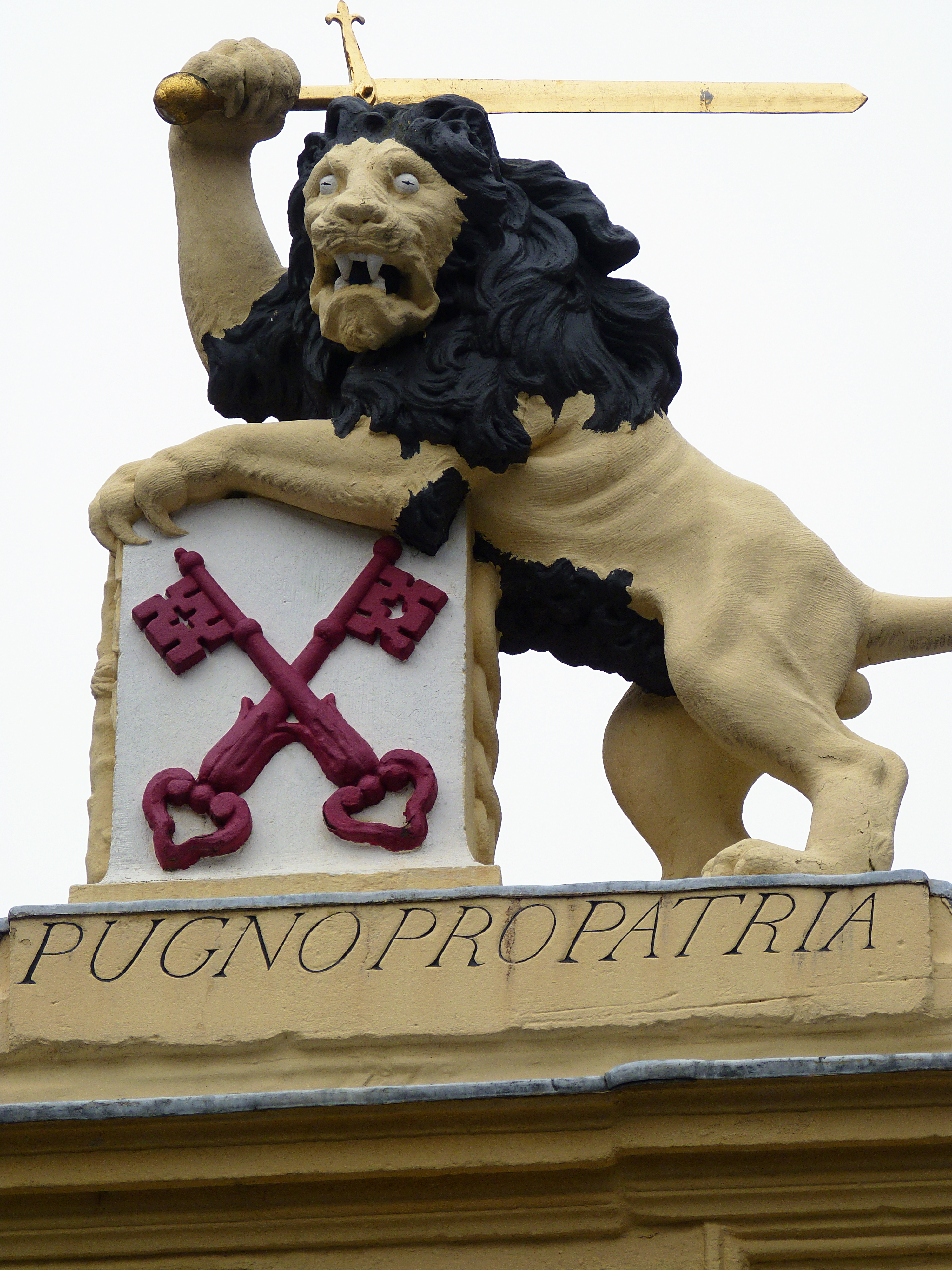
Het wapen boven de poort naar de Burcht, hoek Nieuwstraat/Burgsteeg
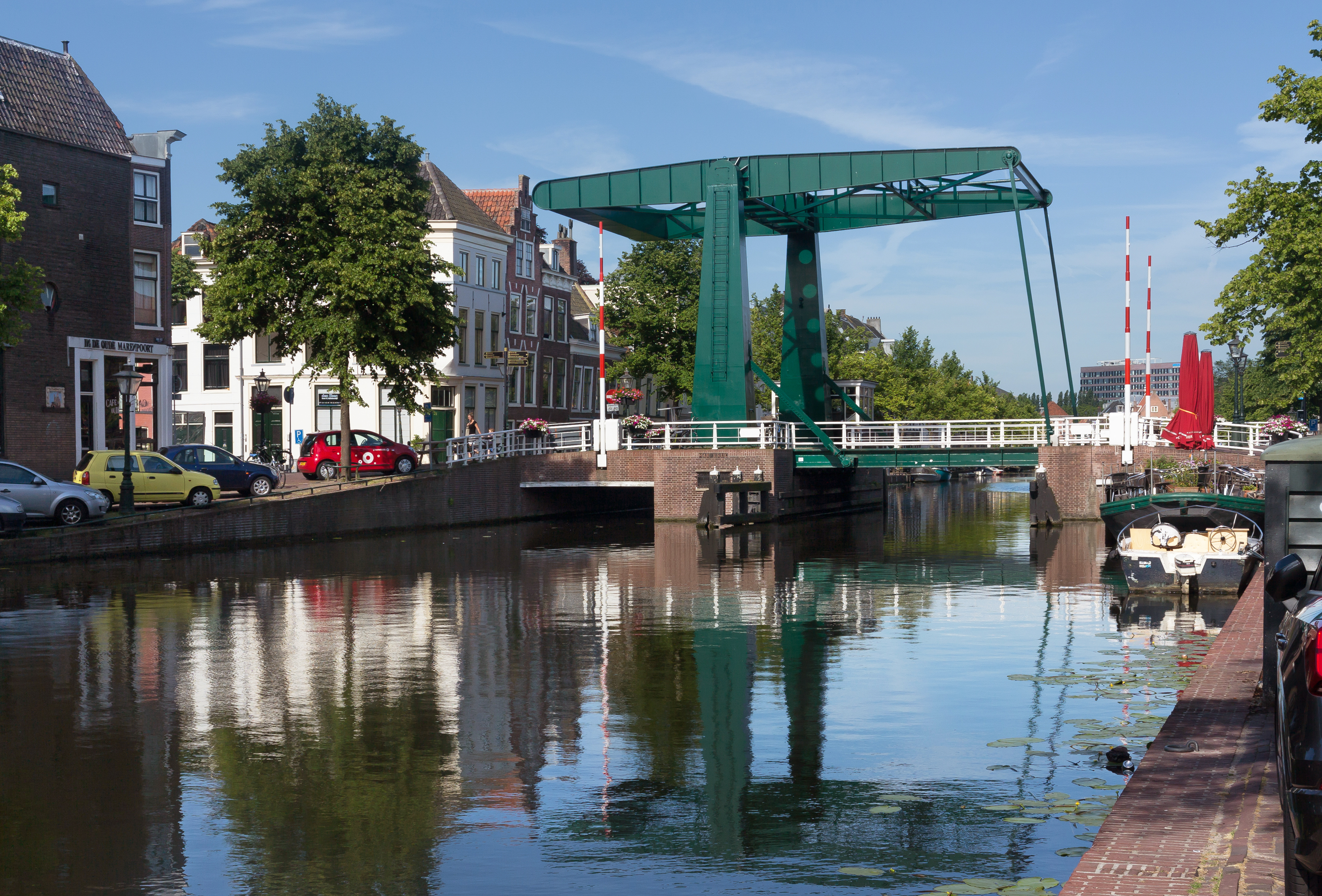
Marebrug
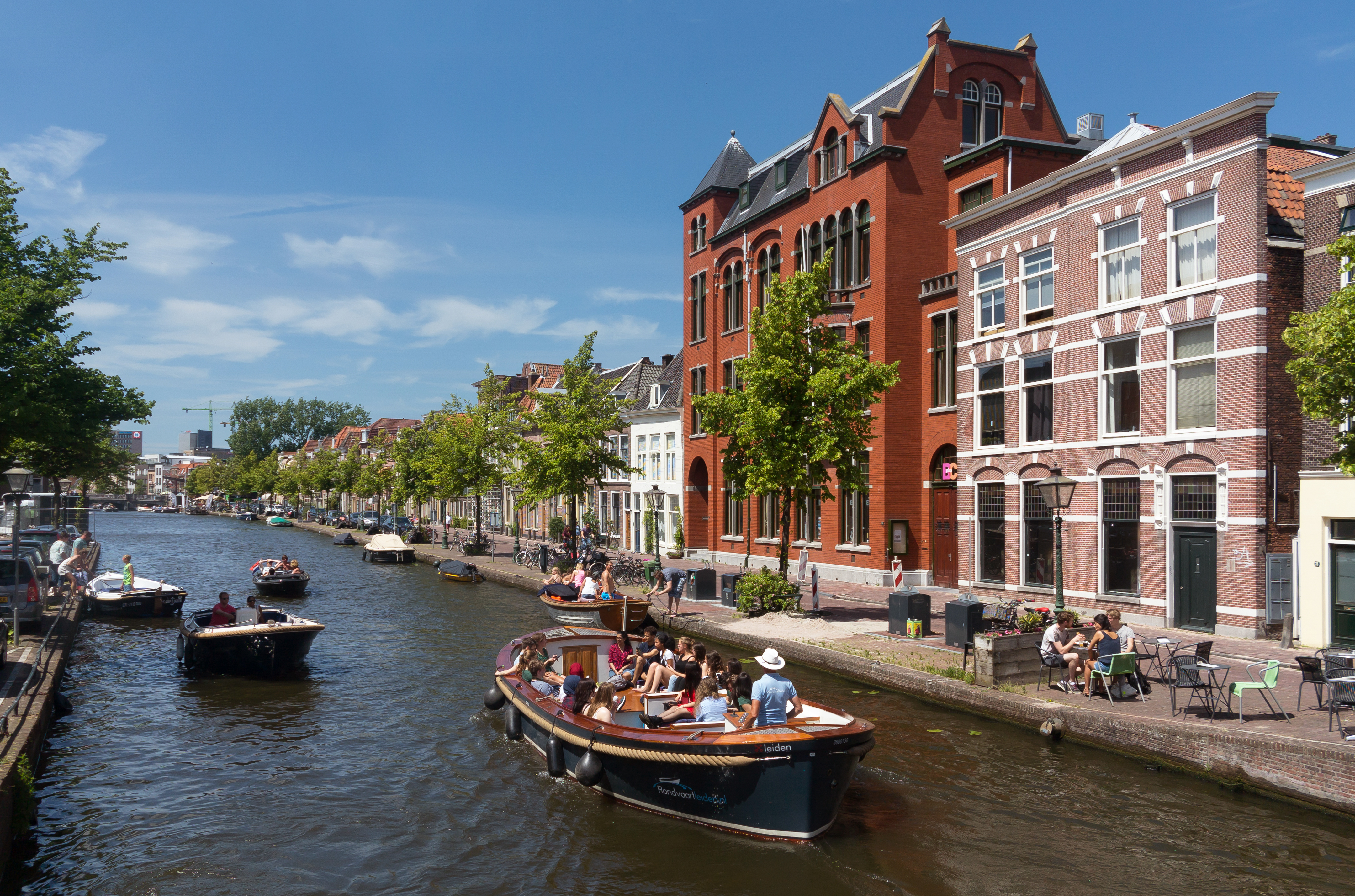
De Apothekersdijk met het Leidse Volkshuis
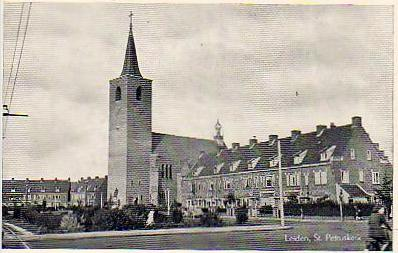
Sint-Petruskerk aan de Lammenschansweg
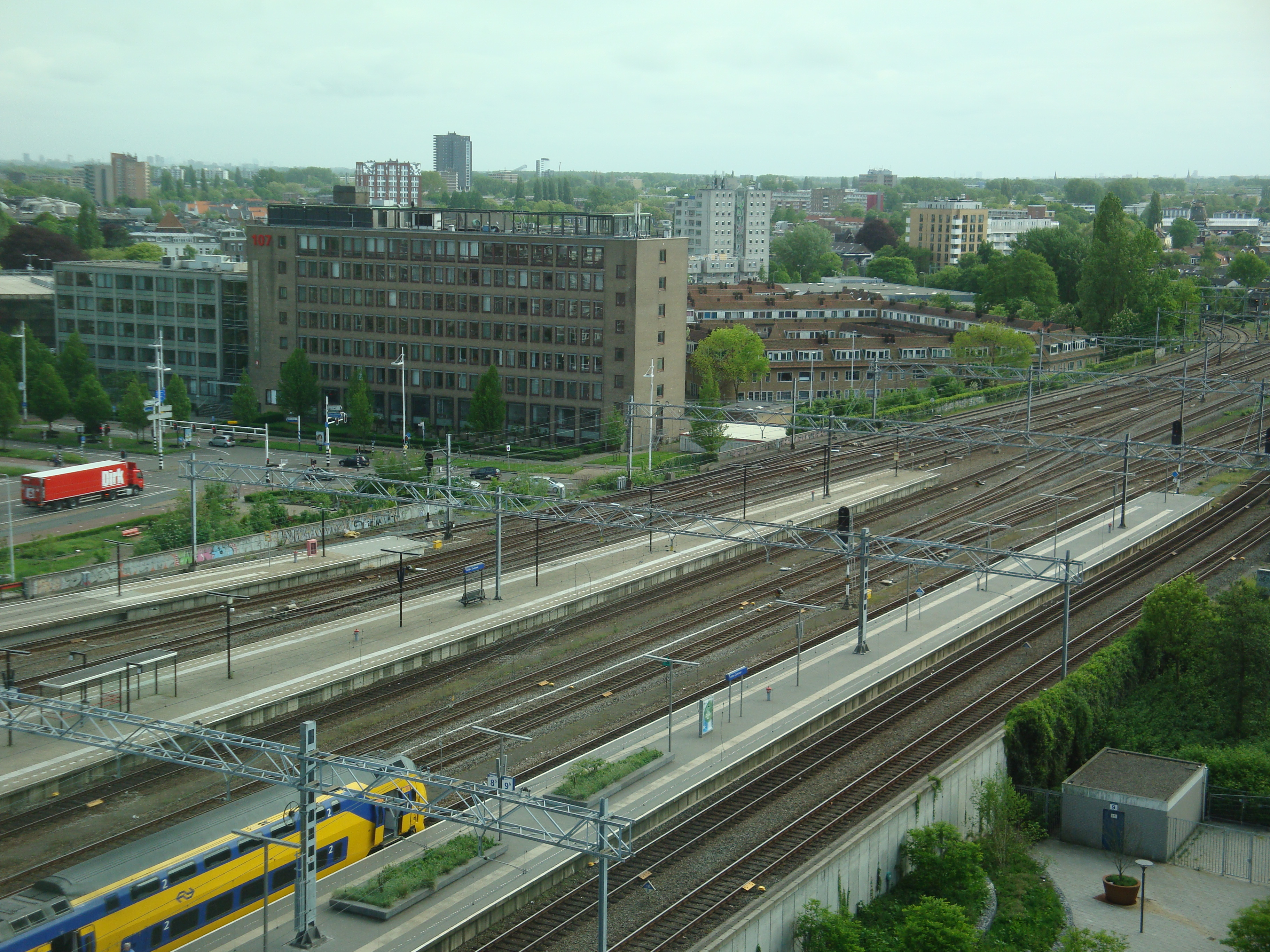
Station Leiden Centraal zuidzijde van af het Level-gebouw, mei 2018
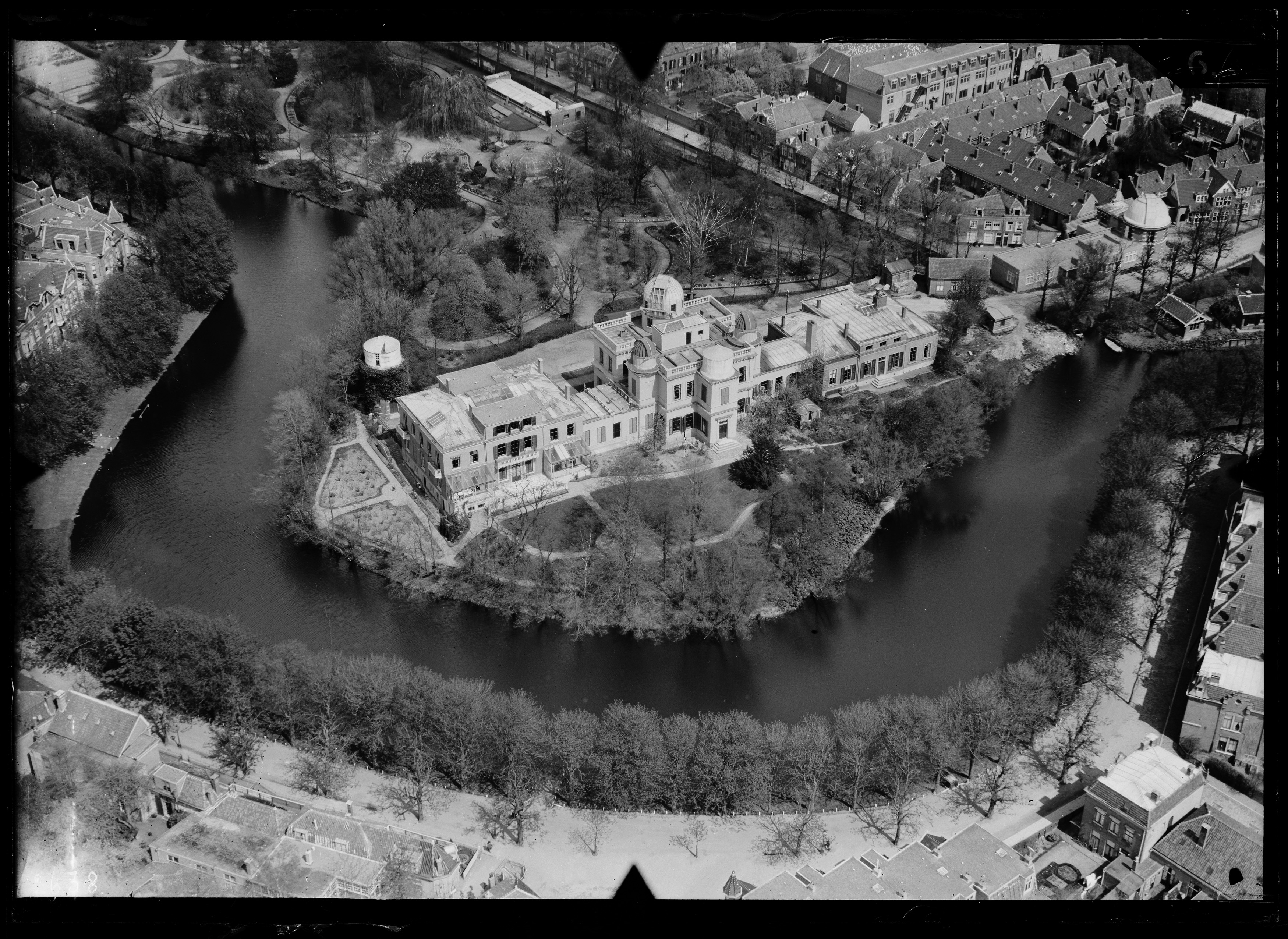
Hortus botanicus en Oude Sterrewacht in de periode 1920-1940
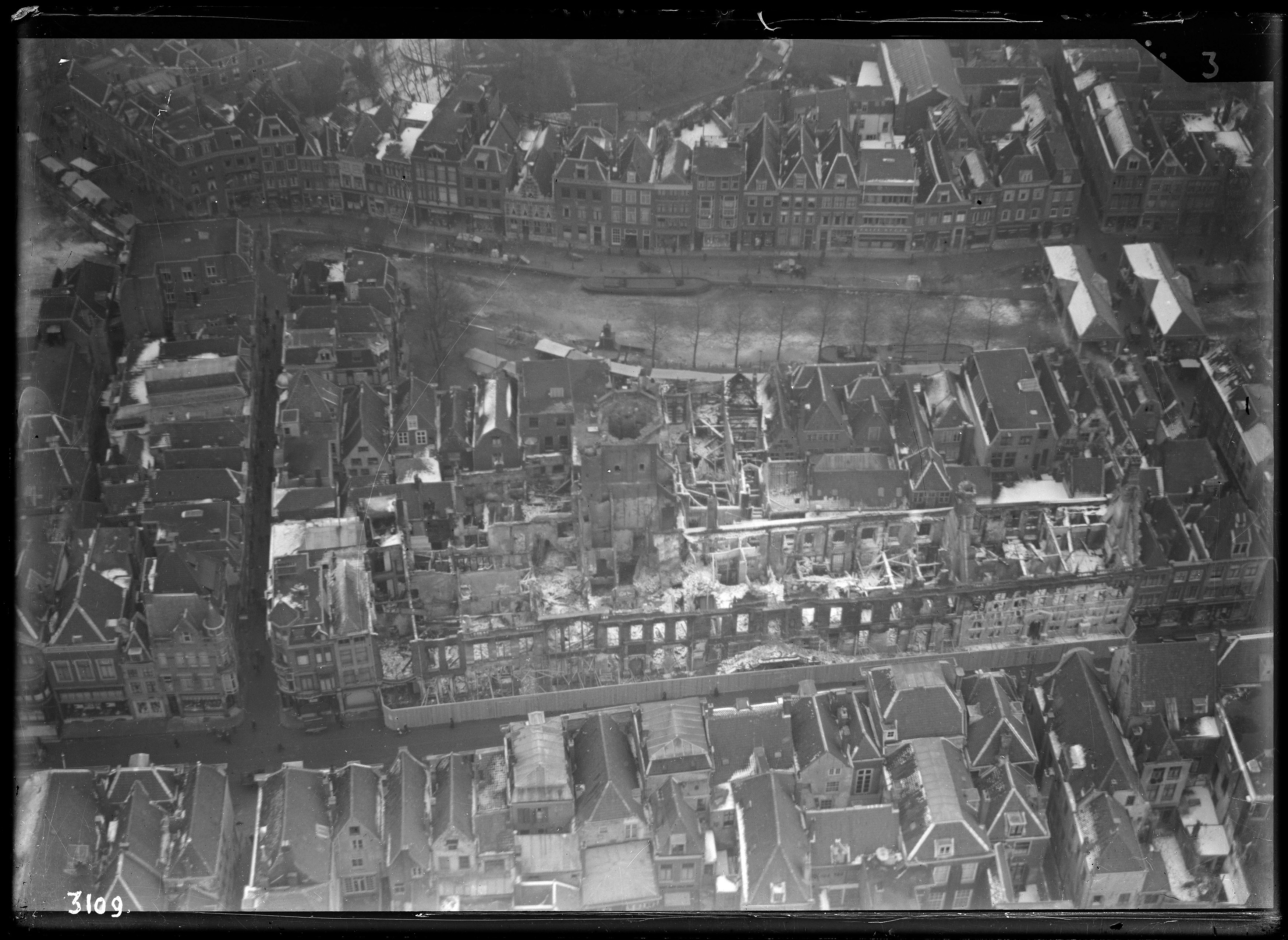
Luchtfoto van omstreeks 1930 met het in 1929 afgebrande stadhuis midden-voor
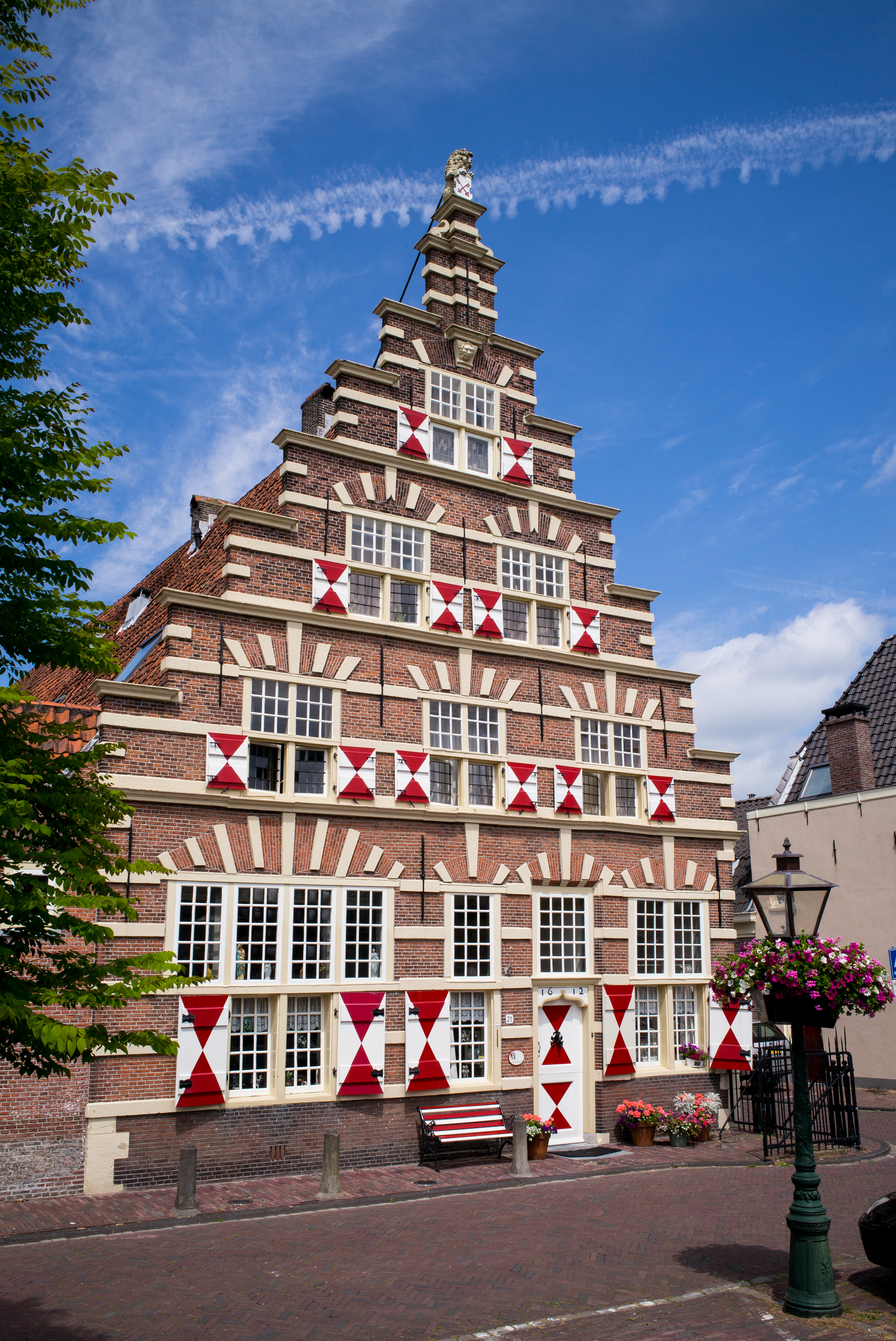
Woonhuis Stadstimmerwerf aan het Kort Galgewater.

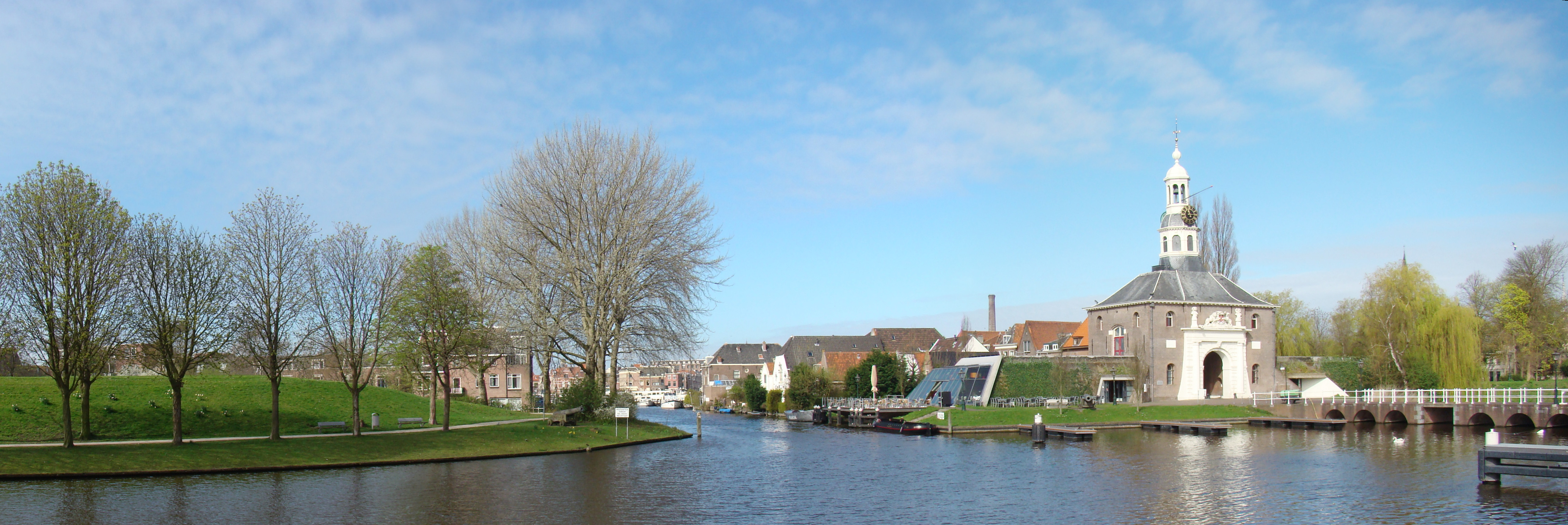
Panorama met de Zijlpoort aan de Zijlsingel